# キングダムの登場人物一覧
キングダムの登場人物一覧（キングダムのとうじょうじんぶついちらん）では、原泰久の漫画『キングダム』の作品中に登場する架空の人物および史実登場人物について記述する。
- 声 - テレビアニメ版の声優。第1-2シリーズと第3シリーズで演者が違うものと、VOMIC版・PSP版のものは別途記載する。
- 演 - 実写映画版の俳優。
- 舞 - 舞台版の俳優。

## 主要人物
信→李信（しん→りしん）
声 - 森田成一（幼少期：福井美樹） / 鈴木千尋（VOMIC） / 吉村和紘（VOMIC++） / 阿部敦（PSP）
演 - 山﨑賢人 （幼少期：大西利空）
主人公。
舞 - 三浦宏規、高野洸（Wキャスト）
飛信隊百人将→三百人将→千人将→三千人将→四千人将→五千人将→将軍。「天下の大将軍」を目指す、戦争孤児で下僕出身の少年。76巻時点（紀元前230年）で30歳。
豪気かつ直情径行で、自分の意志を貫く頑強な心を持つ。短気で乱雑なところがある一方で、「自分の馬を殺されても、相手を咎めず、酒を振る舞って饗した」という穆公の逸話を聞いて感動するなど、素朴な少年だった。礼儀作法には疎く、本陣の位置が分からず遅刻するなど頭はあまり良くない。
相手が格上でも、比例して実力を底上げする天才。当初は武偏重の猪突猛進型であったが、幾多の助言や経験を経て次第に本能型としての才能が開花、大将軍としての実力を身に付けて行く。また、王騎や麃公のように自ら先陣にて矛をふるい、軍の士気を高める武将を目指しており、一騎討ちにめっぽう強く数々の敵将を自ら討ち取っている。
得物は漂が嬴政の影武者となっていた際に所持していた剣で、本来国王が所持する物のため、非常に硬い。また、馬陽編で王騎の最後に立ち会い、その矛を受け取る。合従軍編以降は王騎の矛を扱う準備期間として矛を扱い始め、鄴編以降は王騎の矛を扱う。山陽編では自ら討ち取った輪虎の剣を廉頗から受け取り、合従軍編では麃公から大盾を受け継いだ。
紀元前259年～紀元前258年頃に出生。幼い頃に戦争で親を無くして孤児になり、その後で城戸村の里典の元で下僕となる。そしてそこで同じく里典の下僕の漂と出会い、共に「天下の大将軍」を目指し切磋琢磨する。ある日、漂と剣の試合をしていた際に秦大臣・昌文君と出会い、昌文君は漂を王宮に士官させる。
1ヶ月後、信の元に漂が深手を負った状態で戻り、信に地図を手渡しそこへ向かうよう頼み、二人の夢を託し命を落とす。信は向かった先で漂と瓜二つの男、秦王・嬴政と出会う。そこへ漂を殺した刺客が襲い掛かり信はそれを討ち取る。そして漂が政の身代わりとして死んだことを知ると激怒するが、政に漂の決意を聞かされると、漂との夢の為に政の王都奪還に協力する。放たれた刺客を返り討ちにし、山民族との会談で同盟締結の一助を成す。王都奪還戦で王宮の門を開放し、竭軍将軍・左慈を討ち、さらに成蟜子飼いの護衛官・ランカイを山民族の援護もあって撃退。これらの功績により恩賞として風利の地と家を与えられ、下僕から平民になる。
蛇甘平原の戦いには一兵卒として初陣を飾り、そこで出会った尾平・尾到兄弟と羌瘣と共に澤圭の伍に組まれ、千人将・縛虎申の指揮下に入る。信は最初の突撃では敵陣に風穴を開け、戦車隊に対しては周囲の兵を纏め上げ撃退する。そして縛虎申の元で要所の丘に向け突撃し、中華十弓・黄離弦を討ち取り丘を奪取する。その先で秦六将・王騎と出会い、王騎との会話の中で戦場での武将の役割の大きさを知る。そして、秦軍総大将・麃公の突撃に加わり、魏将・麻鬼を討ち取る。戦後、これらの功により異例の百人将への昇格を果たした。
政が刺客に襲われた際には肆氏の手引きで政の元へ駆けつけ、彼を守り抜いた。しかし、その戦いのなかで己の力不足を痛感し、その後王騎に修行を乞う。そこで王騎に無国籍地帯の平定を言い渡され、四ヶ月かけて成し遂げる。
その後馬陽に向け出陣した王騎に従い、自身の元に特殊百人隊が発足、王騎に「飛信隊」と名付けられる。そして敵陣に突撃し、混戦の中趙将・馮忌を討ち取るが、四日目の夜、趙三大天・龐煖の襲撃を受け、信は一刀を浴びせるも敗れ、隊は半壊する。そして龐煖に討たれた王騎の最期を見届け、矛を譲り受けた。
戦後、武功により三百人将へ昇格し前線で活躍する。翌年、王騎の仇・李牧が来秦し、信は宣戦布告、その後王賁、蒙恬と切磋琢磨する。山陽攻略戦では従軍中、民間人を虐殺した乱銅を斬る。その後、信は臨時千人将となり、本戦では廉頗四天王・輪虎を激闘の末に討ち取る。そして、論功行賞で正式に昇格した。
函谷関攻防戦で信は麃公軍へ所属、万極を討ち取り、万極に捕虜の虐殺は絶対にせず、またさせないと誓う。その後、麃公の最期を見届けた後に盾を託された。そして政と共に蕞を守り抜き、龐煖を一騎討ちの末に撃退。その後論功行賞で三千人将へ昇格した。
2年後には四千人将に昇進、成蟜救出の密命を受けるも間に合わず、成蟜の最期を看取り、政を託される。著雍攻略戦では三主攻の一つを任され、魏火龍・凱猛と激闘を繰り広げる。そして本陣攻略、霊凰討伐の功により五千人将に昇格し、隆国の指導を受ける。その後、政の加冠を狙い毐国軍が襲撃、兵一千を率いて駆け付け、陽や向と麗母子を救出し、毐国将軍・樊琉期を捕縛する。その後桓騎軍と共に黒羊丘に侵攻し、趙総大将・慶舎を討ち取る。しかしその後、飛信隊副長である羌瘣が混達を虐殺されたことに冷静さを失い、味方の桓騎兵を殺傷した罪で武功帳消しとなった。
鄴攻略戦には王騎の矛を携え出陣し、楊端和軍と共に列尾を落とす。朱海平原戦では九日目に趙将・岳嬰を一刀両断にするが、亜光と王賁が重傷を負ったことで右軍大将となり、十四日目に藺家十傑・趙峩龍を討ち取る。そして十五日目には李牧本軍を挟撃し、因縁の龐煖を限界を越えた死闘の末に討ち取る。咸陽へ凱旋後、政から姓を与えると言われ、漂が「李」姓を与えられたと知り自身も李信とし、論功行賞で遂に将軍へと昇格した。
そして再び対趙前線へと戻り、始皇十三年には桓騎の援軍要請を受けて出陣。難所・影丘で王賁を救出し岳白軍と対峙、崖上に上って岳白を一騎打ちの末に討ち取った。始皇十四年の閼与攻城戦では、城門から打って出た扈輒軍残党の若き龍白公（竜布）を、桓騎の本陣の前で討ち取った。そして、第一次趙北部攻略戦では宜安攻略の為に桓騎軍に同行するが、宜司平野で趙北部軍全軍に包囲されて、本能型武将としての本能で独断で桓騎軍左翼の守りを放棄し、飛信隊を右翼の楽華軍と合流させて、包囲網からの脱出を図る。そして、岳雷を失いながらも楽華軍と共に包囲網からの脱出を果たし、その夜に森の中に潜伏していたところを桓騎軍の氾善の井闌車部隊と砂鬼一家と合流し、状況打破の為に翌日に宜安城を陥落させる。そして、合流した桓騎たちと共に李牧を討ち取る為に宜安城を放棄し、肥下城へとおびき出して、途中の森林地帯で李牧軍を待ち伏せする。待ち伏せる森林間の三つの道筋の一つを担当するが、桓騎軍が李牧軍を襲撃したことで桓騎軍と合流しようとしたところを、青歌軍が李牧軍と合流しようと向かっていたので、青歌・楽彰軍と交戦する。桓騎軍の奇襲が失敗した頃に摩論とオギコが駆け付けて、オギコから桓騎からの伝言と六将の首飾りを託されて、脱出を開始する。そして、秦・趙の国境線の趙軍を外部から攻撃していた倉央軍の助けで、国境線からの脱出に成功する。そして、咸陽で政に預かっていた六将の首飾りを返した後、政から騰と録嗚未と共に韓の公子・韓非を招聘する使節団の護衛という名目で、韓の攻略の為に韓の王都・新鄭を見てくるように命じられる。そして、新鄭で兵士に変装した韓非から「人の本質は何だと思う?」と質問されて、王の間で公子の姿で再会した韓非から改めて先述の質問を問われて、騰からの助言を聞いて韓非に「人の本質は火」だと答えて、その理由を語って韓非の心を動かして、秦国に招聘することに成功する。
始皇十五年の第二次趙北部攻略戦では、三万の軍となった飛信隊を率いて狼孟城を陥落させて、二十万の秦軍連合軍の一角として右翼を担当する。しかし、李牧の自身を囮にした作戦に誘き出されてしまい、戦局から外れた場所で足止めを食らってしまう。その後、飛信隊本隊に合流した時には既に王翦軍は壊滅寸前になっており、玉鳳軍の援護で最小限の犠牲で国境まで撤退する。その後、昌平君の立案した「三本の柱」の二つ目の献策によって飛信隊は六万の軍となり、更に三つ目の献策で、騰軍十万との連合軍で韓を滅ぼせと命じられる。
始皇十六年に飛信隊六万を率いて騰軍と共に韓に進軍し、騰の作戦によって南陽を無血開城させることに成功する。そして、秦国全土の戸籍作りによって飛信隊に配属された徴兵されて間もない新兵たちを南陽で練兵し、始皇十七年に新鄭に向けて騰軍とともに出陣。英呈平原で博王谷軍と対峙した後、韓軍第二将・博王谷を一騎打ちの末に討ち取ったことでその後の秦軍の大勝に大きく貢献した。
嬴政（えいせい）
声 - 福山潤（幼少期：金田アキ） / 朴璐美（VOMIC/PSP）
演 - 吉沢亮
舞 - 小関裕太、牧島輝 (Wキャスト)
第三十一代秦王。後の始皇帝。漂と瓜二つの容姿をしている。76巻時点（紀元前230年）で31歳。
幼少時代に趙国民に虐げられたことで感覚が殆ど無く、他人を一切信用しない荒んだ性格であったが、紫夏との出会いを通じて失っていた五感や人を信じる気持ちを取り戻した。戦乱の世を終わらせるべく、「中華統一」を志している。現在は冷静でポーカーフェイスを崩さないが、昌文君や信のことを信頼している。発想が柔軟かつ大胆な賢人ながら武芸にも長けている。
紀元前259年正月または二月に、趙王都・邯鄲で子楚（後の荘襄王）と趙姫の間に生まれる。だが子楚は呂不韋により咸陽に戻り、また秦が長平の戦いで捕虜の趙兵を生き埋めにしたことで、嬴政はその怨念をぶつけられる。紀元前251年、昭王が崩御し、孝文王が秦王、子楚が太子となる。それを受け道剣らにより嬴政の趙脱出が図られ、闇商人・紫夏らの協力により行われた。紫夏の力により全ての関所を通過し秦へと帰還するも、紫夏や道剣らは命を落とす。
紀元前247年、秦王に即位するも、実権は右丞相・呂不韋と左丞相・朅氏の元にあった。紀元前245年、朅氏と異母弟・成蟜が呂不韋不在の隙を付き反乱を起こす。事前に察知した昌文君は漂を影武者とし嬴政を黒卑村に隠すが、漂は討たれ刺客が政に迫る。だが信が刺客を討ち、河了貂と共に脱出、昌文君らと合流する。そして山の王・楊端和を味方に付け、王都奪還を果たす。
その後呂不韋に対抗すべく昌文君の元に大王直属の派閥を作るも、呂不韋により刺客を差し向けられる。刺客は信達の奮闘により避けるも、参内した呂不韋に力の差を見せつけられ、肆氏ら朅氏残党を取り込む。そして馬陽の戦いを前に王騎から昭王の遺言を伝えられ、王騎の死に涙を流す。その後呂不韋が太后と手を組んだ際には、二人の不義の流言を流し対抗する。呂不韋が相国に就任した際には成蟜一派と手を組み、昌文君を左丞相に就任させる。
翌年、合従軍侵攻を受け思考停止に陥る上層部を叱咤激励して戦意を復活させ、蕞攻防戦では自ら出陣し、蕞の民衆を鼓舞して民兵として戦わせる。途中で重傷を負うも、秘かに援軍を要請した「山の民」の出現によって勝利を得る。その後呂不韋陣営とは一進一退の攻防を繰り広げるも、成蟜が反乱の盟主に祭り上げられる。壁軍と飛信隊を成蟜救出に向かわせるも、成蟜は討たれその一派は瑠衣が継承した。
著雍攻略後に毐国が反乱を起こし、加冠の儀を狙い咸陽に侵攻するも、蕞の兵と飛信隊を向かわせる。そして加冠の儀をやり遂げ、呂不韋との対談では中華統一により人が人を殺さなくて済む世界が来ると語り、呂不韋を感嘆させた。そして寝返った昌平君により咸陽で勝利し、遂に呂不韋との長年の政争に勝利し秦の実権を掌握する。翌年、斉王・王建王との会談では斉王を感嘆させ、非公式に斉の事実上の降伏を勝ち取った。
鄴編後に不穏な動きがあった呂不韋の元を訪れて会話し、彼に自身の優しさがいずれ弱点になると指摘される。呂不韋が表舞台から去った後、六大将軍の復活を宣言する。しかし、桓騎が捕虜数万人を皆殺しにしたことに愕然とし、数万の兵を率いて桓騎の元へ向かい、尋問する。だが、桓騎は中華統一には不可欠な為、処罰を断念する。
始皇十四年の桓騎の死後、昌平君から渡された書物『韓非子』を読んで、中華統一後の法治国家の設立に悩んでいた所に暗い霧の中に光が差し込んだような感銘を受けて、その著者の韓非のことを聞き、韓の攻略の為の視察も兼ねて使節団と護衛役の李信たちに、韓非の招聘を命じる。しかし、秦国に招聘した韓非と二人きりで問答を行うが行き詰まり、李斯に韓非との法治国家についての問答を命じた数日後、李斯から韓非と韓の使節団が諜報活動を行っていると報告を受けて、韓非の屋敷の臨検を命じる。その数日後、軟禁した韓非と面会した李斯から報告を受ける直前、韓非が服毒自殺したと報告を受ける。そして、始皇十五年の番吾での敗戦後、中華統一への道が途絶えそうになる状況になった時に、昌平君が立案した「三本の柱」の献策をして来て、たとえ国内外から暴君と罵られようとも中華統一を成し遂げなければならないとして、「三本の柱」の献策を推し進める。

## 飛信隊

### 将校
信→李信（しん→りしん）
飛信隊隊長。李信参照。
河了貂（かりょうてん）
声 - 釘宮理恵 / 小林由美子（VOMIC/PSP）
演 - 橋本環奈
飛信隊軍師。山民族の一つ梟鳴（きゅうめい）族の末裔。鳥頭の蓑を被っており、初見は困惑されることが多い。得物は南越の戦士ムタから譲り受けた吹き矢。幼くして天涯孤独になって以降、生き抜くために様々な知識や技能を身につけており、字を読むことも出来、史についても学んでいる。特に料理の腕前は一級品。年齢不詳であるが、作中に「信より若干年下」との記載がある。
当初は金のため政と信に協力していたが、共に行動するうちに仲間となる。やや幼い容姿と男勝りな性格、さらに着ている蓑のために登場時は性別不明であった。王都奪還編の時に女性と明らかになるが、信は千人将になるまで気づいていなかった。
王都奪還後は信と共に暮らしていたが、刺客襲来編で急激に力をつけていく信の姿を見て、軍師として彼の力になることを決意。昌平君の下で蒙毅と共に兵法を学び、山陽編後に飛信隊の軍師として配属。魏の間永軍に苦戦する飛信隊を魏軍師・氷鬼を上回る戦略で勝利に導き、以後は飛信隊の軍師として活躍する。その一方で蕞攻防戦で旧知のカイネを思わず助けたりするなど、非情に徹しきれない一面がある。
著雍編では、初日に荀早隊に囚われる。その夜、凱孟からの問いに臆せず素直に胸の内を語ったことで、それ以降は粗略にされず、翌日の人質交換で飛信隊に生還し、勝利に貢献。この経験が信への想いを明確にした。
秦国統一編では加冠の儀での危機を知り、政に伝えた後に飛信隊一千と共に咸陽に駆けつけ、昌平君の策を完成させるための援護をし勝利に貢献。黒羊編では二日目に丘右側を奪取するために奇策を立て、丘右側を奪取に成功。鄴編では、朱海平原戦後半で秦軍右翼全軍の軍師を担う。
六将復活後、桓騎の援軍要請を受けて出陣し、難所の影丘に到着。苦戦の末に影丘を突破し、扈輒軍本陣に向け進軍させた。
羌瘣（きょうかい）
声 - 日笠陽子 / 沢城みゆき（PSP)
演 - 清野菜名
飛信隊副長兼羌瘣隊千人将→三千人将→五千人将→将軍。伝説の刺客一族「蚩尤」の後継候補として育てられた羌族の女性。緑穂（りょくすい）という剣を武器に戦う。年齢は76巻時点（紀元前230年）で29歳。
当初は他人との慣れ合いを嫌っていたが、徐々に周囲に心を開くようになり、やがて自身が飛信隊の一員であるという自覚を持つようになる。信に対しては異性としての好意を抱いており、信の子供を産むという目標を持ち、河了貂と二人きりになろうとする信に疎外感を覚え、巻末のおまけ漫画では信の寝込みを襲って唇を奪おうとするなど、恋愛感情による嫉妬や大胆な言動などの描写が散見される。そして、その後の精神世界での羌象との会話で信のことを出会ってからすぐに気になっていたと話し、鄴編後には礼の言葉に便乗する形になりながらも信に対して異性としての好意がある旨をカミングアウトした。
蚩尤を決める“祭”で羌象を謀殺された恨みから、現蚩尤・幽連に復讐するために生きる道を選び、里を出奔。蛇甘平原編で信と出会い同じ伍となる。刺客襲来編では一度、信と敵対するも呉越同舟で共に刺客を撃退。馬陽編では百人隊として結成された飛信隊副長となるも、その後、龐煖に急襲を受け信と共に敗北。その経験から「半年後には私が勝つ」と己の力不足を省みる。
山陽編後に、幽連への復讐を決行するため飛信隊を出奔。その後、趙の老山で幽連と相対する。窮地に追い込まれるも復讐を果たし、飛信隊出奔後392日目に帰途に付いた。帰還した後、帰還前に立てた二つの目標の一つである大将軍になるという願いを叶えるために武功を重ね、王弟反乱編では既に千人将に昇進。さらに、対騎馬戦法「剛力」を考案する。著雍編では、本陣陥落の功により、三千人将に昇進。黒羊編では、趙将軍・劉冬に夜襲をかけるも返り討ちにされ重傷を負い、その後の再戦で辛くも彼を討ち果たす。しかしその後、混達を虐殺されたことに冷静さを失い、味方の桓騎兵を殺傷した罪で武功帳消しになる
鄴編では、かつて敗れた龐煖に再度勝負を挑むも、彼の持つ圧倒的な戦闘力の前に再び敗北し戦闘不能となる。その後、龐煖に勝利し力を使い果たした信を救うべく、蚩尤に伝わる蘇生術を行い、信の復活に成功する。
鄴攻略戦後、五千人将に昇進。その後、始皇十二年に蚩尤となった羌礼が現れる。"祭"が行われたことと羌礼が羌識を殺したことを知り、闇を彷徨う羌礼の心を救うために決闘に応じ、羌識の最期の言葉を思い出させたことで羌礼の心を救う。
始皇十五年の番吾での敗戦後、昌平君が進言した「三つの柱」の二つ目の献策の一環として、将軍に昇進。その後の始皇十七年の東砂平原戦では、韓将・沛曇を討ち取った。
渕（えん）
声 - 赤城進
演 - 田中美央
飛信隊副長兼千人将→五千人将。隊における現場の支援兼纏め役。「集」の基本的な戦い方を把握しており、特出した武力や知力は無く目立った活躍が描かれることは少ないが、誰よりも責任感が強く飛信隊にとって重要な存在。
元々は壁と信の連絡役であったが信に同行した結果、なし崩し的に王騎からの修行に付き合わされ、そのまま副長となる。黒羊編では、二日目に決死の激流の渡河に成功し、奇襲して馬呈軍を退ける功を立てた。鄴編の朱海平原決戦では将として自覚が強くなっており、鼓舞により士気を保たせている。始皇十五年の番吾での敗戦後、昌平君が進言した「三つの柱」の二つ目の献策の一環として、楚水と共に五千将に昇進する。
楚水（そすい）
声 - 小松史法（第2シリーズ） / 広瀬竜一（第3シリーズ-）
飛信隊副長兼千人将→五千人将。元郭備隊所属。
郭備隊の副長だったが、山陽編で郭備が輪虎に暗殺されたことにより部下共々急造千人隊の飛信隊へ転属し、仇の輪虎を討つことを目指す。終盤、輪虎と一騎打ち中の信を狙おうとした魏将軍・魏良を阻んで討つ。その際、目の前にいた輪虎に思わず斬り掛かろうとして返り討ちに遭うが、一命を取り留める。その後、正規千人隊となった飛信隊の補給を一任。河了貂が加入した後は、主力の騎兵隊を率いて戦う。
始皇十五年の番吾での敗戦後、渕と共に五千将に昇進する。
岳雷（がくらい）
声 - 白熊寛嗣
飛信隊千人将。「黒飛麃（くろひひょう）」隊元指揮官。元麃公軍所属。無骨な性格で、信を嫌う旨 の発言もあるが、その実力は認めている。
合従軍戦後に我呂ら元麃公兵五百人とともに配属。のちに発足された乱戦特化兵「飛麃（ひひょう）」の指揮官として猛威を振るう。かつて蒼源に窮地を救われたことがあり、息子の蒼兄弟が飛信隊への入隊試験を受けた際に、蒼兄弟が知らなかった蒼源の活躍を彼らに教え、間接的ではあるが自分が蒼源の死の遠因を作ったと彼らに詫びた。信が将軍になると、二つに分かれた「飛麃」の内の「黒飛麃」隊指揮官に就任。
宜安編の宜司平野戦で、趙北部軍全軍による包囲網を突破しようと錘型の陣の先頭を我呂と共に担当し、青歌軍と衝突した直後に青歌将軍・上和龍と遭遇し、一撃で討ち取られて戦死した。
満童（まんどう）
飛信隊千人将→二千人将。「黒飛麃（くろひひょう）」隊指揮官。元麃公軍所属で、我呂の元上官。我呂曰く「顔と頭が悪いが、騎馬戦が上手い」と評されている。
岳雷の死後、始皇十五年に多くの麃公兵を率いて飛信隊に加わり、「黒飛麃」隊指揮官を後任する。生前の岳雷から、自分が死んだら飛信隊に加わって信を助けてくれと頼まれていたようで、岳雷にはいくつか借りがあった為に、飛信隊への加入を承諾する。始皇十六年に、二千人将に昇進する。
我呂（がろ）
声 - 浜添伸也
飛信隊千人将→二千人将。「赤飛麃（あかひひょう）」隊指揮官。元麃公軍所属で、少年兵の頃に岳雷の部隊に配属され、以降は岳雷と共に死線をくぐってきた。岳雷が千人将に昇進した頃には、五百将になっていた。やや軽い性格で気が強く毒舌だが、実力は確かで常に前線に立つ。作戦会議でもよく口を出し茶々を入れるが、筋が通ったことには義理を尽くす。「飛麃」の一員として、岳雷とともに行動している。
朱海平原戦の十五日目には、「十槍」の三番槍・平秀に圧倒されるが、蒼仁の矢を右腕に受けて怯んだ平秀の一瞬の隙を突いて討ち取った。信が将軍になると、千人将に昇進し、二つに分かれた「飛麃」の内の「赤飛麃」隊指揮官に就任。
宜安編の宜司平野戦で、家族同然の岳雷を青歌将軍・上和龍に討ち取られて激昂し、李信と共に上和龍に襲い掛かるが、上和龍の側近の雲玄・雲慶に阻まれる。そのまま上和龍たちと交戦し、李信が上和龍に重傷を負わせた直後に、雲玄に重傷を負わせて、李信が先頭に立って包囲網を突破する援護を行った。始皇十六年に、二千人将に昇進する。
那貴（なき）
声 - 小西克幸
飛信隊千人将。元桓騎軍所属。得物は曲剣。
常に飄々としていて冷静沈着な性格だが、一度キレると本人曰く「雷土よりもおっかない」という。彼を含め隊員は元野盗であることから、隠密・斥候などに長けている。
黒羊編では、桓騎軍で行なっている隊の入れ替えをするために、尾平隊の代わりに飛信隊に加わる。初日の飛信隊の失態によって桓騎から信の右腕を持ち帰るよう言われた時は、自身が飛信隊に加わった経緯から自身の責任でもあるため自身が預かると言ったことでことなきを得て、4日目には趙将軍・慶舎を信に討たせる貢献を果たす。戦後、飛信隊の居心地の良さに惹かれ、転属する。
鄴編の朱海平原決戦では随所で活躍を見せ、14日目には、窮地の信を助け、さらに軍を立て直す為に撤退した、趙峩龍の居場所を元野盗の経験から見つけ出し、退路を塞ぎ信に討たせる援助をした。
扈輒戦後は、桓騎軍の陣営に訪れて黒桜ら幹部達と対面し、その際に砂鬼一家が桓騎軍最古参であることを伝えた。
始皇十四年の宜安戦で、飛信隊と楽華軍が趙北部軍全軍による包囲網から脱出した夜に、森の中で遭遇した砂鬼一家から謎に包まれた桓騎の過去を聞き出す為に、砂鬼一家を宜安城へ連れていく条件として桓騎の過去を話せという条件を提示し、砂鬼一家の頭目に覆面を外して自分の目を見て話せと告げる。そして、覆面を脱いで素顔を晒した砂鬼一家の頭目・衣央から桓騎の過去の一部を聞く。その翌日、宜安城を陥落させた李信たちと共に残りの桓騎の過去を聞いた。その後、宜安城で合流した桓騎の奇策で、宜安城から肥下城への森林地帯で李牧軍の本陣を奇襲する為に、飛信隊の一員として待ち伏せを行う。しかし、三ヶ所あった奇襲の場所の一つに李牧軍の本陣が通らず、桓騎軍が李牧軍の本陣を奇襲したことで、喚声でそのことに気付いた飛信隊が向かおうとしたところに、楽彰軍が李牧軍の救援に向かっていた為、飛信隊は楽彰軍の足止めを余儀なくされる。そして、何故か飛信隊に同行していた砂鬼一家が楽彰軍に追い詰められていたことで、李信の指示で砂鬼一家の救出に向かい、救出後は苦戦する尾平たちを救助する。その後、飛信隊が撤退を選択する中、死ぬのを承知で桓騎の元に行く事を決断。止めようとする信達を説得後に、去り際に信へ天下の大将軍になれと賛辞を送る。そして、那貴と一緒に行く事を選んだ那貴一家のメンバーとともに、飛信隊から離れた。そして、李牧軍に包囲されていた桓騎らを見つけると突撃を敢行し、雲玄を討ち取ったが趙兵らによって深傷を負い、桓騎と同じくらい李牧のすぐそばまで接近したところで息絶えて、戦死した。
崇原（すうげん）
声 - 高橋英則（第1-2シリーズ） / 井之上潤（第3シリーズ-）
飛信隊伍長→什長→百人将→歩兵長兼千人将→三千人将。飛信隊第三位の剣士。十七歳で初陣を飾った時に、尿意を我慢していたところに奇襲を受けて小便を漏らしたことから、「小便もらしの崇原」と馬鹿にされた過去を持つ。二大田舎剣術の一つ「合昂剣」の皆伝の使い手で、始皇十五年に飛信隊に新加入した士桃が、もう一つの田舎剣術「雲草剣」の使い手であることも知っており、士桃に期待していると告げる。
飛信隊結成時に、第五伍長として所属。馬陽編で夜襲を受けて退却する際に左眼を失い、次の山陽編（17巻～）から眼帯姿になった。飛信隊が三百人隊になると什長へ、黒羊編後には歩兵長に就任。信が将軍になると、千人将へ昇進。始皇十六年に、三千人将に昇進する。
田有（でんゆう）
声 - 林和良（第1-2シリーズ）/ 関口雄吾（第3シリーズ-）
飛信隊伍長→什長→百人将→千人将→二千人将。蛇甘平原編で、伍作りで大人気だった大工の棟梁。怪力の持ち主で、飛信隊の主力を担う。
当初から信のことを「騎兵殿」と呼んで実力を認め、戦後は地元で彼の武勇を語っていた。その後、鎧を買いに地元に来ていた信と再会し、鎧を売ってもらえずに困っていた彼を助けた。飛信隊結成時に第十四伍長となり、沛浪と共に精鋭の歩兵を集めた。飛信隊が三百人隊になると什長へ、千人隊になると百人将となる。
合従軍編では、蕞攻防戦で傅抵に重傷を負わされ一時前線を引くも、六日目に復帰。秦国統一編では、呂不韋派の弓隊の伏兵から信を守るために矢を浴びるが、一命を取り留める。黒羊編では、桓騎の非道な作戦で信達が騒動を起こした際、危うく桓騎兵達に殺されそうになる。鄴編では、千人将に昇進。出征前から信に新たな住居の建築を頼まれており、咸陽に凱旋した時に丁度自身の組によって完成していた。
始皇十四年の宜安城攻略戦では、竜川や中鉄と共に飛信隊の怪力三人衆として身を挺して突破口を開くが、三人とも瀕死の重傷を負ってしまう。しかし、飛信隊に同行していた砂鬼一家の治療術によって、一命を取り留める。尾平の結婚披露宴が行われた頃には回復しており、飛信隊の面々と共に参加している。始皇十六年に、二千人将に昇進する。
沛浪（はいろう）
声 - 小山剛志（第1-2シリーズ）/ 藤原聖侑（第3シリーズ-）
演 - 真壁刀義
飛信隊伍長→什長→百人将→副歩兵長兼五百人将→二千人将。経験豊富な歴戦の兵士。
蛇甘平原編では伍長として山和、脇次、筏建、英の四人と伍を組む。信と出会った当初は彼を見下していたが、活躍を目の当たりにして考えを改める。
飛信隊結成時に第一伍長となり、田有と共に精鋭歩兵を集めた。飛信隊が三百人隊になると什長へ、千人隊になると百人将へ昇進。信が将軍になると、五百人将へ昇進し、副歩兵長に就任。しかし、前任の松左ほど用兵術は上手くないため、苦戦している。始皇十六年に、二千人将に昇進する。
田永（でんえい）
声 - 田尻浩章（第1-2シリーズ）/ 石黒史剛（第3シリーズ-）
飛信隊伍長→什長→五百人将→千人将。口が悪く、喧嘩っ早い。また、時に自己中心的な一面も見せるが、本質を見誤らないしっかり者。
飛信隊結成時に、旧友の沛浪の誘いで飛信隊に加入し、第六伍長として所属。飛信隊が三百人隊になると什長へ、信が将軍になると、五百人将へ昇進し、騎兵隊の指揮官の一人となる。始皇十六年に、千人将に昇進する。
竜川（りゅうせん）
声 - 高橋英則（第1-2シリーズ）/ 佐久間元輝（第3シリーズ-）
演 - 佳久創
飛信隊伍長→什長→百人将→五百人将→千人将。飛信隊随一の巨漢。妻子持ちで、鄴編の時点で五人生まれている。本人曰く田有の三倍の膂力の持ち主で、その膂力を生かして敵の防御陣を破壊する。
飛信隊結成時に飛信隊第十六伍長になり、飛信隊が三百人隊になると什長へ、千人隊になると百人将へと昇進。信が将軍になると、五百人将へ昇進。
馬陽編では、趙将軍・馮忌を奇襲する際、妻子を想うあまり尻込みしていたが、信の喝を受けて決心し、突破口を開く。合従軍編では、蕞攻防戦で傅抵に重傷を負わされるが、不意を突いて城壁から突き飛ばして落下させた。その後、治療のため一時前線を引くが、六日目に復帰。
始皇十四年の宜安城攻略戦では、田有や中鉄と共に飛信隊の怪力三人衆として身を挺して突破口を開くが、三人とも瀕死の重傷を負ってしまう。その後、飛信隊に同行していた砂鬼一家の治療術によって一命を取り留める。尾平の結婚披露宴が行われた頃には回復しており、飛信隊の面々と共に参加している。始皇十六年に、千人将に昇進する。
竜有（りゅうゆう）
声 - 青木強
飛信隊伍長→什長→百人将→五百将。蛇甘平原戦第二軍の生存者。気難しい性格で、当初は信達に悪態をついていた。元料理人のため料理上手で、飛信隊の食事を作っている。料理がうまく、鄴編では斉国の食材を見て心を躍らせていた。尾平の結婚披露宴でも、河了貂と共に食事を作って、城戸村の子供たちに提供している。
飛信隊結成時に第十八伍長になり、三百人隊になると什長へと昇進。信が将軍になると、百人将へ昇進。始皇十六年に、五百将に昇進する。
澤圭（たくけい）
声 - 佐藤晴男（第1-2シリーズ）/ 山本満太（第3シリーズ-）
演 - 濱津隆之
飛信隊伍長→什長→二百人将→三百将。信が初陣で伍を組んだ時の伍長。頼りない外見と性格のせいで常に最弱の伍を率いるが、弱者なりの戦い方を熟知しており、蛇甘平原編まで彼の伍は今まで誰も死んでいなかった。
飛信隊結成時に第十一伍長になり、三百人隊になると什長に昇進。信が将軍になると、二百人将へ昇進。始皇十六年に、三百将に昇進する。
尾平（びへい）
声 - 鳥海浩輔
演 - 岡山天音
飛信隊伍長→什長→三什長→百人将→三百将。信の同郷。出っ歯が特徴。尾到の兄。お調子者で小心な性格だが、飛信隊のムードメーカー的存在。実力は乏しいが「古参」というだけで、よく幹部達の集まりに顔を出している。
蛇甘平原編で尾到とともに徴兵された時に信と再会し、澤圭の伍の一員となる。飛信隊結成時に第十二伍長となり、三百人隊になると什長へ、鄴編では三什長へと昇進。信が将軍になると、百人将へ昇進。
黒羊編では一時的に桓騎の軍に配属したが、混の遺品を持っていたことで信と羌瘣の怒りを買って除隊される。途方に暮れていたところ、信を嘲笑した岩迅達に激怒し、殴り掛かって返り討ちに遭うが那貴に助けられる。その後、飛信隊の幕舎で手当てを受け、信に謝罪して飛信隊に復帰。扈輒軍との戦いでは、信が岳白と一騎打ちしている最中、信から一時王騎の矛を預けられ、岳白が負傷して隙が出来ると昂とともに、信に投げ渡した。
始皇十四年の韓非の死の二ヶ月後、故郷の城戸村で東美と結婚して、結婚披露宴を三日間行った。始皇十六年に、三百将に昇進する。
中鉄（ちゅうてつ）
声 - 青木強
飛信隊伍長→什長→百人将→三百将。蛇甘平原編で、伍作りで大人気だった強面の大男。「富村の殺し屋」の異名を持つ。
飛信隊結成時に第十五伍長になり、三百人隊になると什長に昇進。信が将軍になると、百人将へ昇進。
始皇十四年の宜安城攻略戦では、田有や竜川と共に飛信隊の怪力三人衆として身を挺して突破口を開くが、三人とも瀕死の重傷を負ってしまう。しかし、飛信隊に同行していた砂鬼一家の治療術によって、一命を取り留める。尾平の結婚披露宴が行われた頃には回復しており、飛信隊の面々と共に参加している。始皇十六年に、三百将に昇進する。
義孝（ぎこう）
飛信隊兵卒→三百人将兼偵察部隊指揮官。
鄴編後に邯鄲南部戦線に突如姿を現した羌瘣に似た人物（羌礼）の存在を李信達に報告。始皇十四年の宜安戦では那貴と共に、偵察を担当する。那貴の戦死後、始皇十五年の番吾戦から飛信隊に復帰した石と共に、引き続き偵察部隊を担当する。始皇十六年で、三百人将に昇進する。
石（せき）
声 - 高橋英則
飛信隊伍長→什長→百人将兼偵察部隊指揮官。山民族の一つである「青石族」族長。彼を筆頭に、聴覚など身体能力や特殊能力に優れた者が多数おり、要所で飛信隊に貢献。
飛信隊結成時に、第二十伍長として所属。三百人隊になると什長へと昇進。鄴編では、結婚式を挙げていたために不参戦。信が将軍になると百人将へ昇進し、偵察部隊指揮官となる。始皇十四年の第一次趙北部攻略戦には参加していなかったが、始皇十五年の第二次趙北部攻略戦には山から下りてきて、義考の斥候部隊に配属される。始皇十六年で、百人将に昇進する。
琳（りん）
飛信隊医療班班長。
元砂鬼一家の一員。
始皇十五年の第二次趙北部攻略戦では、衣央の許可を得て飛信隊の医術班として、自身を含む十人で従軍する。始皇十六年でも、飛信隊の医療班班長を務めている。
昂（こう）
声 - 下妻由幸（第1-2シリーズ）/ 奥村翔（第3シリーズ）
飛信隊の尾平隊所属の少年歩兵→百将。信の同郷で当初は小柄で気が弱いところを見せていたが、「母親に楽をさせるために出世したい」という熱意を持つようになる。空気が読めないところがあり、何かと余計な一言が多い。
鄴の戦いの後、趙軍との戦いで殺されそうになったところを羌礼に助けられたことで、羌礼を気に掛けるようになる。始皇十四年の尾平の結婚披露宴の後に、羌礼にいつか戦いが終わって両方とも生き残っていたら僕と結婚してほしいと告げて、返事を聞く前に走り去っている。始皇十六年に、百将に昇進する。
干斗（かんと）
声 - 林勇
飛信隊の兵卒→百将。得物は槍で、後に松左の愛槍を受け取る。
飛信隊に憧れ、黒羊編後に入隊試験を受けるも一度不合格となり、仲間と共に食って掛かるが、崇原に叩きのめされる。崇原から今一度チャンスをもらい合格し入隊。
鄴編では、初陣の列尾戦で魯平の暴走により窮地に陥るが、崇原に助けられる。戦後は己の不甲斐なさに憤っていたが、夜に尾平達が労いに来て励まされ、その際に信の初陣の時の武勇伝を聞いて感嘆としていた。そして朱海平原戦では、三日目に晋陸隊の奇襲で負傷するも、蒼兄弟の援護で仲間を叱咤反撃したことで反撃するきっかけとなった。趙峩龍軍との戦いで絶体絶命の危機を、松左の捨て身の救出で救われ、その最期を看取り、彼の愛槍を継承した。影丘の戦いでは、最も険しい崖を最初に登り切り、突破口を開く。始皇十六年に、崇原の推薦で百将に昇進する。
蒼仁（そうじん）
声 - 小村将
飛信隊弓兵→弓部隊百人将。黒羊戦後の始皇十年に飛信隊が募集した入隊試験に臨んだ狩人の少年で、蒼淡の兄。秦国で唯一の中華十弓の1人であった蒼源の息子。
入隊試験の体力検査で弟と共に不合格となるが信と河了貂らに、弟と共に卓越した弓術を披露したことで、兄弟共に飛信隊に特例合格で入隊し飛信隊弓兵隊所属となる。自身に弓矢の技術を教えた父である蒼源のことは、『麃公軍に配属されて、麃公による無茶な突撃命令によって死んだ』と聞いていたが、元麃公軍の所属であった岳雷から自分たち兄弟が知らない蒼源の活躍を聞かされ、蒼源の戦死は自分が配属された部隊を助けにいったためだったと、岳雷から謝罪をされるも、岳雷を攻めることはせずに、寧ろ自分たちの知らなかった父の活躍を知れた事を喜んでいた。
初陣となった鄴編では随所で大きな功を挙げ、初陣の列尾城攻略戦では、当初は敵との位置が近かったことと、弟と同じく今まで人を狙って打ったことが無かったので、敵を矢で殺すのを躊躇していたが、覚悟を決めると的確な射撃で将校を正確に狙い撃つことで、列尾城陥落に貢献した。最終決戦では指がボロボロになるまで弓を引き続け、金毛軍の奇襲で窮地に陥った河了貂を弓が壊れるも身を呈して死守した。
宜安編の宜司平野戦では、青歌将軍・上和龍に討たれた岳雷の敵討ちで蒼淡とともに上和龍の側近の雲慶を射殺し、上和龍を負傷させて李信の援護に貢献する。始皇十六年に、弓部隊の百人将に昇進する。
蒼淡（そうたん）
声 - 林大地
飛信隊弓兵→弓部隊五十人将。兄の蒼仁と共に飛信隊の入隊試験に臨んだ狩人の少年。弓の腕前は父や兄譲りであるが、気が弱い一面を見せる。思ったことをすぐに口にするため、度々蒼仁に叱られる。
初陣の列尾城戦では、敵を射ることを躊躇って本来の力を発揮できずに終えてしまい、蒼仁から叱られて落ち込んだ。朱海平原戦では、兄からの言葉で、人では無くて馬を射ることで敵を圧倒した。その後も人を射れずに蒼仁の補佐に徹していたが、金毛軍により蒼仁が重傷を負ったことで激昂し、人を射ることが出来るようになり、人体を吹き飛ばす程の豪弓で金毛軍を圧倒し、趙将軍・金毛を討ち取った。始皇十六年に、弓部隊の五十人将に昇進する。
田孝（でんこう）
声 - 井之上潤
飛信隊将校。軍師補佐。
河了貂の補佐として、戦場でよく共に行動している。
松左（しょうさ）
声 - 高塚正也
飛信隊伍長→什長→副歩兵長兼百人将。槍術の達人。飄々とした性格をしているが、頭が切れ核心をついた発言も多く、精神面でも飛信隊を支える。崇原とは、初陣の時からの付き合い。
飛信隊結成時に第十伍長となり、飛信隊が三百人隊になると什長に昇進。合従軍編では、途中で負傷して療養していたため、蕞攻防戦に加わっていない。著雍編では百人将になり、同時に副歩兵長も務める。
鄴編では、朱海平原決戦十四日目に河了貂から視野の広さから渕と共に各隊の救援の判断を託され、窮地の干斗達の救援に向かい助け出すも、致命傷を受けてしまう。敵が撤退した後、愛槍を干斗に託し、最期は信の腕の中で息を引き取った。羌瘣の蘇生術による精神世界に、去亥と共に現れる。
去亥（きょがい）
声 - 下妻由幸（第1-2シリーズ）/ 奥村翔（第3シリーズ-）
飛信隊伍長→什長→百人将。蛇甘平原編で壊滅状態に陥った秦国第二軍の生存者であり、第四軍で大功を挙げた信達には当初不満を募らせていた。
飛信隊結成時に第十七伍長になり、三百人隊時に什長へ、飛信隊が千人隊になると百人将へと昇進。鄴編で、先陣を切って李牧軍を攻め込み李牧の目前にまで迫るが、立ちはだかった龐煖に斬られ、戦死。羌瘣の蘇生術による精神世界に、松左と共に現れる。

### 兵卒
魯延（ろえん）
声 - 林和良
飛信隊伍長→什長。最年長で、戦場の経験も豊富な老兵。知恵袋的存在として、時に信に助言をしている。
飛信隊結成時に第八伍長になり、三百人隊になると什長へと昇進。山陽編後に引退。
尾到（びとう）
声 - 高塚正也（幼少期：日笠陽子）
演 - 三浦貴大
飛信隊伍長。信の同郷。尾平の弟。
蛇甘平原編では、尾平と同じく澤圭の伍の一員となる。飛信隊結成時に、飛信隊第十三伍長となる。夜襲して来た龐煖の援護のために現れた万極軍の矢を受け、信を背負いながらも襲撃から逃れるが、その矢傷が元で戦死。死の間際、信に大将軍になって欲しいという願いを託した。
慶（けい）
声 - 青木強
飛信隊の尾平隊所属の兵卒。信の同郷。尾平とは馬が合うようで、よく絡んでいる。黒羊編では、尾平とともに一時的に桓騎軍に配属する。
諏順（すじゅん）/玄多（げんた）
崇原五人衆の一員で、現在も崇原の側近を務める剣術の達人。列尾では、崇原とともに干斗ら若手の危機を救う。
岐鮑（きほう）
声 - 土井正昭
飛信隊の渕隊所属の兵卒。峡村出身の兵卒で、実家が漁師のため、隊内で一番川に詳しい。黒羊編では河了貂を補佐し、激流を単身で渡河し、懸け橋となる綱を繋いだ。
平来（へいらい）
飛信隊の兵卒。干斗の親友。
列尾戦では窮地を崇原に助けられる。朱海平原戦では、奮戦を続けるも十四日目の趙峩龍軍との戦いで絶体絶命の危機を、松左の捨て身の救出で救われる。
惇角（とんかく）/惇告（とんこく）
飛信隊の尾平隊所属の兵卒。朱海平原戦では奮戦を続けるも、十四日目の趙峩龍軍との戦いで絶体絶命の危機を、松左の捨て身の救出で救われる。十五日目には、開戦前に干斗らに松左から教えられた言葉を言ったことで、気を引き締める様に忠告した。戦後、尾平隊に配属。
士桃（しとう）
始皇十五年に飛信隊に新加入した期待の新人の一人である仁蓮村の青年で、戦場を何度も経験していることもあって、五十長の地位にある。二大田舎剣術の一つ「雲草剣」の使い手。始皇十七年の英呈平原戦では、干斗百人隊に配属されており、隊の名前に文句を言っている。
衛斗（えいと）
始皇十五年に飛信隊に新加入した期待の新人の一人である亜車村の巨漢の男性で、戦場を何度も経験していることもあって、什長の地位にある。始皇十七年の英呈平原戦では、干斗百人隊に配属されている
松魁（しょうかい）
始皇十五年に飛信隊に新加入した期待の新人である青年で、戦場を何度も経験している槍の使い手。松左と似た風貌をしており、干斗が松左から受け継いだ槍を意味深に見つめている。始皇十七年の英呈平原戦では、干斗百人隊に配属されている。
山多（さんた）、風（ふう）
飛信隊医療班班員。琳の補佐。
元砂鬼一家の一員。山多は顔に傷跡がある青年。風は黒髪の少女。
始皇十五年の第二次趙北部攻略戦では、衣央の許可を得て飛信隊の医術班として従軍する。

### 羌瘣隊
羌礼（きょうれい）
羌族の少女で、現・蚩尤。羌瘣の側近。得物は羌象の形見でもある「白鳳」。15巻の巻末おまけ漫画で初登場し、その後もおまけ漫画のみの登場が続いていたが、663話にて本編に初登場する。
幽連の死が知れ渡ったことで行われた“祭”で羌識とともに最後まで勝ち残り一騎打ちになるが、羌識が直前で斬るのを止めた隙に勢いで刺し殺したことで蚩尤となる。しかし、羌識を殺したことで精神に異常をきたし、殺すことを楽しむ残忍な性格に変貌する。
鄴編後に邯鄲南部戦線に突如姿を現し、趙兵達を殺しまわって飛信隊の元に訪れる。羌瘣に“祭”が行われたことを明かし、そのまま飛信隊に加わるが、捕虜なども平然と殺す行為などを幾度もの軍律違反に崇原に追放を言い渡され一触即発となり、真の目的は羌瘣を殺すためと明かす。そして、羌瘣と決闘するが、その戦いの最中に羌識の最期の言葉を思い出したことで正気に戻る。以降は明朗な性格に戻って、羌瘣とも和解。更に今までの行為を謝罪して飛信隊にそのまま残って、羌瘣の側近的な位置で歩兵隊の主力として活躍する。影丘での戦いでは、瀕死となっていた王賁の窮地を救う。その後の難所攻めでは、先陣を切って敵陣へ切り込み、拠点確保に貢献する。
始皇十四年の宜安での敗戦後、尾平の結婚披露宴が終了した後に、昂からいつかこの戦いが終わったら結婚してほしいと求婚される。始皇十六年の羌瘣隊の新編成でも、引き続き自由兵として羌瘣の側近を務める。また、昂が百将に昇進したことを祝福している。
山能（さんのう）
羌瘣隊の副長を務める二千人将で、髭面の老将。始皇十五年の番吾戦の頃から副長を務めており、李信に遠くから自己紹介をしている。
南陳（なんちん）
羌瘣隊の青年で、始皇十六年の羌瘣隊の新編成で二千人将を務める。
羌瘣を特に篤く崇拝している。
文玄（ぶんげん）
羌瘣隊の黒髭の男性で、始皇十六年の羌瘣隊の新編成で羌瘣隊歩兵長兼二千人将を務める。
田典（でんてん）
羌瘣隊の男性で、始皇十六年の羌瘣隊の新編成で二千人将を務める。
田堀（でんくつ）
羌瘣隊の男性で、始皇十六年の羌瘣隊の新編成で千人将を務める。
川歳（せんさい）
羌瘣隊の男性で、始皇十六年の羌瘣隊の新編成で千人将を務める。

## 秦

### 王族（秦）
嬴政（えいせい）
第三十一代秦王。嬴政参照。
成蟜（せいきょう）
声 - 宮田幸季 / 阿部敦（VOMIC）
演 - 本郷奏多
舞 - 鈴木大河（IMPACTors / ジャニーズJr.）、神里優希（Wキャスト）
政の異母弟。王族は崇高な存在であるという考えから、自らの血筋に誇りを持ち、臣下を道具の如く扱うばかりか、有能な部下であっても平民であるが故に優秀であることを許せず殺してしまうほどに平民を見下していた。
当初は皇太子としての育てられたが、紀元前250年に嬴政が邯鄲から戻ったことでその地位を失う。その一件や政の母が舞妓だという理由から政を憎み、王位を奪うため竭氏と組んでクーデターを起こすも失敗。軟禁されていたが、呂不韋の相国就任後に政によって一派共々解放され、見返りに協力を行う。合従軍戦では、李牧を止めるべく出陣する政に王宮を任され呂不韋を監視する。この際に中華統一の道を聞いたことで兄を認めるようになり、信が感嘆するほど人間的にも大きく成長する。
始皇八年に支持基盤である屯留を侵攻されるも、自ら出征して趙軍を一時的に撃退。ところが屯留代官・蒲鶮に拘束された上に、反乱軍の首謀者に仕立て上げられてしまう。しかし、中央からの鎮圧軍との戦闘の最中に幽閉先から脱出。瑠衣の救出に向かうも、遭遇した蒲鶮兵との交戦で重傷を負うも自ら蒲鶮を討ち取り、駆け付けた信に政を託し、瑠衣に一派の取りまとめを頼み息を引き取った。
瑠衣（るい）
声 - 折笠富美子
成蟜の正室で、秦国公女。北東の大都市・屯留出身。幼い頃に成蟜の元に先の王妃として嫁ぐも、嬴政が邯鄲から戻ったことでその地位を失い、その事で嬴政を敵視していた。成蟜が反乱に敗れた際には最後まで側にいた。
始皇八年、高齢の曾祖母を見舞いに屯留に帰郷していたが、趙軍の奇襲を受ける。その後、趙軍を撃退した成蟜軍が蒲鶮によって反乱軍に仕立て上げられ、自身も幽閉されていた。鎮圧軍との戦闘中に成蟜に助け出されると、末期の夫から一派の取りまとめを託され、呂不韋打倒を誓った。秦国統一編では、政の加冠の儀に列席し、政と呂不韋の対談にも立ち会い、政の語る中華統一の真意に涙した。
麗（れい）
声 - 篠原侑
始皇七年に、嬴政と向の間に生まれた娘。扶蘇の異母妹。秦国統一編では、樊琉期に命を狙われるが、飛信隊に救われた。
扶蘇（ふそ）
嬴政と妃との間に生まれた息子で、秦国太子。秦国統一編では、樊於期に命を狙われるが、昌平君が手配した近衛兵に救われた。
胡亥（こがい）
嬴政と妃との間に生まれた末息子で、扶蘇と麗の異母弟。後の二世皇帝。秦の韓侵攻終戦後、陽が娘を出産した何日後かに誕生する。
彼の生年は『史記』始皇本紀では紀元前230年、付属の『秦記』では紀元前221年としているが、本作では『史記』始皇本紀での生年を採用している。
穆公（ぼくこう）
第九代秦王。政と成蟜の先祖。故人。山の民に軍馬を殺されたにも関わらず、馬肉に合う酒を振る舞う粋なところを見せた。
紀元前647年、敵国の晋が飢饉となった際には食料を送る（泛舟の役）が、翌年秦が飢饉となった際には晋に援助を求めるも拒絶される。さらに翌年、晋は飢饉の隙をついて秦に侵攻、激怒した穆公は自ら先陣に立ち戦うも晋軍に包囲される。そこへ三百人の山の民が救援に現れ、穆公を救った後に晋王まで捕らえた（韓原の戦い）。
こうして結ばれた交流は一代限りで途絶えたが、その威徳は未だに忘れ去られてはおらず、穆公の離宮を整備し続けた程である。
昭王（しょうおう）
声 - 金尾哲夫
演 - 草刈正雄
秦国第二十八代目秦王。政と成蟜の曽祖父。故人。在位五十五年の大半を戦に費やし、戦神と呼ばれ、秦国中の武人に慕われた。晩年には、目元を隠す仮面のようなものを付けていた。
孝文王（こうぶんおう）
第二十九代秦王。即位前は安国君と呼ばれていた。昭王の次男。政と成蟜の祖父。故人。昭王の死後秦王となるも、即位して3日で亡くなった。
荘襄王（そうじょうおう）
第三十代秦王。名は子楚。孝文王の20人以上いる子の中の末子。政と成蟜の父。故人。即位前には趙の人質となっており、呂不韋の力で秦王となるも、操り人形同然だった。

#### 成蟜軍
寿白（じゅはく）
声 - 中博史
成蟜傘下家臣。成蟜の元教育係を務めた老臣で、瑠衣と共に失脚後の成蟜を見捨てなかった数少ない忠臣。嬴政によって復権された後の成長した成蟜を頼もしく思っている。始皇八年に成蟜に同行して従軍するが、屯留城内で蒲鶮によって成蟜と共に拘束され、成蟜と同じ牢に幽閉される。その後、成蟜と共に脱獄するが、瑠衣を救出に向かう途中で蒲鶮兵に発見されて、成蟜を庇って死亡。
袁夏（えんか）
声 - 武虎
成蟜傘下将軍。屯留救援戦において、成蟜軍の副将として参戦。しかし蒲鶮が本性を現した際、蒲鶮に斬り掛かろうとして龍羽に不意打ちで殺される。
龍羽（りゅうう）
声 - 咲野俊介
成蟜傘下将軍。屯留救援戦において、成蟜軍の副将として参戦。しかし裏で蒲鶮と通じており、屯留城内で袁夏を斬殺し成蟜を拘束。そして屯留の反乱では、反乱軍の指揮官として討伐軍と交戦。本来の計画では、裏で内通していた趙軍と共に討伐軍を殲滅して、壁の首を手土産に趙へ亡命する予定だったが、飛信隊の参戦によって戦況が不利となり屯留城へ撤退。反乱の終盤で、なおも壁の首を狙って奇襲をかけるが、それを察知していた壁が伏せていた弓隊によって射殺された。

### 廷臣（秦）
昌平君（しょうへいくん）
声 - 諏訪部順一
演 - 玉木宏
呂不韋四柱→政傘下家臣。秦軍総司令官兼右丞相。楚公子。得物は矛。蒙武とは幼馴染で親友。軍略家だが、戦場では先陣を切る文武両道の名将。幼少期は蒙武よりも強く、側近の介億には頭脳は李牧級と評される。また、軍師学校を開いて軍師を育成している。キングダム連載開始前の読み切り『蒙武と楚子』の主人公の一人。
元は楚の公子であったが秦に人質として送られ、そこで蒙武と出会い親友となる。だが秦と楚の同盟が破棄されたことで楚に帰れなくなり絶望するも、蒙武と共に秦で将軍になると決意する。
そして六将・胡傷に軍略を教わり、丞相となった呂不韋にに登用され呂不韋四柱となる。さらに秦軍総司令として活躍し、呂不韋の相国就任に伴い右丞相となる。合従軍編では国門・函谷関での集中防衛の策を練り上げ、また蕞防衛戦を前に介億を派遣している。
秦国統一編では、加冠の儀の前に飛信隊に暗号文を送って危機を伝え、咸陽には麾下軍を配置し、加冠の儀が終了した直後に呂不韋陣営から離反。兵一千を率いて咸陽に駆け付け、毐国将軍・ワテギを討ち取り勝利する。
始皇十年の李斯復帰直後に政に鄴攻略を進言し、そのための戦略を始皇十一年に完成させる。始皇十二年には、魏へ三年間の同盟を楚の城・什虎城を秦軍と魏軍が陥落させて、魏に譲るという条件で提案する。そして、始皇十五年の番吾での敗戦後、中華統一への道が途絶えそうになった状況で、六日間屋敷にこもって立案した「三本の柱」の献策を進言する。そして、「三本の柱」の一つ目の献策である秦国全土の戸籍作りに取り掛かり、翌年の始皇十六年に戸籍作りを完成させる。
昌文君（しょうぶんくん）
声 - 仲野裕 / 秋元羊介（VOMIC） / 玄田哲章（PSP）
演 - 髙嶋政宏
舞 - 小西遼生
政傘下家臣。秦左丞相。堅実な性格であり、義理堅く忠義深い為周りからの信頼は厚い。かつては武人として活躍しており実戦経験は豊富であり、王騎からは無骨な賢人と高く評価されていた。
若い頃は王騎や摎とともに戦場に立っていた武人だが嬴政の即位後は文官へと転身、王都奪還編後は文官として自らの派閥を秦王派として立ち上げる。王都奪還の際に無力であった己を恥じ、文官の極みである丞相を目指すことを誓い、呂不韋の相国昇格の後、成蟜派の協力もあり左丞相となった。
合従軍編終盤の蕞攻防戦では、政に同行し参戦し西壁を守る。秦国統一編では、加冠の儀に列席し、儀式後に昌平君と共に兵一千を率いて、咸陽攻防戦に参戦。翌年、政と斉王の会談を受けて幽閉されていた李斯を招く。六大将軍復活後、桓騎が扈輒軍の捕虜を虐殺した知らせを受けた時は、すぐに政に従って桓騎の元へ出向き、不遜な態度のままの桓騎に激怒していた。始皇十五年の番吾での敗戦後、昌平君が立案した「三本の柱」の一つ目の献策である秦国全土の戸籍作りを、李斯たちと共に全ての文官を総動員して取り掛かり、翌年の始皇十六年には戸籍作りを完成させる。
史実では楚の考烈王の弟だが、本作ではその描写はない。
李斯（りし）
声 - 青木強 / 奥村翔（第4シリーズ）
呂不韋四柱→政傘下家臣。「法の番人」の異名を持つ。確実さを重視する生真面目な性格のため、呂不韋の考えを理解出来ず振り回されることが多かった。
呂不韋の丞相就任後真っ先に登用され、その後は呂不韋四柱として活躍する。秦国統一編では、呂不韋を王位につけるために咸陽の守備兵を少なくするという暗躍を行ったことで、咸陽攻防戦後に入牢。しかし翌年に、その存在が不可欠と判断した昌文君の懇願により復帰し、政の側近に加わる。
始皇十四年の宜安での敗戦後、秦朝廷への招聘を受けた韓非が咸陽に到着すると、政の命で韓非と共に新法の研究に取り掛かるが、のらりくらりと時を過ごす韓非の様子を訝しんでいた。そして、間者の姚賈からの報告で、韓非が韓の諜報活動に関与している疑いがあることを聞き、即座に政に報告して韓非の屋敷の検閲した結果、韓の諜報活動が確かとなり、真相を確かめる為に屋敷に軟禁した韓非と面会する。そして、韓非が韓の情報機関に関わるようになった事情を聴き、韓非と姚賈の件を報告する為に政に報告に向かう。そして、政に報告しようとした時に韓非が獄で自死したという急報を聞いて驚愕し、すぐに屋敷に引き返す。そして、獄で韓非が服毒死しているのを目撃した直後、その傍に姚賈がいるのを見て激昂して、二人きりの部屋で姚賈を詰問して、韓非を毒殺した一連の事情を聴く。そして、中華統一の為に韓非の死を「韓非が隠し持っていた自死用の毒で服毒自殺した」と政たちに報告した上で、趙を崩壊させる為に姚賈を不問にして、趙へと帰した。その夜、妻と酒を飲みながら韓非を友達だと思っていたことを語って、韓非の「思いの火」を受け継いでいきたいと妻に語って励まされる。始皇十五年の番吾の敗戦後、昌平君が立案した「三本の柱」の一つ目の献策である秦国全土の戸籍作りを、昌文君たちと共に全ての文官を総動員して取り掛かると同時に、強制徴兵令の作成にも取り掛かり、翌年の始皇十六年には両方とも完成させるが、完成直後に昌文君と共に倒れこむ程の激務だった。
蔡沢（さいたく）
声 - 千田光男（第1-4シリーズ）→麻生智久 (第5シリーズ)
呂不韋四柱→政傘下家臣。「剛成君」という称号を持つ。昭王時代の丞相であり、秦国筆頭外交官として各国の交渉を担当。「強者にのみ仕える」という考え方を持っている。
燕で生まれたが身一つで遊説し、秦丞相・范雎との舌戦により丞相の席を譲り受ける。また、祖国・燕でも重職に付き、呂不韋の丞相就任後はその四柱となった。
合従軍編では斉王に謁見し、秦国滅亡で得る利益の概算の倍の値を支払うことを条件に斉の合従軍離脱を成功させた。始皇十年、容態が悪い中で斉王と李牧を咸陽まで招き、政と斉王の会談を実現させ自身も同席した。そして、中華統一後の統治のあり方を問う斉王に対して政が話した「法治国家」という答えに満足し、李牧との会談に向かう政を見送り激励した後、眠るように息を引き取った。また、蔡沢は燕との同盟の段取りも済ませており、国葬並みの葬儀が行われた。
馮劫（ふうきょう）
秦国の高位文官である壮年男性で、次期丞相候補の一人である。始皇十五年の番吾の敗戦後、対応に苦慮する政たちに、現実に直視するべきだと進言する。
壁（へき）
声 - 遊佐浩二 / 小西克幸（PSP）
演 - 満島真之介
嬴政傘下家臣、秦千人将→三千人将→将軍。名家出身だが生真面目で気取らない性格で信の兄貴分。基本戦術を得意とするが、奇策や奇襲といった戦法には対応が遅れがちになることが多い。漂の死に最も悲しみの態度を見せた人物であり、信に漂と別れた時の振る舞いを語っていた。「山の民」の元に訪れた際、楊端和に一目惚れする。
王都奪還編では別働隊に参加、宮中の秘密通路を通って王弟たちの元へと向かうが、その途中で待ち構えた左慈と遭遇。一太刀を浴びせるものの重傷を負わされるが生還。この際力不足を実感し、より力をつけ大将軍を目指すことを誓う。蛇甘平原編で千人将として登場。山陽編においては王翦軍に配属される。千人将として基本戦術を習得し、地形を利用して優勢な敵相手に踏みとどまるなど成長が見られた。合従軍編では三千人将に昇進し、蕞攻防戦では麃公軍の残兵を指揮していた。
王弟謀反編では将軍に昇進、屯留の反乱軍の鎮圧軍総大将に任命された。飛信隊と合流後、成蟜救出を託して鎮圧に専念し反乱軍将軍・龍羽を討ち取る。秦国統一編では加冠の儀に列席し、終了後に昌文君と共に咸陽攻防戦に参戦。鄴編では、三軍連合軍の一員として参戦。鄴を兵糧攻め後一万の軍を率いて山民族軍の援護に向かった橑陽戦の二日目に預かっていた全兵糧の半分を焼き払われる失態を犯すが、九日目の決戦では犬戎王・ロゾを討ち取った。
宜安戦で、敗走した後に赤麗城に辿り着き、敗残兵たちをまとめ上げて立て直しを図ろうとするが、赤麗城の住民によって井戸の水に毒を盛られてそれを飲んで、ほぼ全滅。壁ら数人は少量しか飲まなかったため、死ぬに至らなかったものの、そのまま趙軍の捕虜となる。その後、番吾で他の捕虜たちと共に強制労働に従事させられて、一年間も地獄の苦しみを味わうが、始皇十五年に秦軍が番吾に攻めてきたことを食事の配給中に趙兵から聞かされて、脱出の機会を図る。そして、番吾での秦軍の敗戦が決定的になると、このままでは半年も生き長らえることはできないと自覚していたことから、他の囚人になっていた秦兵たちと共に脱獄を決行する。しかし、多勢に無勢であっという間に趙兵たちに取り囲まれて絶体絶命の窮地となるが、間一髪で番吾城に侵入していたキタリたちによって救出されて、壁を含めた数十名が帰還できた。
当初の構想では成蟜反乱時に戦死する予定だったが、史記文中の「将軍壁死」（将軍の壁が死んだ）に別解釈（壁＝城壁内にて将軍が死んだ）が出たため生き残ることになったと、コミックス35巻末あとがきで語られている。
肆氏（しし）
声 - 高瀬右光（第1-2シリーズ） / 関口雄吾（第3シリーズ）
演 - 加藤雅也
朅氏参謀→嬴政傘下家臣。文官としての能力なら昌文君より上と評される。
元は竭氏家臣で、反乱の総指揮を執っていたが敗れ鎮圧後、反逆罪を不問とされ一部の竭氏残党を任される。竭氏にいたころから政を高く評価しており、自身を登用してくれた恩から尽力して働く。刺客襲来編では、信を護衛に呼び寄せて暗殺阻止に貢献。後に才能を認められて、政の側近の一人として信任を得る。
漂（ひょう）
声 - 福山潤（幼少期：金田アキ） / 斎賀みつき（VOMIC）
演 - 吉沢亮（幼少期：南出凌嘉）
政傘下家臣。信とは同じ下僕の幼馴染。共に大将軍になることを夢見て、武芸の稽古に明け暮れた。対戦成績は1253戦334勝332敗587引き分け+2戦分（勝敗不明）。
政と瓜二つの容姿により、昌文君に身請けされ王宮に影武者として仕官。その際姓を与えられることとなり、姓思案している時に政が李（すもも）を食べていたのを目にしたことで「李（り）」と決め、「李漂（り ひょう）」と名乗った。そのことを政が信に話したことで、信が「李信」と名乗ることとなる。王弟反乱の際、重傷の身を押して村へと戻り、信に全てを託して力尽き死亡した。壁曰く、初陣ながらも影武者としての役割を全うし、窮地に陥りながらも兵を鼓舞し、戦う姿は既に将であったという。葬儀の際には、隣村から弔問する者がいるほど様々な人に慕われていた。
生と死の狭間の世界では、役割を制限された魂の状態で信と再会し、信と昔話をしながらあの世への入り口である朱い階段へと到着するが、直前で信が大将軍になる夢を思い出したことで現実世界への穴が出現し、彼が生還したことを見届けた後、あの世へ戻った。
構想段階では、『キングダム』は政が主人公であり、政は漂のようなキャラクターだったこと、信が主人公になって漂は1話で死に、新たに政のキャラクターが生まれたことが、国内統一編終了の40巻あとがきで振り返られている。
介億（かいおく）
声 - 松田健一郎
昌平君傘下家臣。軍師学校の教官。
合従軍戦編では、昌平君の命により百の兵を率いて蕞攻防戦に参戦。北壁を担当し、特製の守城兵器で防衛しつつ、絶妙な采配で各所に兵を送って蕞防衛に貢献する。秦国統一編では加冠の儀に参列し、終了直後に昌平君と共に呂不韋陣営から離反。その後、昌平君に同行して咸陽攻防戦に参戦。
鄴編では、昌平君たちと共に鄴攻略の戦略を苦労して完成させた。王翦軍が鄴を陥落させると、昌平君の命で王翦軍に兵糧を送るために出陣し、列尾で扈輒・舜水樹軍と対峙する。実は黄河を渡って兵糧を運ぶ青忠水軍の陽動だったが、李牧に見抜かれていた。始皇十四年の桓騎の戦死後、韓非を秦国へ招聘する為の使節団の長を務める。
蒙毅（もうき）
声 - 水沢史絵（第1-2シリーズ）/ 市川太一（第3シリーズ-）
演 - 萩原利久
蒙家の次男。軍師候補生で昌平君の軍師養成学校で学び、そのまま側近になる。若輩ながら、蒙恬も認める軍才の持ち主。
河了貂と知り合り彼女を軍師養成学校に勧誘し、馬陽編では河了貂を連れて戦場の見学へ赴いている。合従軍編では蕞攻防戦に、秦国統一編では昌平君に同行して咸陽攻防戦に参陣。さらに、昌平君たちと共に鄴攻略の戦略の練り上げにも参加した。始皇十二年の楚の什虎侵攻に、軍師として従軍。魏の返答を待たずに出撃しようとする父の蒙武を諫めようとするが、止められなかった。
江亜（こうあ）/金良（きんりょう）
声 - 関口雄吾（金良）
昌平君傘下家臣。蒙毅や河了貂と同じ、軍師養成学校の軍師候補生。蒙毅によく付き従っており、蕞攻防戦でも無理矢理連れてこられた。
道剣（どうけん）/ 単元（たん げん） / 田慈（でん じ）
声 - 星野充昭（道剣）/ 林和良（単元） / 森田成一（田慈）
演 - 杉本哲太 （道剣）
昭王時代の家臣。政が邯鄲にいた際、その脱出の手引きをするため、紫夏に協力を要請。脱出戦の際に死亡。

#### 呂不韋陣営
呂不韋（りょふい）
声 - 玄田哲章、小野寺悠貴（青年時代）
演 - 佐藤浩市
秦右丞相→相国。一介の商人から臣下の最高位である相国にまで昇りつめ、さらに秦王の座まで狙う。元は商人であったが天才的な商才で巨万の富を蓄える。その商才は政界進出後も発揮され、来秦させた李牧が秦趙同盟を持ち掛けた際にはさらに要所の城を譲らせている。人を見る目も優れ、子楚を「奇貨」として巨額の投資をした結果、子楚は秦王に呂不韋は丞相となり朅氏と共に秦を二分する大勢力となる。李斯と昌平君を見いだし、丞相就任後には真っ先に登用している。また、昌平君からは商鞅・范雎に比肩する偉人と評されている。
王弟反乱鎮圧後は、政に代わって政治を執り行っている。後に、丞相よりさらに上の相国という地位に就く。合従軍編後、大王派に勢力争いで押されるも再び逆転。始皇八年には謀略で成蟜を葬り、さらに著雍編の後に、食客に編纂させていた一大書物『呂氏春秋』が完成し公開。
秦国統一編では、毐国の乱を利用して秦王になろうと企む。政との対談では、自身の中華を金を操って統治するという持論を語る。そして、政の語る中華統一の真意を聞いた直後に政の成長に思わず涙ぐんだ。そして、咸陽からの知らせで政との長年の政争に敗れたことを受け入れ、審議を経て始皇十年には、相国を罷免され河南での隠居を命じられる。鄴攻略戦後に再起の噂があり、始皇十二年に河南城を訪問した政と会話を交わす。1か月後、毒酒を飲んで自殺したと秦の朝廷に報告があったが、実際には影武者による偽装死であり、呂不韋は自由の身となり、政の中華統一への道を見届ける為に放浪の旅に出ていた。
李斯（りし）
呂不韋四柱の一人。李斯参照。
昌平君（しょうへいくん）
呂不韋四柱の一人。昌平君参照。
蔡沢（さいたく）
呂不韋四柱の一人。蔡沢参照。
蒙武（もうぶ）
呂不韋四柱。蒙武参照。

#### 竭氏陣営
竭氏（けつし）
声 - 辻親八 / 遠藤大輔（VOMIC）
演 - 石橋蓮司
秦左丞相。呂不韋打倒を目論む野心家であり、王位を奪った後の国政委任を約束した成蟜と共に謀反を起こした。
その後、山の民が咸陽に現れた際、山の民の戦力の欲しさと盟を結びたいという言葉を信じたせいで山の民に紛れた政一派の咸陽侵入を許してしまう。本殿での戦いでランカイが敗れたため、成蟜を見捨てて逃げ出すも騰に阻まれた上、河了貂の吹き矢を受けて怯んだところをバジオウとシュンメンに斬殺された。
肆氏（しし）
竭氏傘下家臣。王弟反乱の総指揮を、執り行っていた。肆氏参照。
魏興（ぎこう）
声 - 青木強
演 - 宇梶剛士
竭氏傘下将軍。上級武官。肆氏の片腕にして、精鋭弩弓隊を率いる。
王都から逃げた政達を兵を率いて追跡し、政が潜伏していた黒卑村の住民達を皆殺しにする。王都での政一派との戦闘中、乱入した王騎の前に立ちはだかり、偽の昌文君の首を差し出した件で斬り掛かるが返り討ちにされ戦死。
実写映画版では、竭氏死後、謀反人になることを恐れてなおも抵抗するが王騎に阻まれる。政の中華統一という目的に賛同せずに斬りかかるが、信に斬り殺された。
左慈（さじ）
声 - 高塚正也
演 - 坂口拓
竭氏傘下将軍。上級武官。肆氏の片腕にして、竭氏の人斬り長と呼ばれる。服を汚されただけで相手を真っ二つにするほど気性が荒い。
王都奪還戦で策を読んだ肆氏の指示により、別働隊が通ると予測した回廊で待ち構え、壁や信たちと対峙。選抜された勇猛な山の民を圧倒するほどの武力を持ち、力と速さを兼ね備えた自らの剣を天下最強と豪語するも、壁に負わされた傷で剣が鈍り、信に敗死。
実写映画版では、序盤に兵を率いて政の追跡の指揮を執り、口封じに信がいた村を焼き払っている。終盤にランカイと入れ替わる形で回廊ではなく、本殿で信達と対峙して敗死する。

### 諸侯（秦）
蒲鶮（ほかく）
声 - 平林剛
屯留代官。騒動前年から屯留に現れた新参者のようで成蟜はおろか瑠衣ですらその存在を知らなかったが、治政能力はあったようで城主である瑠衣の曾祖母からは信任を得ていた。しかし裏で呂不韋と通じており、始皇八年に成蟜軍が趙軍を撃退した前後に瑠衣を拘束した上に、城内で成蟜を拘束した。そして成蟜を首謀者に仕立て上げて、屯留の反乱を引き起こした。
本来の計画では、鎮圧軍が屯留城内に侵入した時点で成蟜の首を刎ねて差し出し、褒美として瑠衣と屯留を手中に収める予定だったが、成蟜に脱獄されて真相露見の危機に陥る。兵と城内を追うも、待ち構えていた成蟜に斬殺された。その後、遺体は成蟜派の家臣達に辱められた。
翡翠（ひすい）
景城城主の娘で、容姿端麗で聡明な女性。
父の死後、権限を氷雷に乗っ取られ策略で蝸牛と結婚させられそうになる。前日に出会った信に諦観と本音を涙ながらにぶつけると信に救出を約束され、信の過去を知ったことで如何なる状況でも諦めない精神力を手に入れた。別れ際に信への想いを心中に隠そうとしたが、信の方から再会を約束されたことで、その日を楽しみに景城城主として堅実に統治する。
氷雷（ひょうらい）
景城代官。翡翠の父である城主の死後、権力を手中に収めて景城を牛耳っていた。翡翠を追い出すために魏と取引して政略結婚させようとしたが、魏将軍・蝸牛に裏切られ一族ごと根絶やしにされた。
剛京（ごうけい）
始皇十六年に南陽が無血開城した後、南陽の新長官に任命されて赴任した、高位文官の法家の男性。赴任早々に、前城主の龍安が存命していることを知って、反乱を未然に防ぐ為に龍安を処刑しようとするが、騰に止められて一触即発の状態となる。そこで隆国の提案で、秦朝廷・咸陽に判断を仰ぐことになり、結果として龍安は助命される。以降は、南陽の統治を推し進める。そして、城内で起きた事件に対しあまりに厳格すぎる裁決を下すことに龍安は不安視するが、騰軍の兵が住人女性に暴行して止めようとした父親を斬殺し、その後に女性の兄がその兵を刺傷した事件が起きた時は、暴行と殺人を犯した兵を斬首し、兵を刺した兄を不問にするという、公平な裁きを下した。なお、騰からは兄妹に慰謝料を送るように指示している。

### 秦軍

#### 秦六大将軍（旧）
王騎（おうき）
声 - 小山力也 / 中田譲治（PSP）
演 - 大沢たかお
六大将軍の一人。得物は大矛。かつて昌文君と共に昭王に仕え、中華全土から讃えられた武人。本家の王翦らと違い、分家の出。ありとあらゆる戦場にどこからともなく参戦し、その武で猛威を振るったことからついた異名が「秦の怪鳥」。オカマっぽい口調で慇懃無礼な言葉遣いや「ココココ」などという独特な笑い方をするが、個人的武勇と戦場全体を見渡せる知略の双方を兼ね備える、最強の六大将軍。また摎の出生の秘密を知る一人であり、想われ人でもあった。
昭王に心酔し、その亡き後は一線を退いていた。気まぐれで竭氏陣営に付き昌文君と争うが、昌文君から政の評価を聞き竭氏陣営にいながら秦王派を援護する行動 に出る。王都奪還戦では終盤に兵を率いて登場し、竭軍将軍・魏興を討ち戦いを止めて政と問答し、未熟と一蹴しつつ彼を認める。蛇甘平原編では、魏国に亡命した廉頗を見舞いに行く途中で通り掛かり、あくまで丘に登りたいという名目で魏軍を一蹴しそこで邂逅した信に大将軍が如何なる存在かを示唆した。呉慶戦死後、魏将軍・白亀西の前に立ちはだかり撤退させた。
馬陽編にて突如として復帰し、蒙武を退けて秦軍総大将となる。序盤は飛信隊を使って趙将軍・馮忌を葬り、後に趙将軍・渉孟を自ら討ち取るが、深追いし過ぎた蒙武の救援に向かったところを趙本軍と李牧の別動隊との挟み撃ちに遭う。そして、ほぼ互角だった龐煖との一騎討ちにて、止めの一撃を加える好機を得るも「中華十弓」の魏加から不意に狙撃されたために龐煖の矛に胸を貫かれた。その後、致命傷を負いながらも包囲を突破し、騰や蒙武、信に言葉を残し、最後に信に大矛を託して力尽き死亡した。出陣直前に政を仕えるべき主と認め、昭王に託されていた遺言を伝えていた。
白起（はくき）
六大将軍筆頭。故人。危険を冒さず、相手がムキになるほど力を抜いて勢いをかわす戦い方をし、廉頗から「六大将軍の中でも最もやりづらい」「正真正銘の怪物」と評される。
長平の戦いにおいて秦軍総大将を務め、投降した趙兵四十万人を全員生き埋めにするという無慈悲な決断を下した。
摎（きょう）
声 - 高梁碧
演 - 新木優子
六大将軍の一人。六将の中で最も謎に包まれているとされる人物。故人。六将最年少にして、苛烈さは六将随一と言われており、かつて戦ったことのある廉頗も笑いながら殊更酷いと思い返す程。
その正体は、昭王の実の娘。昭王の子ながら生母の身分が低く、暗殺を危惧した母親によって王騎の屋敷に引き取られた。母親はその後焼身自殺し、あたかも娘と共に心中あるいは権力争いによって殺害されたかのように見せかけ、娘を守った。
本人はその事実を知らず召使いとして育てられ、同時に王騎を間近で見てきたことにより武人へと成長。戦場へ出るより前の幼いころに王騎と「将軍になって城を百個とったら妻にしてください」という約束をしており、そのために召使いという身分であったが、王騎の側近として幾度も戦場へ出ていた。
その後、昭王との対面で互いに親子であることを感じ取るが、公に出来ず暗黙の了解となる。このころより、素性を探られることを防ぐために顔の上半分を覆う兜を付けるようになった。それから戦果を挙げ続け、将軍となりさらに戦の才能を開花させ、六人目の大将軍に任命された。馬陽に侵攻した際、突如現れた龐煖との一騎打ちで力及ばず落命。皮肉にも馬陽が約束の百個目の城であった。この事実が与える影響が大きいと判断した王騎と昌文君によって、病死したことになっていた。
王齕（おうこつ）
六大将軍の一人。故人。六将随一の怪力豪将と呼ばれ、得物は長柄大斧。かつて人知れず楚へ侵攻した際、汗明との一騎討ちに敗れて撤退していると汗明は語ったが、真偽は不明。
胡傷（こしょう）
六大将軍の一人。故人。六大将軍唯一の軍師出身にして随一の智将。自由に戦っていたという六将も、実際には胡傷が戦略の大枠を作り、皆がそれに従っていたと言われている。昌平君の師でもあり、王翦を高く評価していた。
司馬錯（しばさく）
六大将軍の一人。故人。

#### 秦六大将軍（新）
蒙武（もうぶ）
声 - 楠大典 / 渡辺優里奈（幼少期）
演 - 平山祐介
呂不韋四柱の一人で秦将軍→大将軍→六大将軍第一将。蒙驁の子であり蒙恬・蒙毅の父。得物は大錘。戦闘方法は、己の武力を筆頭に士気を高めた兵で一気に押し潰す、軍師泣かせの力技。列国からは猪突猛進という評価を受けているが、兵の士気を上げるために戦を使って練兵をする等、軍への理解は深い。
馬陽編では、秦軍副将となる。序盤こそ武力で勢いに乗るが、終盤では趙荘の策によって壊滅寸前の窮地に陥る。その後、王騎を戦場から離脱させるために突破口を開き、王騎から秦軍の顔になるべき一人とこれからのことを託される。合従軍編では、騰軍と共に楚軍を担当。15日目に楚大将軍・汗明を一騎討ちの末に討ち取って汗明軍に再起不能の打撃を与えたばかりか、撤退する合従軍を猛追してさらに打撃を与えた。その後の論功行賞では、第一功として大将軍に任命された。
毐国建国宣言後、秦国に侵攻してきた楚軍を蒙恬と共に迎撃した。始皇十二年に楚の什虎に三万の兵を率いて侵攻し、魏の返答を待たずに開戦。中央突破による満羽軍本陣壊滅を狙うが、出陣した満羽を見て標的を変更するも辿り付けず失敗。魏軍と合流後は騰と共に満羽・項翼軍と対峙。乱美迫軍の助攻を得て騰軍とともに満羽軍に突撃し、満羽軍近衛兵団「迅戈」を撃破して満羽と一騎打ちするが、先に敵本陣が陥落したため決着を付ける前に什虎軍が撤退する。始皇十三年、六大将軍第一将に任命される。
騰（とう）
声 - 加藤亮夫
演 - 要潤
王騎傘下筆頭将軍。王騎軍副官→秦将軍→大将軍→六大将軍第二将。得物は剣。常に王騎の傍に控えており、普段は飄々としてポーカーフェイスを崩さない御茶目な紳士だが、王騎から「私に見劣りしない」と評価される実力を持つ。自ら先陣を率いることが出来る高い武力に軍師並みの頭脳を併せ持ち、呉鳳明が長年に亘り王騎の副将をして来た実績と経験からくる隙のなさなどから秦将の中で一番警戒している程である。王騎へ答える時は、「ハ。○○です」と答えることが多い。片手に持った剣を高速回転させ、撫で斬りにする。その際、「ファルファルファル」という独特の擬音が出る。
馬陽編では、終盤で趙軍本陣に突撃して趙将軍・趙荘を討ち取り、その後で王騎から王騎軍の全てを託された。合従軍編では、七将の一人として蒙武軍と共に楚軍と対峙。初日に楚将軍・臨武君を一騎討ちで討ち取り、その後は媧燐軍と激闘を繰り広げた。著雍編では、秦軍の更なる強化を見据え、信と王賁に主攻を託し、攻略に成功。この功により、秦国第二位の大将軍に任命された。
鄴編では、鄴陥落後に魏の前線から北上し、趙軍に塞がれていた列尾を落とすべく向かうも、敵が撤退したことで難なく制圧する。什虎では蒙武への援軍のために二万を率いて録嗚未と共に参戦し、千斗雲軍と対峙。魏軍と合流後は蒙武と共に満羽・項翼軍と対峙。乱美迫軍の助攻を得て騰軍とともに突撃し、本陣を落として寿胡王の生け捕りに成功する。始皇十三年、六大将軍第二将に任命される。始皇十四年の桓騎の戦死後、李信や録嗚未と共に韓非の秦への招聘する為に使節団の護衛の長という名目で、実際は韓攻略の為の下見で韓王都・新鄭を訪問する。
始皇十六年に、飛信隊六万と共に韓に進軍して、南陽を無血開城させることに成功する。そして、南陽の新長官として赴任してきた剛京が、反乱を未然に防ぐ為に南陽の前城主・龍安を処刑しようとするのを止めさせて、隆国の提案で秦朝廷・咸陽の指示を仰いで現状維持とした上で、秦軍と南陽の民たちとの融和を進める。翌年、始皇十七年に新鄭攻略に向けて南陽から出陣。事前に龍安たちに頼んで南陽周辺の小城の城主達に秦と韓の民が共存している南陽の現状を教えたことで、周辺の小城からの出兵を極力抑えることに成功。英呈平原で洛亜完軍と対峙するが、騰はわずかな護衛を率いて戦場を離れて近くの森へ行き、そこで密かに新鄭から訪れた寧と対面する。寧に韓非を守れなかったことを謝罪しつつも、新鄭の無血開城を求める。寧を強引に連れて戦場を見下ろせる場所へ赴いて戦場の悲惨さを見せ、この光景を新鄭で起こさせないために決断を委ね、戦場に駆けて行く。短期決戦を目指して無謀な突撃を敢行して危うくなるが、敵陣を突破した干央が洛亜完に迫ったことで敵が浮足立った隙に自身も録嗚未とともに洛亜完に迫り、討ち取る寸前まで追い込むが駆け付けたヨコヨコによって失敗。しかし、李信が博王谷を討ち取ったことで秦軍が優勢となり、敵が退却したことで初日は大勝する。翌日、東砂平原の第二戦では韓将軍・眉景を戦死させたことで再び大勝する。
王翦（おうせん）
声 - 堀内賢雄
蒙驁傘下将軍→秦将軍→大将軍→六大将軍第三将。王賁の父親で、王一族の現頭首。得物は矛。元蒙驁軍所属。
恐ろしい形相を模した鎧に身を包み、目元を隠す仮面を付けており、作中では素顔を晒したことがない。秦六将・胡傷に「軍略の才だけで六大将軍の席に割って入ることの出来る」、三大天・廉頗から「白起に匹敵」、秦国内では「王騎と同等」と評価される名将だが同時に秦国一の危険人物とされ、長年冷遇されていた。その理由として、自らが王になりたいという野望を抱いているからという噂がある。戦い型は無謀な賭けはせずに常に常勝の策を持って戦に臨んでいるため、蒙驚の下で一緒に副将を務めていた桓騎からは「負ける戦は絶対に始めない」と評されている。
山陽編では秦軍左軍を指揮して姜燕軍と対峙し、壁軍を囮に使い窪地に姜燕軍を誘い込み包囲するが、廉頗が現れたことで分が悪いと判断し後退。その後、秘かに築いていた山砦に籠城、虎視眈々と出撃の機会を狙っていたがそのまま終戦となる。合従軍編では、燕軍を担当。15日目には燕軍を終始翻弄しつつ、さらに函谷関の裏手に現れた楚軍を一掃して、函谷関陥落の危機を救った。
鄴編では三軍の総大将として参戦。列尾では李牧による罠を見抜くと、昌平君の戦略を放棄し己の立てた戦略による継戦を決断し、列尾を放棄し全軍で趙国王都圏に侵攻。そして、鄴に難民達による兵糧攻めを仕掛けた後、鄴を桓騎軍に任せ、鄴を解放しようとする趙軍を迎え撃つべく朱海平原で秦軍中央軍から総指揮を担う。十五日目の中央軍同士の会戦では李牧の戦術を見破り戦況を優位に進め、朱海平原での決戦が決着した後は、鄴へ向かった李牧軍を速度を重視した精鋭を選抜して追撃する。その後、鄴に潜入させた配下達に兵糧を焼き払わせたことにより、生じた難民達の暴動によって鄴を陥落させる。さらに出撃前に鄴の陥落後に発生すると予測した兵糧問題を、昌平君に頼んで秦国とは逆側の斉国に援助してもらうことで打開。のちに趙軍が鄴一帯から撤退したことで鄴攻略に成功。その後、最前線で扈輒軍と対峙している。始皇十三年、六大将軍第三将に任命される。武城を攻めている最中に自ら邯鄲へ偵察に赴くが、そこで李牧が築いた長城を発見。その後、北方の宜安の攻略を目指すが、始皇十四年の閼与戦で自軍の予想外の損失を被ったことで、閼与城で自軍の立て直しを行うことになり、宜安戦には同行しなかった。
始皇十五年の第二次趙北部攻略戦では、総大将に任命されて番吾に侵攻するが、李牧の策略によって司馬尚率いる青歌軍に本陣まで攻め込まれる。そして、亜光と田里弥を失いながらも閼与に帰還するが、敗戦の責を負って更迭を余儀なくされて、閼与で自軍の立て直しを図っている。
楊端和（ようたんわ）
山民族王兼秦大将軍→六大将軍第四将。山の民参照。
桓騎（かんき）
声 - 伊藤健太郎
蒙驁傘下将軍→秦将軍→大将軍→六大将軍第五将。元は秦南方の野盗団の首領。元蒙驁軍所属。独自の兵法を駆使し、自軍の将校ですら予測不能な奇策を得意とする軍略家。勝つためなら民間人への残虐な行為や非道な策、自軍の兵の多くの死も厭わず、将軍となっても投降兵諸々を殺してしまう残忍な性格の持ち主。その根底にあるのは下の者を理不尽に虐げる上の者と、それらに見て見ぬふりをして現状を変えようとしない中間の者、それら底辺以外の全てに対しての激しい怒りである。傘下の兵や将校達は元々はそれぞれ別の野盗団であり、桓騎がそれらを一つ一つ説得したり、潰したりしていって取り込んでいった。周りに対しては王にでさえ傲岸な態度を取る一方、自身や一家を野盗から引き上げた蒙驁には敬服している。李牧によると桓騎は、先読み・心理戦の天才ではあるが、基本戦術を学ぶ間も無く戦に出てきたことで、桓騎の今までの戦いでは、全て奇襲・奇策だけで勝っており、まともな正攻法での勝利は一度も無いため、「奇策以外の手段を知らない」のが桓騎の弱点だと語っている。
桓騎が13歳前後の頃、倒れていた桓騎は偲央に救われ、そのまま偲央が作った行き場の無い孤児たちの集団と共に暮らすようになる。だが狼甫一家の者に仲間が虐殺されるも、偲央は仲間が皆殺しにされることを避けるべく見逃そうとするが、桓騎は奪われるままでは駄目だと仲間の仇を取る。そして狼甫一家が報復に動く前にその頭目を殺し、報復に来た狼甫一家の刺客の死体を解体して弄んだ。これを仲間にもやらせて繰り返すことで刺客は恐れて来なくなり、こうして今の砂鬼一家が出来上がった。さらに桓騎は砂鬼一家の多くがかつて受けた虐待の全てを報復すると語り、かつて砂鬼一家の一人・召の顔を焼いた領主に同じ目に合わせた。桓騎と偲央は互いに深く愛し合っていたが、その偲央が紀巴城の城主に見せしめで虐殺されてしまう。桓騎は報復を図るも城壁を前に手出し出来ず、桓騎は砂鬼一家を去る。
そして南方で自らの一家を築き、雷土や摩論、黒桜など多くの野盗団を取り込み、桓騎一家は軍隊に及ぶ規模にまで膨れ上がる。そうなった時桓騎は偲央の仇・紀巴城を攻め落とし、その城の住民全員の首を自ら斬り落とした。これにより、桓騎は「首切り桓騎」と呼ばれるようになる。その後、桓騎の元に次々と討伐隊が送られるが、それをことごとく返り討ちにし、その過程で蒙驁を捕縛する。そこで蒙驁から野盗を止めて自身の配下になるよう勧誘されて、桓騎はこれを受け入れて蒙驁の副将となり、蒙驁から自身をじーさんでは無く「白老」と呼ぶように言われたことで、蒙驁を「白老」と呼ぶようになった。
山陽編では、秦右軍を指揮し、遊撃戦で介子坊軍を翻弄。敵伝令兵に変装して廉頗四天王・玄峰を討ち、その後も敵本陣を奇襲して魏大将軍・白亀西を討って勝利に貢献。合従軍編で函谷関の守将の一人に抜擢され初日に「巨大井闌車」を焼き尽くし死守。さらに15日目には「巨大井闌車」を逆に利用し地上に降り、張唐と自軍の僅かな兵で韓軍本陣に奇襲をし、張唐に成恢を討ち取らせる貢献を果たす。秦国統一編で函谷関から敗走する毐国軍を迎え撃ち、毐国王・嫪毐を生け捕る。
黒羊編では、総大将として飛信隊と共に慶舎軍と対峙。3日目に敢えて一切何もしないことで慶舎を怒らせ、4日目には慶舎を誘い込んで討ち取りに掛かる。信が慶舎を討ち取った後に総大将が紀彗に変わったのが分かると、捕らえていた趙兵を拷問したことで紀彗の過去と離眼兵の関係を知り、その後は手段を択ばぬ非道な戦略により、予想よりも圧倒的に少ない損害で黒羊を奪取する。
鄴編では、三軍連合軍の一角として参戦。王翦が鄴へ兵糧攻めを仕掛けた後は、鄴包囲軍を担当する。鄴の兵糧が焼かれて失ったことを知ると、兵士らを使い降伏を呼び掛けて城内の難民達の暴動を煽る。そして、難民達によって城門が解放されるとすぐに攻撃を仕掛けて鄴を陥落させる。
始皇十三年、六大将軍第五将に任命される。その後多くの犠牲を払いながらも進軍を進め、扈輒軍との戦を始める。大軍勢の扈輒軍に圧倒され味方も次々と脱走を始めて総崩れとなる中、岳白軍を撃破した飛信隊に虎白軍五千が向かった隙を突いて敵軍本陣を急襲。逃げようとする扈輒達を先回りして近衛隊と交戦し、扈輒を討ち死させた。その後、数万人の扈輒軍の捕虜をすべて処刑する暴挙を起こし、政が自ら前線に駆け付けて尋問をする。だが、摩論の弁明と扈輒を討ち取って戦に勝利した功績で、一応は不問となる。
始皇十四年には、宜安攻略軍・十四万の総指揮を担当するが、宜司平野で趙北部軍全軍・三十一万の包囲攻撃を受ける。それでも持ち前の機転で自軍に有利な状況を作って包囲網から脱出し、李信たちが陥落させた宜安城へ向かう。そして、宜安城で李信たちと合流した後、赤麗城が趙軍に奪還されたことを知ると、宜安城を放棄して肥下城への森林地帯へ向かい、李牧を肥下城への森林地帯へと誘き出し奇襲を仕掛ける。そして李牧を追い詰め自らも李牧を斬りつけ負傷させるが、援軍に来た上和龍・虎白軍に取り囲まれ、桓騎軍は一斉攻撃を受ける。李牧は桓騎に投降するよう勧告したが、桓騎はそれを拒絶し、李牧と刺し違えるべく突撃する。その最中、桓騎は虎白を、ゼノウは上和龍を討ち取り奮闘したが、最後は李牧軍に討たれて、その生涯に幕を閉じた。

##### 蒙武軍
丁之（ちょうし）
声 - 佐久間元輝
蒙武傘下将軍。蒙武軍副官。隆々とした豪傑。得物は矛。合従軍編では、来輝とともに汗明軍の両端に攻勢を仕掛け、奮戦する。
来輝（らいき）
声 - 奥村翔
蒙武傘下将軍。蒙武軍副官。隆々とした豪傑。得物は矛。合従軍編では、丁之とともに汗明軍の両端に攻勢を仕掛け、蒙武の為に死力を尽くす。什虎編では、満羽と一騎討ちをする蒙武の代わりに、蒙武軍を引き連れて楚軍本陣へ向かう。

##### 騰軍（王騎軍）
録嗚未（ろくおみ）
声 - 田尻浩章（第1-2シリーズ）/ 関口雄吾（第3シリーズ-）
王騎軍第一軍長→騰軍第一軍長→騰傘下将軍。軍内最強にして随一の激情家で、事あるごとに激昂してキレる。
馬陽編において万極軍と交戦中に王騎の死の知らせを受けて激昂し暴走、万極軍に大打撃を与えた。合従軍編で、楚将軍・臨武君と一騎討ちを繰り広げるが力およばず敗北し、騰に救出される。次に媧燐軍戦象隊に苦戦をするも指揮官を討ち、乱戦を生き残り、干央軍と共に媧燐軍の背後に急襲。著雍編では将軍に昇進しており、魏軍本陣を陥落させるための三主攻の一つを任された。戦後、王賁と共に蒙武軍の援護のために楚国国境へ向かい、毐国編で媧燐軍を迎撃した。鄴編では騰に従軍して扈輒軍と対峙し、列尾を奪取。
什虎編では騰に従軍して蒙武への援軍として参戦し、玄右軍と対峙するが援軍に現れた項翼・白麗軍に側面を強襲される。魏の援軍襲来で仕切り直すと、千斗雲軍と交戦し千斗雲と一騎打ちを繰り広げるが乱美迫に乱入される。その際、味方が魏軍と思わず睨み合うが、一喝して楚軍に攻勢を仕掛ける。始皇十四年の桓騎の戦死後、騰や李信と共に韓非を秦へ招聘する為の護衛の一員という名目で、実際は韓攻略の為の下見として韓王都・新鄭を訪問する。
韓攻略編では、始皇十六年に飛信隊六万と共に韓に進軍して、騰の作戦によって南陽を無血開城させる。そして、南陽で騰軍に配属された新兵たちを、飛信隊と共に練兵する。始皇十七年の新鄭攻略では、英呈平原で洛亜完軍と対峙し、騰と渡り合う洛亜完のもとに迫って討ち取る寸前だったが、ヨコヨコに防がれる。翌日の東砂平原での第二戦では、配下の単呂が韓将軍・眉景を討ち取る手柄を立てる。
隆国（りゅうこく）
声 - 加藤亮夫
王騎軍第二軍長→騰軍第二軍長→騰傘下将軍。軍内随一の智将。
馬陽編では驀進する蒙武を止められず、趙荘の策によって壊滅的な被害を負った。王騎の最期に立ち会い、騰が王騎軍を託されたことへの証人となった。その後は、参謀の役割に就いている。合従軍編では、前線で暴れる騰に代わり、本陣で総指揮を代行。著雍編では将軍に昇進し、戦後は魏国境での総指揮を任され、飛信隊と共に転戦する。礼儀作法、用兵術などに疎い信を厳しく指導している。始皇十六年に南陽が無血開城した後、南陽の前領主である龍安の処遇を巡って一色触発になる騰と剛京の間に割って入り、咸陽の朝廷に早馬を送って指示を仰ぐ間は、この問題は自身が預かるとして仲裁する。
始皇十七年の新鄭攻略戦で、英呈平原で対峙した洛亜完の想像以上の戦術眼に甘く過ぎたと動揺するも、騰への信頼は揺るがずに堂々と戦況を見守る。
鱗坊（りんぼう）
王騎軍第三軍長→騰軍第三軍長。毒舌家。得物は矛。
馬陽編で、渉孟と争った。その後、王騎の死の知らせを受けると言葉を発せず、泣き崩れた。合従軍編で秦に侵攻した楚軍を氾斗平原で騰と同金とともに迎撃。函谷関攻防戦で録嗚未とともに臨武君に襲い掛かろうとするが、白麗の矢で頭部を撃ち抜かれ戦死。
干央（かんおう）
声 - 赤城進 / 稲垣拓哉（VOMIC++）
演 - 高橋光臣
王騎軍第四軍長→騰軍第四軍長→騰傘下将軍。「不死身の干央」の異名を持ち、死闘を最も得意とし、軍の突破力は王騎軍で一二を争う。
馬陽編の序盤で馮忌軍と対峙し、馮忌を討ち取った信の名を高らかに宣言する粋な計らいを見せた。その後、龐煖の夜襲にいち早く反応して攻撃を仕掛けるが、援軍としてやってきた万極と交戦し、隙を突かれ負傷。合従軍編で、媧燐軍戦象隊に苦戦をするも堅実な攻めで撤退させ、次の乱戦を生き残り、録嗚未軍と共に媧燐軍の背後に急襲。著雍編では、将軍に昇進。
始皇十七年の新鄭攻略戦で、英呈平原で対峙した洛亜完軍の巧みな戦術で一時は殲滅されたかに思えたが、重傷を負いながらも敵陣を突破し、丸裸同然の洛亜完に迫ったことで韓軍を大いに動揺させた。
同金（どうきん）
王騎軍第五軍長→騰軍第五軍長。
馬陽編では王騎の死の知らせを受け号泣していた。合従軍編で、秦に侵攻した楚軍を氾斗平原で騰と鱗坊とともに迎撃するが、対峙した臨武君に名乗った直後に頭部を粉砕されて戦死。

##### 王翦軍
亜光（あこう）
声 - 武田幸史
王翦傘下将軍（第一将）。王翦からの信頼も厚く、李牧も高く評価する名将。策謀に理解があるが、それ以上に小細工を好まず、自身と自分の分身とも呼べる自軍の兵による武力頼りの強引な力技を好む。また、長年に渡り王翦軍の第一将を務めてきたことで、自身も王翦が使用する戦術を複数使用出来る。正面からのぶつかり合いでは無敗。元々は小国の武将であったが、王翦に敗れて捕虜となり、王翦から自身の国作りの為に配下になれと言われて、最初は断るが結果的に王翦の部下となる経緯を持つ。
鄴編では、王翦が密かに鄴に赴いた際に護衛を務め、朱海平原では秦軍右翼の指揮を担うも、九日目に防陣を破った馬南慈と尭雲の両者の攻撃を受けて重傷を負う。その後、亜花錦と玉鳳隊が駆け付けたことで一命を取り留めたが、意識不明の重体となる。しばらく昏睡状態だったが鄴陥落後に復活し、列尾に向けて出陣する。王翦の六大将軍就任後、平陽・武城攻略の為に最前線で趙軍と交戦する。
始皇十五年の第二次趙北部攻略戦で、李牧の策略によって楽彰とフーオンに挟み撃ちにされた上に傅抵にも斬られる重傷を負うが、それでも反撃を行って楽彰の左目を斬るが、青歌軍が王翦軍本陣に攻め入ったのを知って、重傷を負いながらも王翦の下へ向かう。そして、田里弥達の尽力で倉央と共に王翦の元に到達し、司馬尚の前に立ちはだかる。しかし、敵の猛攻を凌ぐことが出来ず敗北が決定的になり、自分の命ももうわずかと悟ると倉央に王翦を託して特攻し、司馬尚に討たれて戦死する。
麻鉱（まこう）
声 - 松本大
王翦傘下将軍（第二将）。亜光と並ぶ名将。亜光と同様に優れた武力を持つが、亜光とは違い策謀を好む。徹底的な練兵を重ねた麾下軍の練度は王翦軍最強とされる。
鄴編では、朱海平原の決戦初日で、秦軍中央軍から左翼へ王翦軍第二軍を率いて楽華隊に翻弄される紀彗軍に、波状攻撃を仕掛けて追い詰めつつあったが、李牧に急襲され戦死。
田里弥（でんりみ）
王翦傘下将軍（第三将→第二将）。王翦軍随一の智将であり、主に王翦の補佐を担当。自らは矛は振るわない将であるが、麾下軍は臨機応変に戦場で対応出来る剛柔を併せ持ち、王翦軍最賢とされる。一方で、かつては王翦軍一の「殺傷部隊」と謳われ、指揮下の部隊の武力も秀でていた。
朱海平原決戦十五日目に倉央と共に共伯軍と対峙し、朱海平原での決着がついた後は、鄴へ向かった李牧軍を追撃するための、精鋭軍以外の十分の八の残軍を指揮する役目を任され、残軍を率いて陥落した鄴へ到着した。王翦の六大将軍就任後、平陽・武城攻略の為に最前線で趙軍と交戦。自軍を囮役にしようと目論んでいるとして、桓騎の計略を警戒する。
第二次趙北部攻略戦では、配下の山秀達とともに出撃し、糸凌に加勢してジ・アガを追い詰めるが、突如現れた司馬尚達の強襲を受け、致命傷を負う。それでも亜光達を王翦のもとへ行かせるために尽力し、敗北して王翦を撤退させるために最期まで敵を足止めするが、カン・サロが目の前に来た時にはすでに力尽きて息絶える。
倉央（そうおう）
王翦傘下将軍（第四将→第三将）。堅物揃いの傘下の中では珍しく軽口を好む猛将。王翦傘下の将軍らと同じく優れた知略を持っているが、自ら先陣を切れる高い武力をもっており、本人曰く「自分は戦い専門」。
朱海平原決戦十五日目に、田里弥と共に共伯軍と対峙。李牧軍の撤退後は李牧軍を追撃する為の精鋭軍の一員に選ばれ、王翦らと共に鄴へ向かう。王翦の六大将軍就任後、平陽・武城攻略の為に最前線で趙軍と交戦。宜安戦で、桓騎軍への包囲網を敷く趙軍の様子を窺っていた時に突破しようと交戦する李信達を発見して救援に行く。
始皇十五年の第二次趙北部攻略戦では、田里弥達の尽力で倉央と共に王翦の元に到達し、司馬尚の前に立ちはだかる。しかし、敵の猛攻を凌ぐことが出来ず敗北が決定的になり、亜光に王翦を託されて王翦を守りながら撤退。戦後、王賁に王翦を託し、自らは単身青歌軍の元へ赴いて糸凌の亡骸を返してもらうために自らの命を懸けて交渉を行う。だが、一命を取り留めた糸凌と再会し、糸凌だけでも帰還させてほしいと懇願すると、カン・サロの情けで両者とも解放されることとなる。そして、糸凌と共に閼与に帰還した後で、王翦に無断で軍を離脱した処罰を請うが不問にされて、元の配置に戻った。
辛勝（しんしょう）
王翦軍将校。五千人将。
始皇十五年の第二次趙北部攻略戦での敗戦後、戦死した亜光達に代わって側近の立場となる。
虞寧（ぐねい）
王翦傘下将軍。亜光軍副官。王賁の元教育係。四十五年間戦場に出続ける歴戦の老将。朱海平原決戦九日目に藺家十傑・尭雲の足止めに失敗し、戦死。
糸凌（しりょう）
王翦傘下将校。倉央軍副官。得物は双剣。倉央とは恋仲で、倉央と同じく高い武力を持ち、自ら先陣を切れる力の持ち主。常に左目が髪で隠れた描写で描かれている。
朱海平原決戦十五日目に、王翦からの指示で共伯軍へ、倉央と共に先陣を切り猛威を振るう。大乱戦の最中李牧軍本陣まであと一歩で迫るも龐煖に阻止され、立て直しのため一時退却。再度、李牧軍本陣を狙い、立ちはだかった趙将軍・共伯を一騎打ちの末に討ち取り、右軍から駆け付けた馬呈と対峙するが決着は着かなかった。李牧軍の撤退後は精鋭軍に選ばれ、李牧軍の追撃へと向かった。
始皇十五年の第二次趙北部攻略戦では、青歌軍の剛将ジ・アガと交戦し、田里弥軍の山秀たちの加勢もあってジ・アガを追い詰めるが、司馬尚の参戦で戦況が一変して、王翦の救出の為に倉央を王翦の下へ向かわせて、ジ・アガと交戦し続ける。やがて、ジ・アガに重傷を負わせるが、ジ・アガの鎚によって左腕を折られた上に胸部に一撃を喰らってしまうも、それでもジ・アガにとどめを刺して討ち取る。だが、身動きできない程の重傷を負い、カン・サロから助からないと判断されて放置される。しかし、息絶える前に捕虜となり、使い物にならなくなった左腕を切断されるも手当てを受けて一命を取り留める。命を懸けて交渉に来た倉央と再会し、カン・サロの情けで二人とも釈放される。
段茶（だんさ）
王翦傘下将軍。亜光軍所属で、柔軟な思考が出来る良将。また、勝ち戦には能力以上の力を発揮する。子供は娘だけが五人いる。朱海平原決戦九日目に意識不明の重体となった亜光に代わり、大将代理を担当。亜光と王賁不在の戦場で、信を新たに大将に据える。終盤、馬南慈軍を足止めしていたが、馬南慈軍の機動力を読み違えたことで森からの王翦軍本陣への突破を許してしまう。
佳恭（けいきょう）
王翦軍将校。
亜光軍所属の二千人将。朱海平原の戦いでは亜花錦と共に金毛軍に止められた飛信隊の援軍に行き、突破に貢献。
第二次趙北部攻略戦では、青歌軍の猛攻で王翦軍本隊が敗北し、王翦を撤退させるために青歌軍と奮闘して戦死する。
山秀（さんしゅう）
王翦軍将校。
田里弥軍所属の千人将。かなり激情家な性格で、戦いのたびに重傷を負うが悉く生還するため「不死身の山秀」の異名を持つ。
第二次趙北部攻略戦では、糸凌に加勢してジ・アガを追い詰めるが、カン・サロに斬られる。そのまま戦死したかに思われたが、実は生きていて、そのまま戦場から撤退して、閼与に帰還する。
申赫楽（しんかくがく）/蛇輪公（だりんこう）
王翦軍将校。
田里弥軍所属で、「殺し屋」の異名を持つ武に秀でた腹心。
第二次趙北部攻略戦では、糸凌に加勢してジ・アガを追い詰めるが、突如現れた司馬尚に蛇輪公が討たれ、申赫楽はジ・アガが討たれた隙にカン・サロを討とうとするが返り討ちに遭い、戦死。
丁陽（ちょうよう）/高順（こうじゅん）
王翦軍将校。
麻鉱軍所属で、朱海平原戦の初日の麻鉱戦死と参謀全滅の報に動揺し、放心の所を蒙恬に叱責され、彼の指揮で立て直しを図り、全滅を阻止。以降、臨時将軍となった蒙恬に従い、紀彗軍と戦う。
関常/松琢/宮康/亜花錦
元王翦軍将校、#玉鳳隊参照。

##### 桓騎軍
黒桜（こくおう）
声 - 川島悠美（第2シリーズ）/ 永峰遙（第3シリーズ-）
桓騎軍五千人将→桓騎傘下将軍。配下からは「姐さん」と呼び慕われる女傑。弓の名手で一流の戦術家。面食いで、部下の扱いは容姿で差がある。桓騎に惚れている。料理が非常に下手。
黒羊編では、副官として中央丘の右翼で紀彗軍と戦い、紀彗を黒羊戦の鍵を握る人物だと警戒した。扈輒軍との戦いでは中央軍を指揮し、桓騎達が扈輒を討つと竜布軍の迎撃し撃退した。政との尋問では、桓騎の斬首を命じられた豹司牙に立ちはだかるも、逆に剣を折られることになった。趙北部戦で、肥下城への森林地帯で李牧軍を奇襲し討ち取る寸前まで追い詰めるが、趙軍の援軍が次々と駆け付けたことで果たせず、背後から趙兵の槍で腹部を貫かれて致命傷を負い、桓騎軍の最後の突撃の寸前で力尽きて騎馬から転げ落ちて息絶える。
雷土（らいど）
声 - 小松史法（第2シリーズ）/ 佐久間元輝（第3シリーズ-第4シリーズ）/ 乃村健次（第5シリーズ-）
桓騎軍五千人将→桓騎傘下将軍。粗暴な性格だが、戦況を見極めることに長けており、野盗時代に培った知恵と経験を駆使する。その実力は高く、かつて桓騎が雷土とその一家を取り込もうとした時には相当苦労した。現在は桓騎の考えが読めなくても桓騎を黙って信じるなど信頼が厚い。
黒羊編では、左翼軍大将として岳嬰軍と戦い、初日に慶舎による策で危機に陥った時には、ゼノウと共にかつて野盗時代に使用していた笛「火兎」を吹いたことで、危機を脱しその後ゼノウらと共に中央丘にいた趙軍を襲撃した。鄴編では、鄴解放軍の迎撃に当たり、鄴へ到着した疲労困憊の李牧軍をゼノウ一家と迎え撃つ。
扈輒軍との戦いでは右翼軍を指揮し、龍白軍と対峙し劣勢に立たされていたが、オギコから桓騎の作戦を聞いて後退する。その最中、龍白を誘い出し討つが、駆け付けた竜布に捕らえられた。扈輒軍本陣に連行され、凄惨な拷問の末に死亡。しかしどれだけ拷問を受けても最期まで口を割ることはなかった。
摩論（まろん）
声 - 佐久間元輝
桓騎軍五千人将→桓騎傘下将軍。桓騎軍随一の智将。黒桜同様、野盗時代からの配下で自称「紳士」と呼称し、常に丁寧な口調で話すが、どこか相手を見下す慇懃無礼な性格。料理が得意。
黒羊編では、参謀として中央丘の左翼で金毛軍と戦う。鄴編では、同じく参謀として鄴解放軍の迎撃を担う。鄴の陥落時には、忍耐弱い野盗の集りの自身らが忍耐勝ちした事に安堵していた。本人曰く「ある意味奇跡」。戦後の論功行賞では、桓騎の代理で咸陽に訪れる。
扈輒軍との戦いで桓騎達が扈輒を討つと、扈輒の討ち死を扈輒軍全体に報せ投降を促し捕虜とするが、桓騎の命令ですべての捕虜を処刑。そこに政が兵を引き連れて現れ、尋問では斬首を命じられたことで慌てて割って入って捕虜の処刑について弁明、桓騎の斬首は取り止めとなる。趙北部戦で、肥下城への森林地帯で李牧軍へ奇襲をかける際に桓騎の指示で桓騎本陣から離れた場所に配置され、奇襲が失敗し始めた頃にオギコが駆け付けて、桓騎からの伝言を聞いた後、自身の一家やオギコと共に李信の下へと合流し、オギコから李信へ桓騎の伝言を伝え終えた後、飛信隊と共に趙北部からの脱出を開始する。そして、国境線を突破して倉央軍と合流すると閼与城へ帰還し、半月後に秦国への帰途に就く途中で李信に生前の桓騎の「生き残った奴らに以前みたいなクソみたいな生き方をさせるな」という遺言通りに、生き残った桓騎軍の残党を率いて傭兵団を始める意向であることを語った。
ゼノウ
声 - 蓮岳大
桓騎軍五千人将→桓騎傘下将軍。桓騎軍最強の武力かつ随一の獰猛さを誇り、死地にも嬉々として突っ込んでいくため、戦狂いとまで言われるゼノウ一家棟梁。桓騎兵曰く「桓騎軍の中でも砂鬼一家と並んで最もヤバイ一家」蒙武よりも一回り大きい体格と、野牛の首を素手で捩じ切る程の膂力の持ち主。
黒羊編では初日は桓騎の指示で雷土軍とともに行動し、趙軍を圧倒するも慶舎による策で危機に陥ると、雷土から「火兎」を使うよう言われ使用することで危機を脱し、その後は合流した雷土達と中央丘にいた趙軍を襲撃した。2日目には左翼で動かない理由を雷土に問い質し、自分らの出番があると聞かされると納得した。4日目には飛信隊を襲撃した慶舎を逆に追い詰め、五日目の最終戦では飛信隊と共に中央丘奪取の立役者になる。
鄴編でも従軍し、兵糧が乏しくなったことで暴れ出す寸前にまで陥っていた。到着した李牧軍を雷土達とともに迎え撃つが、鄴が開門すると李牧軍との交戦を勝手に止め、鄴から逃げ出す難民達を押し除け真っ先に入城し、趙兵を殲滅した。扈輒軍との戦いでは一家ととも隠れ潜んでおり、敵本陣が手薄になると一家を率いて敵本陣を急襲する。趙北部戦で、肥下城への森林地帯で李牧軍に奇襲するが、駆け付けた上和龍に致命傷を負わされる。しかし、桓騎の最後の号令で息を吹き返し、上和龍の頭を掴んで握り潰して相打ちとなり、戦死する。
厘玉（りんぎょく）
声 - 八代拓
桓騎軍千人将→桓騎傘下将軍。精鋭騎馬隊指揮官。曲者揃いの桓騎軍の中では比較的良識派。
黒羊編では騎馬隊を発揮出来ない森林地帯のため桓騎の傍らに待機。桓騎軍と飛信隊が衝突した際、那貴と入れ替わりで桓騎軍に一時加入していた尾平を割って入らせたことで同士討ちを阻止した。
鄴編では、鄴解放軍を相手に騎馬隊を指揮し奮戦する。
扈輒軍との戦いでは、黒桜とともに中央軍を指揮する。中央軍が分断されてからは、集中攻撃を受けて追い詰められ、総崩れとなった後は追撃を受けるもなんとか逃げ切り、戦後は黒桜達と合流する。趙北部戦で、肥下城への森林地帯で李牧軍を奇襲し、傅抵と一騎討ちするが、奇襲が失敗した後で傅抵から一騎討ちをした誼で一思いに死なせてやると提案されるが、最期は桓騎の傍にいたいから断って桓騎の下へと向かい、最後まで桓騎と行動を共にして戦死する。
朱摩（しゅま）
桓騎傘下将軍。数は少ないがゼノウ一家と匹敵するほどの武力を持つ朱摩一家の頭領。双剣の使い手。
扈輒軍との戦いでは敵本陣襲撃に従軍し、逃亡を図る扈輒達を桓騎とともに先回りし、護衛をせん滅して扈輒を死に至らしめる。宜安城から肥下城へ向かう途中の森林地帯の戦いで、手薄になった李牧軍の本陣を桓騎たちと共に奇襲し、カイネと交戦して追い詰めるが、助けに来た李牧の突きの一撃で頭部を左目ごと貫かれて戦死する。
衣央（いお）
残虐さでは桓騎軍随一とされる、奇妙な覆面の怪人らの砂鬼一家の首領。覆面で素顔を隠している怪人物だが、始皇十四年の宜安城攻略戦の前に李信たちの目の前で覆面を脱いで、黒髪の美女であることが判明する。砂鬼一家は拷問を好み、桓騎軍の兵からは「ゼノウ一家と並んで桓騎軍の中で最もヤバい一家」「拷問し死体を弄ぶ」「砂鬼に捕まることが中華一の不運」と言われており、常に凄まじい死臭を纏っている。桓騎軍で尋問や拷問を担当する。那貴によると、砂鬼は桓騎軍最古参とのことで、かつて那貴が砂鬼一家のある人物から桓騎についての話を聞いていたが、幹部らも砂鬼については詳しい事は知らず、真相は長らく不明だった。
黒羊編では捕らえていた趙兵を拷問し、黒羊丘近辺に住む村人達の屍で作った「贈り物」を紀彗に届けて脅し、勝敗を決定づける。扈輒軍との戦いでは、勝利後に雷土を拷問した拷問官の生き残りに、雷土の顛末を吐かせた。
始皇十四年の宜安戦では、砂鬼一家が普通の戦闘には不向きである為に、桓騎の命令で別働隊として氾善隊と行動を共にしていたが、そのため趙北部軍全軍の包囲網の外で難を逃れた。その夜、森に潜伏していたところに飛信隊と遭遇し、那貴から桓騎一家の最古参であると聞いている砂鬼一家に、宜安城へ連れていく条件として桓騎の過去や根源について教えろと交渉され、城攻めに飛信隊らの力が必要だと判断したことで、覆面を脱いで素顔を見せて那貴の「砂鬼が桓騎一家の最古参」を否定し「桓騎が砂鬼一家の最古参だ」と訂正した上で、自身が知る桓騎の過去の一部を語った。話の中で衣央は「砂鬼は桓騎一家に属してはなく、昔のよしみで横にいるだけだと」と言った。そして、残りの話は宜安城の城内で話すと告げて、飛信隊・楽華軍に同行して宜安城を陥落させる。そして、宜安城の城内で約束通りに、自身が知り得る残りの桓騎の過去を話した。その後、合流した桓騎の指示で宜安城の城内に数多の死体を「解体」して晒しものにして、死体に「肥下の惨劇を史に刻む」という伝言を刻んだ。その後、森林地帯での李牧軍への奇襲では桓騎軍には加わっておらず、飛信隊に同行していたが、その理由は李牧軍への奇襲が失敗に終わった場合に砂鬼一家を生き残らせる為であり、閼与城へ帰還してから半月後、秦国への帰途に就く途中で摩論から一緒に傭兵団をやらないかと勧誘されるが断り、砂鬼一家と共に自分たちの「聖地」に帰る意向であることを告げた。
偲央（しお）
桓騎が拾われた当時の砂鬼一家の首領で、衣央の姉。桓騎を拾った後、自分たちを虐待する狼甫一家の住み処を桓騎の提案で潜入して、狼甫一家の幹部数人と共に頭目・狼甫の寝込みを襲って殺した。しかし、弱体化した狼甫一家からの復讐の刃から逃れる為に、やむなく自分たちが住んでいた山間の空き地を放棄して、衣央たちや桓騎と共に一家で旅立った。ある日、狼甫一家の二人が桓騎に「解体」されて晒しものにされたのを見て、桓騎がこれが「この先、お前達が誰一人傷つけられないための手段」たと告げたことで、衣央たちも生き延びる為に桓騎から方法を教わったことが、『砂鬼一家』の始まりとなった。その後、何度も狼甫一家からの刺客を「解体」して晒しものにしたことで、やがてある日を境に狼甫一家からの刺客は来なくなり、桓騎の言った通りとなった。しかしその後、偲央は桓騎たちの勢力拡大を疎んだ紀巴城城主の部下に拉致されて、乱暴された末に手足を斬り落とされるという凄惨な死を遂げて、それを契機に桓騎は砂鬼一家を離れて自分で桓騎一家を作り出して勢力を拡大し、妹の衣央が砂鬼一家の首領となった。
召（しょう）
砂鬼一家の一員である男性で、砂鬼一家の設立前から常に頭巾を被っていた。その理由は、幼い頃に親に売られて偲央たちが暮らしていた一帯の領主の下僕にされただけでなく、その変態領主に面白半分に顔を焼かれて逃げ出したという凄惨な過去があった為である。
宜安城が陥落した後、宜安城の城内で衣央が桓騎の過去の残りの部分を話した後で、那貴が知りたがっていた、桓騎についての中で桓騎の根底に流れる怒りについて話すために、李信たちに桓騎率いる砂鬼一家が自分の顔を焼いた領主を襲った日のことを語り始めて、桓騎たちが寝台に縛り上げた領主を桓騎が召の報復として領主の顔を半分焼いた後で、砂鬼一家に底辺の者達の砂鬼一家の「仇」が高い身分の者たちだけでなく、その中間にいる普通の連中も「怒り」を向けるべき存在であり、桓騎が底辺の者たち以外の全ての人間を憎悪・否定し「怒り」を向けていると語って、李信と那貴たちを絶句させた。その後、森林地帯での戦いで楽彰軍に重傷を負わされるが、那貴一家に助け出される。しかし、既に致命傷を負っており、李信たちに桓騎の過去を語り終えると、衣央たちに先に僕たちの「聖地」で待っていると言い残して、息を引き取った。
琳
砂鬼一家の一員。後に医術班として飛信隊に所属。#飛信隊参照。
オギコ
声 - 福山潤
桓騎軍千人将。落ち着きがなく馬鹿っぽい言動が多い。だが、腕っぷしは確かで馬術にも長けているが、壊滅的なまでに弓が下手。桓騎軍の中でも浮いた存在だが、桓騎への忠誠心は厚く、桓騎からは気に入られており、信頼されている。桓騎が千人将に抜擢した理由は「面白いから」。
黒羊編では何故か飛信隊への伝令として訪れるが、あまりに怪しすぎたため飛信隊の兵に止められていた。扈輒軍との戦いでは伝令として動き、傷だらけになりながらも雷土の元に駆け付けて桓騎からの作戦を伝える。趙国北部戦で、桓騎から李信への伝言と六将の首飾りを預かり、摩論達とともに飛信隊へと合流した。
馬印（ばいん）
桓騎軍将校。摩論軍所属の伝令兵。黒羊編では、一日目に失態を起こした信に対し片腕を斬るように命じるも、この一件に関しては那貴が預かる事で事無きを得た。扈輒軍との戦いの最中に焦燥しながら飛信隊の元へ伝令で駆け付け、飛信隊に援軍を要請。戦場に向かう最中に信らに今までの戦局を教え、摩論からの伝言を伝えた後は本軍に飛信隊の参戦を教えに行った。扈輒軍に勝利後、再び飛信隊の元へ訪れ、平陽へ向かえと伝えた。
氾善（はんぜん）
桓騎軍将校。攻城戦専門の部隊を率いており、独自に設計と製造を重ねて井蘭車を作り上げ、かつて交際していた女性の名前から「紅春」と名付けた。だが、完成した今でも移動途中に井蘭車が揺れたりふらつくなどの問題もあり、そのため敵軍からは「ふざけた井蘭車」と酷評されている。平陽城攻略戦では、紅春を使って平陽城を落とすことに貢献した。宜安城攻略戦では桓騎軍の本軍とは別の道を使って宜安城に向かっており、飛信隊や楽華軍と共に宜安城を攻略した。その後、戦闘は不向きだったことで、一命を取り留めた田有たちを運ぶ荷車の陰に隠れていたことで生き残り、帰国の途中で摩論の傭兵団で新たな「紅春」を製造することを李信たちに告げる。
那貴/呂敏
桓騎軍将校。飛信隊に転属。#飛信隊参照。

#### その他の秦大将軍
蒙驁（もうごう）
声 - 伊藤和晃
秦国筆頭大将軍。「白老」の異名を持つ。蒙武の父にして、蒙恬・蒙毅の祖父。自ら前線で武勇を示すのではなく本陣で全体の指揮を執り、不利な戦況でも柔和な笑みを崩さずどっしりと構えている。攻城戦を得意とし、戦闘で負傷した部隊への見舞いや兵卒に対しても親愛のこもった檄を飛ばすなど、末端への配慮も欠かさない。六大将軍のことは偉大さゆえに嫌っていた反面、憧れ尊敬してもいた。周囲から凡将との評価に反し、人材登用においては中華一と評される。考えに行き詰まると一兵卒に変装し、自軍陣営内を徘徊する癖がある。かつて連敗続きで野盗団の討伐に回されたが、そこで桓騎一家と対峙するも敗北し縄についてしまい殺される寸前の中、桓騎を直接見たことで、桓騎の内情を見透かした上で、桓騎の強さを評価し「自分の力と思いをぶつけるためにもっと広い世界で戦ってみないか」と言い、そのためには"力"が必要だから野盗を辞めて自分の副将として自分の元に来ないかと勧誘し、桓騎がこの提案にあっさりと乗ったことで、桓騎が自身の副将になった。
元々は斉国出身。伍長から昇進を重ねてきた歴戦の将であったが、廉頗によって幾度も敗北させられたことから故郷での出世の道を諦め、蒙武と共に秦へ移住。
山陽編において、因縁の相手である旧趙国三大天・廉頗と四十年ぶりに対決。廉頗の出現に弱腰となって一兵卒に扮して徘徊していた時に邂逅した信との会話で当初の弱腰を払拭し、廉頗を倒すことを決意する。終盤、廉頗が本陣がある丘の裏手に現れると、彼のためだけに四十年間練り上げた秘策を用いて迎撃し、廉頗からも高く評されるが突破され、本陣に迫られる。そこで挑んだ一騎討ちでは廉頗を馬ごと弾き飛ばす怪力で善戦するも左腕を失う重傷を負う。しかし、桓騎による魏軍本陣陥落の報に接した廉頗が降参したことで、目的であった山陽攻略に成功。
戦争終結後、この時の負傷から事実上は引退状態にあるとされたが、合従軍編において国門函谷関の守将を任され死守した。始皇七年に危篤状態となり、信と蒙恬が駆け付けた際に一時意識が戻り、王賁と三人で高みへ登れと二人を激励して死去。
麃公（ひょうこう）
声 - 斎藤志郎
演 - 豊川悦司
秦国大将軍。大きく見開いた目と、鋸の歯のようなギザギザの歯が特徴の巨漢。敵軍に突撃する際は棘をあしらった仮面と盾を装備し、大矛を振う。王騎や昭王も認める六将級の猛将だが、王からの咸陽への招聘を無視して長年前線を拠点としていたことから、中央での知名度は低かった。後に信から王騎と同じくらい強いのに何故六大将軍に入れなかったのか理由を聞かれた時に、本人は六大将軍に入らなかった理由を「興味が無かっただけ」と言い、自分から見れば「夢追い人」だった六大将軍とは違って、自分には戦場が全てで戦で勝利してその夜美味い酒を飲めれば満足だったからと信に言っている。
戦を「燃え盛る大炎」という独特の感性で表し、戦の局面が動く時と判断した際の決断は大胆で、戦が最高潮に達した時は、自ら出陣して敵総大将の首を狙うといった独特な戦い方をする。言わば知略や軍略よりも本能で戦う武将で、李牧・王翦が「本能型の極致」と称賛するほどであった。
蛇甘平原編では滎陽攻略のため出陣し、蛇甘平原で魏軍と対峙。信達の奮戦で大炎を感じ取ると自ら出撃。怒涛の勢いで魏軍を突き進み、魏将軍・朱鬼を瞬殺し、魏火龍七師・呉慶を一騎討ちの末に討つも、自軍の損害を省みて帰国。
合従軍編では、函谷関攻防戦の前に魏軍を足止めするため交戦するも、魏国大将軍・呉鳳明が仕掛けた罠を察して撤退。その際、援軍に現れた飛信隊を指揮下に加える。函谷関攻防戦では、序盤に趙軍と相対し、三倍もの兵力差を物ともせず互角に渡り合う。初日の夜に信を臨時の二千人将に任命する。終盤には李牧軍の暗躍を察知して猛追。趙三大天・李牧の迎撃策を看破して本陣へ迫るも、出現した趙三大天・龐煖との一騎討ちで、致命傷を受けるも片腕を折る。死の間際、加勢しようとする信へ盾を投げ渡して自分に構わず咸陽へ行くよう命じ、「火を絶やすでないぞォ」と言い遺して龐煖に討たれ戦死。
張唐（ちょうとう）
声 - 浦山迅
秦国大将軍。十五歳で初陣して以来五十年間、戦歴を重ねた老将。しかし昭王時代には六大将軍の影に隠れており、それ故に彼らを嫌っていた。性格は頑固そのもので、秦国軍人であることを誇りに思っている。反目する桓騎の才能だけは認めている。
合従軍編で咸陽に招集され、函谷関の守将の一人になる。だが韓軍の毒兵器により毒に侵されて余命を悟ると、桓騎軍と共に韓軍を襲撃して韓大将軍・成恢を討ち取った。桓騎には「秦国一の武将となれ」と言い残して力尽き、死亡した。

##### 蒙驁軍
桓騎
蒙驁軍副将。桓騎参照。
王翦
蒙驁軍副将。王翦参照。
土門（どもん）
声 - 玉木雅士
蒙驁傘下将軍。山陽戦では、栄備と共に本隊の正面軍を率いる。初戦では第一陣を指揮し、不利な戦況では自ら前線に立ち、兵を鼓舞する。始皇十一年の鄴攻略戦にも参戦し、金安での本陣への呼び出しに最後に到着した信を叱った。
羅元（らげん）
声 - 竹内栄治
蒙驁傘下将軍。山陽編では、輪虎に郭備ら八人の千人将を討たれて蒙恬に危機を忠告されるもそこまで深刻に受け止めておらず、山陽へ進軍中に奇襲を仕掛けた輪虎に討たれる。
栄備（えいび）
声 - 竹内栄治
蒙驁傘下将軍。山陽戦では、本隊の正面軍を率いる。最終局面では輪虎の突破力を目の当たりにして敗北を悟り、果敢に突撃をするも輪虎に討たれた。「若君」である蒙恬にも軍律違反には厳しく接する気骨ある武将であり、同時に信ら若手の将の才能を認め、後事を託す度量を持ち合わせていた。
乱銅（らんどう）
蒙驁軍千人将。山陽編で、制圧後の高狼城で部下達と乱暴狼藉を働き、それを咎めた信に逆上して斬り掛かるが、返り討ちに遭い重傷を負う。後に蒙恬の働きで信は軽い罰で済み、部下達は度の超えた蛮行の罪で罰せられることとなる。
郭備（かくび）
声 - 土田大
蒙驁軍千人将。知勇兼備の武人で将来が期待されていた良将。実は下僕出身であり、子のいない郭家の養子となった。そういった経歴から、信の活躍に共感と親近感を覚えていた。
山陽編では、近利関攻めで敵が玉鳳隊と飛信隊に集中している隙に別門から突破し陥落させる。戦後、軍議に行く途中に飛信隊と対面して激励するも、直後に輪虎に暗殺された。後に信が臨時千人将に抜擢された時、七百人が郭備隊から補充されるも郭備が生前に信のことを好意的に語っていたことから、すんなりと信の指揮下に入ることを受け入れた。
楚水
蒙驁軍将校。#飛信隊参照。

##### 麃公軍
岳牙（がくが）
声 - 佐久間元輝
麃公傘下将軍。麃公軍副官。麃公が若いころから仕える、歴戦の猛将。蛇甘平原編や合従軍編で麃公の傍で仕え、終盤には李牧軍を猛追し、麃公と共に敵本陣まで辿り着く。そして、新趙国三大天・李牧を討とうと奮戦するも戦死。
縛虎申（ばくこしん）
声 - 宇垣秀成
演 - 渋川清彦
麃公軍千人将。自他共に厳しい激情家。信が初陣の時の上官。将の目的は勝利であり、そのために如何なる犠牲も躊躇わないという考えの持ち主。苛烈な性格のため猪突猛進という印象を与えているが、勇猛と無謀の違いを信に諭すなど本人なりの考えを持っている。配下の部下にも篤く信頼されていた良将。
蛇甘平原編で、要所の丘を奪取するために無謀とも思える突撃を敢行、満身創痍になりながらも頂上へ到達し、魏将軍・宮元と相討ちになって戦死。
蒼源（そうげん）
麃公軍将校。特殊弓騎兵団「蒼弓隊」隊長。故人。蒼仁と蒼淡の父親。かつて秦国唯一の「中華十弓」に名を連ねる程の名手。
同じ「中華十弓」の馬朱離と戦うために幼い二人を置いて戦場へ赴き、その弓の実力を麃公に認められたことで特殊部隊の指揮を任され、戦場で大いに活躍をし、魏の「中華十弓」の白公を討ち取ったことで「中華十弓」と認められる。その後、ある戦場で敵の伏兵に遭って戦死したが、彼に救われたことがある元麃公兵の岳雷達からは深く尊敬されている。仁と淡は父の活躍を知らず、麃公軍に配属されて直ぐに亡くなったと聞かされていた。
岳雷/我呂
麃公軍将校。#飛信隊参照。

#### 玉鳳軍（玉鳳隊）
王賁（おうほん）
声 - 細谷佳正
玉鳳隊百人将→三百人将→千人将→二千人将→三千人将→四千人将→五千人将→将軍。王家嫡男で王翦の息子。王騎とは同族だが、王賁が王宗家。得物は槍。年齢は76巻時点（紀元前230年）で31歳。
堅物で真面目、プライドが高くエリート志向が強い。そのため信への対抗心が強い。一方で独断専行が多いことから軍の上層部に快く思っていない者も少なくない。
山陽編では、独自に用意した井蘭車で攻城戦で大いに武功を立てる。その後、臨時千人将になり戦後の平定の最中に正式に昇進、合従軍編前には二千人将に昇進。合従軍編では騰軍に所属、臨時五千人将になる。戦後、三千人将に昇進。著雍編では四千人将に昇進し、玉鳳隊は五千人隊に増員。騰に戦略を献策、三主攻の一つを担い、さらに魏火龍七師・紫伯討伐の功も評され五千人将に昇進。
鄴編では、三軍連合軍の一員として出陣。朱海平原戦で秦軍右翼の一角を担う。藺家十傑・尭雲に一度は敗れ意識不明となるが、最終日の再戦では尭雲を討ち取った。凱旋後の論功行賞で将軍へ昇進し、その後は許嫁の彩華と結婚して子供が生まれる。将軍昇進後はそのまま趙国の前線で戦い、六大将軍復活後は六大将軍の桓騎の指揮下に入り、難所の影丘攻めを命じられる。難所攻めで奮戦するも、負傷して意識不明の重体となるが、駆け付けた飛信隊に救出される。その後、目を覚ますと、怪我を押して飛信隊に影丘の攻め所を教えた。
始皇十五年の第二次趙北部攻略戦では、連合軍の一角として参戦し、李牧を討ち取る為に李信と河了貂に追撃させている間、指揮官不在となった飛信隊の指揮を執る。番吾での敗戦後、昌平君の立案した「三本の柱」の二つ目の献策によって、関常と亜花錦を将軍に昇進させた上で、玉鳳軍は五万の軍となり、始皇十六年に魏の韓への援軍を防ぐ為に魏の洛紫城に水軍で侵攻し、速攻で洛紫城を陥落させる。始皇十七年には、韓救援のために新鄭へ向かおうとする魏火龍の呉鳳明・凱孟の軍と交戦する。
番陽（ばんよう）
声 - 高塚正也
玉鳳隊副長。王賁の教育係で老練な武将。王賁に心酔しているが、やや傲慢な性格。飛信隊や楽華隊に対しては王賁以上に辛辣な言葉を浴びせるが、内心では信や蒙恬の実力を認めている。
鄴編では、朱海平原戦九日目に討たれかけるも信に助けられた。影丘の戦いでは、岳白軍に討たれかけたところを羌礼たちに助けられた。
亜花錦（あかきん）
声 - 立花慎之介
玉鳳隊千人将→三千人将→将軍。元々は王翦麾下亜光軍所属で「悪童」の蔑称で呼ばれ、その性格難のため千人将に置かれていたが、関常に軍才は亜光軍一と評価され、その戦術眼は関常と並び玉鳳隊きってのもの。
朱海平原決戦二日目に王賁を援護し、九日目には窮地の亜光を救出。十四日目は馬南慈の足止めに専念しつつ、自隊の兵を失いつつも馬南慈を足止めし、信による趙峩龍討伐の報を聞くと、すぐに段茶に突撃の指示を出し、自身は潰れ役として馬南慈を足止めする事で馬南慈軍を半壊させた。十五日目には、馬南慈軍を段茶と共に足止めしていたが、飛信隊が金毛軍に苦戦しているのを見ると、段茶の命令で援軍に向かい金毛軍を撃破し、飛信隊らと共に李牧軍を攻撃する。
鄴編後、亜光軍から玉鳳隊に転属。玉鳳隊でも命令を無視した勝手な行動が目立つが、王賁は黙認している。影丘の戦いでは、別動隊を率いて険しい道のりを三日かけて進み、敵左翼側面に到着すると飛信隊が岳白軍右翼を攻めている隙に、逆の左翼を攻めて挟撃を行う。岳白が信に討たれると、敵軍本陣に急襲を仕掛け、趙将軍・紀章を討ち取る。始皇十五年の番吾での敗戦後に、関常と共に将軍に昇進する。
関常（かんじょう）
声 - 藤原貴弘→丹沢晃之（第6シリーズ∼）
玉鳳隊千人将→将軍。元王翦軍所属。よく軽口を叩き不真面目な印象が強いが、実力は将軍に匹敵する。王賁からは、王翦からの監視役と思われている。また、元王翦軍所属のために王翦軍についても詳しく、王賁に王翦軍の将軍のことや軍の特徴などを教えている。
鄴編では、朱海平原戦の十三日目に雷獄に捕まった王賁を逃がすために、尭雲の前に立ち塞がって重傷を負うが、一五日目には負傷した身体を押して復帰。影丘の戦いでは王賁を逃がす為、自ら囮となる。始皇十五年の番吾での敗戦後に、亜花錦と共に将軍に昇進する。
デザインのモデルは、作者である原泰久と親交が深いスキマスイッチの常田真太郎。鎧もスイッチをイメージしたデザインとなっている。名前も、常田の『常』とスキマスイッチの『すき間＝間』を中国っぽく変換して組み合わせたもの。
松琢（しょうたく）
声 - 柳田淳一
玉鳳隊将校。関常の側近。宮康とは長年共に戦ってきた間柄で、「兄弟」と呼び合うほどの絆がある。
鄴編で、朱海平原戦の十三日目に王賁を死守し、自分に代わり捨て身の殿軍を買って出た宮康に王賁を託され、その最期を看取る。その後は「十槍」を討つことに執心する。
宮康（きゅうこう）
声 - かぬか光明
玉鳳隊将校。関常の側近。鄴編で、朱海平原戦の十三日目に尭雲に敗れた王賁を救うべく捨て身の殿を引き受け、「十槍」に討たれ戦死。

#### 楽華軍（楽華隊）
蒙恬（もうてん）
声 - 野島裕史
楽華隊百人将→三百人将→千人将→二千人将→四千人将→五千人将→将軍。蒙家嫡男で、蒙驁の孫で、蒙武の長男。飄々とした掴み所のない奔放な性格だが、昌平君の軍師養成学校を卒業しており、昌平君から才能の底が見えないと評価される程であり、常に大将軍級の軍才を見せる天才。年齢は75巻時点（紀元前230年）で31歳。
当初は千人将に値する実力を持つと評されていたが、蒙驁によって三百人将の地位にいた。山陽編では臨時千人将になり、戦後正式に千人将昇進。合従軍編では騰軍に所属し臨時五千将になり、蒙武と汗明の一騎打ちの時に背後を狙った楚将軍・媧偃から父を守った結果、楚大将軍・汗明に重傷を負わされるも一命を取り留める。戦後、二千人将に昇進。
毐国建国宣言後、秦に侵攻してきた楚軍を蒙武と共に迎撃。咸陽攻防戦後に四千人将に、鄴編では五千人将に昇進しており、三軍連合軍の一員として出陣。朱海平原戦では左翼の一角を担い、初日戦死した麻鉱に代わり、王翦からの指示により秦軍左翼大将として臨時の将軍に昇進。十五日目には王翦のもとへ駆けつけて馬南慈の右目を斬り、傅抵を防いで王翦を守った。凱旋後の論功行賞で、将軍へ昇進する。
始皇十四年の宜安戦では、飛信隊と共に趙北部軍全軍による包囲網を突破しようとするが、楽彰に斬られて負傷する。その後、包囲網を突破して森に潜伏していたところに氾善たちと遭遇したことで、状況の打破の為に宜安城を陥落させる。そして、森林地帯での戦いでは、李牧軍の本陣へ救援に向かおうとする舜水樹軍を足止めするが、後続の虎白公軍に突破されてしまう。その後は、楽華隊を率いて趙北部から離脱する。信に摩論らと秦に帰国する最中に、摩論から自身が知らなかった桓騎が蒙驁の下についた一連の詳しい経緯を聞いた。始皇十五年の番吾での敗戦後、愛閃と陸仙を将軍に昇進させた上で、楽華軍は五万の軍となり、始皇十六年に趙から韓への援軍を防ぐ為に、鄴と撩陽との間に位置する小都市の黄都の一帯に楽華軍を配置して、防衛線を展開する。始皇十七年には、韓救援のために新鄭へ向かおうとする舜水樹・馬南慈の軍と交戦する。
胡漸（こぜん）
声 - 林和良（第2シリーズ）/ 山本満太（第3シリーズ-）
楽華隊副長。蒙武に頼まれて幼少期から蒙恬の教育係を務め、蒙恬に過保護な面が多い。蒙恬から「じい」と呼ばれている。
鄴編で、朱海平原戦十四日目の夜に楽華隊本陣に忽然と現れた龐煖に襲われ重傷を負うが、蒙恬の元へ行かせまいと立ちはだかって、剣で刺して一矢報いた後、討死した。
愛閃（あいせん）
楽華隊副長の五千人将→将軍。元蒙武軍所属。楽華隊随一の猛将。鄴攻略戦後に、胡漸の後任で蒙武軍から配属。中性的な見た目だが、実際はかなりの武闘派な剛将。麾下兵団も武闘派揃いであり、今までの楽華隊に足りなかった圧倒的な武力を持っている。普段は冷静で口数少ないが、戦いになると口汚く荒ぶりながら敵を蹂躙する。始皇十五年の番吾での敗戦後、陸仙と共に将軍に昇進する。
陸仙（りくせん）
声 - 高橋英則（第2シリーズ）/ 大西弘祐（第3シリーズ-）
楽華隊副長の五千人将→将軍。若手の将校。蒙恬に過保護な胡漸に、苦言を呈すことが多い。胡漸から王賁に劣らぬほどの槍の腕を持つと評されているが、本人は否定している。
宜安戦で、青歌軍の五千将・フーオンに右手を裂かれてしまうが、それでも戦闘を続行した。始皇十五年の番吾での敗戦後、愛閃と共に将軍に昇進する。

#### その他の将軍（秦）
馬仁（ばじん）
声 - 黒澤剛史
壁傘下将軍。屯留の反乱では、副将として参戦。秦国統一編では、壁に代わり反乱鎮圧軍大将として参戦。
尚鹿（しょうかく）
声 - 高塚正也
演 - 渡辺邦斗
秦千人将→三千人将→将軍。壁とは幼馴染の武官で、飄々とした性格をしている。
蛇甘平原編では千人将、合従軍編では壁とともに三千人将に昇進し、秦国統一編では将軍に昇進する。壁の依頼で反乱鎮圧軍副将として、咸陽攻防戦に参戦。
黄竜（こうりゅう）
声 - 佐久間元輝
昌平君傘下家臣。秦国統一編では加冠の儀に参列し、終了直後に昌平君と共に呂不韋陣営から離反。その後、昌平君に同行して咸陽攻防戦に参戦。桓騎が扈輒軍の捕虜を虐殺した際、桓騎の元へ向かう政に従軍。
豹司牙（ひょうしが）
昌平君傘下将軍。昌平君麾下近衛兵団団長。秦国統一編では、咸陽攻防戦に参戦。始皇十二年に政が呂不韋が隠遁している河南城を訪問した際には、護衛として同行している。桓騎が扈輒軍の捕虜を虐殺した際、桓騎の元へ向かう政に従軍し、桓騎を政の命令で斬首に処そうとしたが、政から処罰は不問と下ったことで剣を収めた。
青忠（せいちゅう）
秦将軍で水軍指揮官。鄴編で水軍を率いて黄河を渡って王翦軍へ補給物資を運ぼうとしたが、待ち構えていた趙将軍・甲鬼央の水軍に壊滅される。
曹波広（そうはこう）
秦北東部軍将軍。始皇十四年の宜安攻めで、秦北東部軍総大将として二十一万を率いて太原から出陣するが、進軍中に狼孟軍の奇襲を受けてカン・サロに討たれる。
風范（ふうはん）
秦北東部軍将軍。始皇十四年の宜安攻めで北東部軍の先頭を進んでいたが、狼孟軍の奇襲を受けて曹波広が討ち死にし各隊が撤退をする中、風范は前進を選び五万の兵を率いて桓騎達と合流。宜司平野での戦いでは、飛信隊が抜けた右翼の穴埋めとして戦う。
黒修馬（こくしゅうば）
秦北東部軍将軍。始皇十五年の番吾攻めで、秦北東部軍総大将として二十万を率いて参戦し太原で飛信隊と合流。頭佐平原での戦いでは、楊端和の下で戦う。

### 後宮
趙姫/嫪毐/趙高
毐国参照。
向（こう）
声 - 中津真莉子（第2シリーズ） / 松田利冴（第3シリーズ-）
宮廷に仕える宮女。貧商の娘。
何度も夜伽で政の相手を務めているが、政が伽の時間に書を読むためであったり、話し相手になっているだけで、長い間手はつけられていなかった。宮女という立場としてだけではなく、本心から政を慕い、呂不韋と趙姫の密通を目撃した際に、宦官に刺されるも何とか逃げ出して政にことの次第を伝えた。
後に、政との娘である麗を出産。秦国統一編では、毐国軍に追い詰められるが、間一髪で信と飛信隊に救われた。反乱鎮圧後、嫪毐の処刑の際に政を責め立てる趙姫に対し、涙ながらに怒りを露わにして政に愛情を向けない趙姫を責めた。
陽（よう）
声 - 中塚智実（第2シリーズ） / 井上遥乃（第3シリーズ-）
宮廷に仕える宮女で、向の親友。向とは対照的に、高貴な生まれ。
重傷を負った向を助けるために、夜伽の順番を無視して政に助けを求めた。秦国統一編では、向と麗を逃がすために身を挺して毐国軍の前に立ちはだかったが、間一髪で信と飛信隊に救われた。
秦の韓侵攻終戦後、政との娘を出産する。
京令（きょうれい）
声 - 棟方真梨子
嬴政に直属で仕える女性医師。嬴政の指示によって、重傷を負った向を救った。
微久（びきゅう）
声 - 堀越富三郎
宮廷に仕える宦官。秦国統一編で、陽と向と麗を守るために逃げ道へ案内するが、敵の罠に感付いて引き返そうとした直後、現れた刺客の亜民に立ち向かい死亡。
亜民（あみん）
宮廷に仕える宦官。秦国統一編では、呂不韋側に付き陽達を殺害しようとするも微久に阻まれ失敗し、反乱鎮圧後に処刑された。

### 国民（秦）
里典（りてん）
声 - 赤城進
演 - 六平直政
城戸村の長。里典は役職名で本名不明。下僕時代の信と漂の主。家事や仕事ができない、反抗的な態度を取る信に暴言を吐いたり、ムチを打って暴力を振るうが、漂の死に悲しむ信を見て一緒に悲しんだり、漂の遺体から首を取ろうした追っ手を止める等、根っからの悪党ではない。
尾平の結婚披露宴で一家揃って信と再会するが、将軍となった信の方が立場が上になったため、かなり腰が低くなっている。
実写版では、原作程の暴挙ぶりは鳴りに潜めており、将軍を目指して修行に打ち込む信を見て口を開けて唖然する等、コミカルな面も見せた。
有（ゆう）
声 - 金田アキ / 西墻由香（VOMIC）
城戸村の里典の息子。父同様、何をやってもうまくできず、生意気な態度が目立つ信についてはあまりいい感情を持っていなかったが、素直な漂のことは気に入っていた。信に冷たく当たっていたが、漂の死に怒りを露わに暴れる信を停め、漂の遺言に守るように言ったことから本気で嫌っていなかった。信が黒卑村に向かった直後、現れた朱凶の徐完に脚を刺されて、信が向かった場所を尋問された。
尾平の結婚披露宴で久々に信と再会し、当初は悪態ついていたものの、実際は信の活躍を喜んでおり、徐完に刺された脚の後遺症の所為で戦場に出れず、信と一緒に戦えないことを悔やんでいた。
実写版では彼らしき人物はいるが、特に触れられていない。
東美（とうび）
声 - 槙乃萌美
演 - 桜井日奈子
尾平の婚約者。尾平との仲は、かなり良好。面倒見の良さから、飛信隊の隊員達から「尾平には勿体ない」と言われている。始皇十一年の鄴攻略戦後に信の屋敷が完成したことで、同郷の仲から友里と共に信の屋敷に招かれた。
後に故郷の城戸村で尾平と結婚して、結婚披露宴を三日間行った。
友里（ゆうり）
演 - 村川絵梨
尾到の婚約者。馬陽戦後に尾到戦死の報を聞き、泣き崩れた。始皇十一年の鄴攻略戦後に信の屋敷が完成したことで、同郷の仲から東美と共に信の屋敷に招かれて、昇進した信に対する口調を改めようとするが、信に笑ってそのままでいいと窘められる。
彩華（さいか）
王賁の許嫁。王賁が将軍に昇進後に結婚し、彼との子である王離を生む。
朱景（しゅけい）
王翦の妻で、王賁の母。故人。秦の大貴族「関家」出身の女性。王賁の妊娠後に不義の噂が流れたが、本人は完全黙秘したことで真偽不明のまま、王賁の出産直後に死亡。

## 趙

### 王族（趙）
悼襄王（とうじょうおう）
第九代趙王。自分本位で身勝手な人物。病弱で寿命が長くないことを自覚しており、国の行く末については全く関心がない。李牧を始め臣下からは失望されており、廉頗からは「先代以上のバカ王」と酷評されている。桃泉殿という浴場でよく大勢の童子達と湯治している。
鄴編では、秦軍侵攻の報告を聞いても邯鄲軍の出陣を認めないだけでなく、自分が生きている間王都が落とされなければ良いと断言している。鄴が陥落しても邯鄲軍を送らないどころか、李牧を朱海平原の敗北の責で強引に呼び戻して投獄したことで、鄴一帯が秦国に奪われる。その後は舜水樹ら李牧の腹心達と邯鄲で内戦状態となるが、湯治中に何者かに毒を盛られて死亡する。
孝成王（こうせいおう）
第八代趙王。故人。長平の戦いの敗戦の遠因を作った愚王。
嘉（か）
趙太子。父と違い聡明であり、李牧から真の光明と期待されている。
李牧の処刑を取り止めるように父に必死に訴えるが、反感を買い右耳を噛み千切られる。悼襄王の死後、次期趙王として実権を握り、捕らわれていた李牧ら賢人達を解放して趙国の立て直しを図るが、悼襄王の遺言で末子遷が次期国王に指名されたことで実権を奪われる。その後、逆臣として遷一派の刺客や追手に命を狙われるも、李牧達と共に小城の法紹まで落ち延びる。父以上の暗愚になるであろう遷が王位を継いだことで趙国の未来に絶望し、慟哭した。
遷→幽繆王（せん→ゆうぼくおう）
第十代趙王。悼襄王の末子であり、日頃から行いが悪く、堂々と奴隷を引き連れて彼らを傷つけて甚振る快楽に浸っている。悼襄王の遺言で、次期趙国王に指名される。その後、即位し「幽繆王」を名乗る。父王と同じく国のありようには関心がなく自分のことしか頭にないが、父王とは違い、李牧を特別嫌っているわけではなく、自分の享楽を守るための手段として李牧に趙全軍の指揮権を与えた。李牧が肥下で桓騎を討った時は、郭開の讒言を気にせず李牧を武安君を封じる。
江姫（こうき）
悼襄王の夫人。
趙季伯（ちょうきはく）
悼襄王の伯父で、鄴城主。民は国の礎であるという考えを持つ、民想いの人物。李牧からは賢人と評される。
鄴攻防戦で、鄴周辺の王翦軍に落とされた小城から避難して来た民を全て鄴の城内に収容したことで、逆に兵糧攻めにあってしまう。当初は秦軍よりも兵糧が備蓄されていたことに安堵していたが、朱海平原開戦の十三日目の夜に王翦兵による焼き討ちで兵糧の大半を失い窮地に立たされる。兵糧がつきると難民達が暴徒と化し、押さえ切れず十八日目に難民達によって城門が開門されてしまい、桓騎軍の侵入を許してしまう。最期は楼閣に登って、鄴を守れなかったことを悔いながら飛び降りて自害する。

### 廷臣（趙）
郭開（かくかい）
声 - ふくまつ進紗
趙大臣→宰相。李牧失脚後、趙国の政権を奪取した佞臣。裏で呂不韋と繋がっている。
鄴編では李牧を朱海平原敗戦の罪で地下牢に投獄し、公開処刑を言い渡す。また、李牧の助言を悉く握り潰した。悼襄王の急死で自身の立場が危うくなったが、遷が次期国王に指名されたことで再び実権を得る。遷の立場を盤石にすべく、すぐに太子嘉や李牧ら嘉一派の粛清に動き出す。一方で握り潰していた李牧の助言を使い、対秦防衛網を構築する。その後、宰相に就任するが、扈輒の戦死の報せを受けて愕然。その後、廉頗から帰国の打診を受けるも拒否し、やむを得ず李牧を頼る。李牧が肥下で桓騎を討つ大勝利をもたらした時は、些細な難癖で幽繆王に讒言するが聞く耳を持たれず、さらに李牧が番吾で王翦軍に大勝利したことで、益々自身の立場が危うくなったため、何とか手を打とうと躍起になる。
姚賈（ようか）
声 - 宮内敦士
趙家臣。郭開に取り入って、李牧失脚に貢献。実は昌文君によって派遣されているスパイであり、得た情報を昌文君へと流している。郭開が呂不韋と繋がっているという情報を昌文君へ送る為に使者を派遣するが、その使者が李斯の部下に捕まってしまい、以後は李斯の密偵として働くことになる。
始皇十四年の桓騎の戦死後、桓騎を討った功績で武安城を与えられた李牧が部下たちを引き連れて入場する姿を高い場所から見ながら、秦の次の攻撃目標が秦北部か韓かを知る為に、自ら李斯の下へ報告に向かう。しかし、李斯の屋敷で偶然韓非とすれ違ってしまい、その様子から韓非が韓の情報機関の上位の立場にいることに気付く。その直後、李斯にその疑惑を報告したことで韓非の屋敷が臨検されて、韓非の部下たちの諜報活動が明らかになる。そして、李斯と韓非が二人だけで話すという報告を聞き、自身が間者であることを隠す為に、李斯が秦王に報告に向かっている間に、韓非を獄に入れた上で毒薬を渡して、自害を勧める。韓非が服毒自殺した後、激怒した李斯から詰問されるが、中華統一の為には表の力である軍と、裏の力である諜報の両方が必要不可欠であると語って、李斯に自身が間者であることと、韓非の死に関する事実の隠蔽を頼む。そして、李斯が中華統一の為に姚賈に引き続き諜報活動を行わせる為に韓非の死の真相を隠蔽すると、李斯に韓非の一件に関して謝罪した後で、趙国に戻った。
春平君（しゅんぺいくん）
趙家臣。悼襄王の寵愛を受けている青年。呂不韋とは旧知で、書簡を貰い秦に出向いた所を拉致され、秦趙同盟が結ばれるきっかけとなった。
燕蒙（えんもう）
趙王宮近衛隊長。悼襄王死後は、王では無い郭開の命令を拒否していたが、次期国王に遷が指名されたことで止む無く従うことになる。
胡周（こしゅう）
趙家臣。良識派の老臣で秦軍侵攻を知り、悼襄王に邯鄲軍の出陣を上奏するも聞き入れられなかった。
韓倉（かんそう）
趙家臣。郭開の側近。

### 趙軍

#### 趙三大天（旧）
廉頗（れんぱ）
趙三大天。廉頗参照。
藺相如（りんしょうじょ）
趙三大天。廉頗と刎頸の交わりを交わした人物でもあり、兄弟に例えられる。故人。敵味方全てを掌で転がして勝つのが大将軍という考えを持ち、李牧から「智」と「勇」を兼ね備えた大戦略家と評され、持ち合わせていなかった「武」を担わせる「藺家十傑（りんけじっけつ）」と呼ばれる十将を配下にしていた。予知能力とも言える先見の明の持ち主で、生前一度だけ会った秦六将・王騎と中華について語った。
全盛期に突如病に倒れ、病死。今際の際に、尭雲と趙峩龍に二人の朱海平原での奮戦を匂わせる預言をし、二人にはまだ役目があると言い殉死をしないよう言い残した。生前に尭雲と趙峩龍の二人に中華についての行く末を語り、二人に対して二つの遺言を残していた。
趙奢（ちょうしゃ）
趙三大天。故人。

##### 藺相如軍
尭雲（ぎょううん）
藺家十傑。藺相如から教え込まれた知略を兼ね備えた本能型の猛将。配下に精鋭麾下軍「雷雲」を所有。さらにその中から、選りすぐりの十人からなる「十槍」がいる。
鄴編では、朱海平原で趙軍中央軍の一角を担っていたが、3日目に左翼へ援軍として向かい、飛信隊と交戦に入る。河了貂の裏を悉くかいて戦局を優勢に進め、飛信隊本陣への奇襲を仕掛けた時に信と一騎討ちを行うも、決着に至らなかった。13日目には王賁を狙いに行き「雷獄」で王賁を追い詰め瀕死の重傷を負わせるも取り逃がす。その際右腕を負傷したため翌日は十槍に軍を任せ療養のため待機に留まり、趙峩龍の最期を聞くと趙峩龍軍を吸収し復帰を決意。仇を討つべく、馬南慈の指示を無視して秦軍に突撃をかけたが、王賁に討たれて戦死する。死の間際に信と王賁に対して、自身が藺相如から託されていた遺言を伝えた。
趙峩龍（ちょうがりゅう）
藺家十傑。配下に精鋭麾下軍「土雀」を所有。尭雲に劣らぬ武勇を持ちながら知略で敵を討つことを好む智将。
鄴編では、朱海平原で趙軍左翼の実質的な将として策を巡らせる。終盤に捨て身の戦法に出てきた飛信隊を包囲し追い詰めるも返り討ちにされ、主力を失い森の中へ撤退。兵を集結させて立て直しを図るが、那貴に発見されたことで立て直しを終える前に襲撃を受けてしまう。兵からは撤退するよう言われるも藺相如の遺言を胸に信と一騎打ちを繰り広げ、激闘の末に尭雲に後を託して討ち取られ、戦死した。
徐肖（じょしょう）/徐林（じょりん）
藺相如軍将校。共に趙峩龍軍「土雀」隊長の兄弟。朱海平原決戦十四日目で、二人で信を狙うも、徐林は信に、徐肖は羌瘣に討たれる。

#### 趙三大天（新）
李牧（りぼく）
声 - 森川智之 / 浪川大輔（PSP)
演 - 小栗旬
趙三大天。どこか涼しげで、飄々とした立ち振る舞いで、穏やかな性格をしているが、中華でも随一の知略と自ら敵中に飛び込んで敵将を討てるほどの武勇を持つ知勇兼備の英傑。キングダム連載開始前に書かれた読み切り『李牧』の主人公。
紀元前255年、戦いで家族や仲間など多くのものを失った李牧は、敵に追われて深山をさまよう中で龐煖と出会う。求道者・龐煖は李牧を道の答えに「導く者」として命を救い、その後李牧は龐煖や求道者を知るべく放浪する。その後対匈奴の要衝・雁門に赴任した李牧は、匈奴が現れても決して戦わずに籠城する策をとる。これにより犠牲は減ったがカイネら兵は反発し、趙王により罷免される。後任者は匈奴と積極的に戦うも大敗し多くの犠牲を出し、それにより李牧は再び雁門に戻される。
紀元前244年、趙軍13万が結集し匈奴軍20万を破り、10万以上の兵を討ち取る。そして馬陽の戦いの最中に4万の軍を率いて参入し、六将・王騎を討ち取る。その功から趙の宰相となり、翌年燕の武遂と方城を落とす。また、呂不韋の策で秦を訪れ、秦趙同盟を締結する。その後龐煖を総大将に燕へ侵攻し、燕大将軍・劇辛を討ち取り圧勝した。
合従軍の発起人で、秦を滅亡寸前まで追い詰めるも、蕞攻防戦で山の民の出現によって敗走。帰国後、失脚し前線地の監督の見回りに左遷された。始皇八年には宰相に復帰したが、実権は失脚していた間に勢力を増した郭開に握られている。
秦の中華統一阻止のために西部防衛網を築くが、舜水樹の報告によって秦の本当の目標が鄴であると看破。鄴を包囲した秦軍に対し閼与の軍を率い、朱海平原で王翦軍と激突。初日に奇襲を仕掛けて秦将軍・麻鉱を討つ。十五日目には死闘の末に朱海平原から退却を決断し鄴の救援に向かうが、王翦軍の度重なる追撃と鄴を包囲した桓騎軍の前に鄴を解放出来ず、鄴の陥落を目の当たりにし後退。そのまま鄴を包囲し兵糧攻めしていたが、朱海平原の敗北の責で王印の騎士団に邯鄲へ連行されて、地下牢に投獄される。
その後、太子・嘉により解放されるが、末子・遷が次期国王に指名されたことで粛清対象となり、邯鄲脱出後に司馬尚のいる青歌に向かう。始皇十三年の扈輒の戦死により、郭開から召還を受ける。邯鄲の南に築いた長城が完成すると、北方の宜安へ向かった。始皇十四年の宜安攻防戦では、情報封鎖で秦軍に戦力を誤認させ、桓騎率いる秦軍を趙北部まで侵攻させて、宜司平原で秦軍の倍を上回る趙北部軍全軍で総攻撃を行って壊滅寸前に追いやるが、肥下で奇襲を受けて桓騎に右頭部を斬られる重傷を負うも、桓騎を討ち取ることに成功。回復後に、幽繆王から武安城を桓騎を討ち取った褒美として与えられ、武安君に封じられる。
始皇十五年の番吾攻防戦では、自身を囮にした策略で李信を戦局から外れるように仕向けつつ、司馬尚率いる青歌軍の戦力で、王翦軍本陣の陥落を狙い王翦軍を敗走させて勝利する。
司馬尚（しばしょう）
趙三大天。青歌城城主。得物は大矛。カン・サロ達よりも長身の巨漢で、それぞれの毛先がカール状の巻き髪になっている髪型をしている。
表向きは病弱だとされているが、実際は趙国中枢を嫌って命令を全て無視している。それ故に李牧の推挙による「三大天」の任命すら断り、青歌から動かずにいる。鄴編では、燕軍が青歌に侵攻したことで兵五千を率いて出陣し、オルド軍二万と互角の戦いをしている隙に、趙泊軍が燕国国境の二城を攻め落としたことで燕軍を撤退させ、オルドに「大虎」と評された。李牧が邯鄲を追われた後、李牧からの要請を受け入れて、李牧軍を青歌に受け入れる。
始皇十五年には新たな三大天に任命されており、番吾攻防戦では、青歌軍を率いて出陣し、趙中央軍に配置。李牧の策略で飛信隊と玉鳳隊が秦中央軍から引き離された後、自ら出撃して秦中央軍を蹂躙し、王翦軍本陣まで攻め入る。王翦の眼前まで迫ったところで駆け付けた亜光、倉央達が立ちはだかるも、カン・サロ達も到着してそのまま猛攻し続けて王翦を撤退に追い込み、亜光を討ち取って戦いに勝利する。
龐煖（ほうけん）
声 - 高塚正也
演 - 吉川晃司
趙三大天。自らを「武神」と称する、恐るべき武勇を持つ大男。人を超えた存在になることを目指しており、他の強者の存在を許さず、強者がいれば敵中であろうと単身で乗り込んで討ち取りに行く奇行を繰り返していた。そうした面から昌文君に一個人の武勇は認めざる得ないものの「将として人を率いる器ではない」と評されていた。
気功術で人々を治療していた夫婦の間に産まれた子だったが、赤ん坊の時に現在の龐煖のような姿の大男に両親が襲われて殺され、自身はその大男に攫われた過去を持つ。紀元前255年山中である戦に敗走して瀕死だった李牧と出会い、彼を「求道者」である自身に答えを示す「導く者」だと悟り、追手を全滅させて彼を助けた。
紀元前253年、馬陽を攻めていた秦軍本陣を襲撃し、秦六将・摎を一騎打ちの末に殺害する。その直後、激情に駆られた秦六将・王騎に顔を斬られ敗れる。この因縁から、王騎を討つために李牧の誘いに乗って趙軍総大将となって因縁の馬陽へ出陣する。
馬陽編では夜襲を仕掛け、飛信隊を半壊させ信と羌瘣を圧倒的な実力で追い詰めるも決着には至らなかった。決戦日での王騎との一騎討ちで、自身の矛を砕かれてしまうが、魏加の横槍で出来た一瞬の隙を突いて砕かれた矛で王騎を刺して致命傷を負わせた。しかし、致命傷を負ってもなお自身を圧倒する王騎の力を目の当たりにし、王騎を討っても納得がいかないまま、戦場を立ち去った。
その後、深山で修行を積んでも王騎を超えた感触を得られず迷っていた際に、李牧の誘いで趙燕戦争の総大将となり、燕軍大将軍・劇辛を一騎打ちで討ち取った。合従軍編では、函谷関を迂回して咸陽を目指す李牧軍に同行。追撃してきた秦国大将軍・麃公を一騎討ちの末に、片腕を折られるも討ち取った。蕞攻防戦終盤で、信との一騎討ちの末に重傷を負い、信との決着には至らず、信に名を覚えておくと告げて撤退した。
鄴編では、朱海平原戦九日目に信が岳嬰を討った時に王騎の気配を感じ取り、十四日目の夜に秦軍左翼の蒙恬陣営に突如姿を現し、胡漸隊を壊滅させた後、姿を消した。最終局面では信との再戦を熱望して飛信隊の前に現れ、その途上で戦いを挑んできた羌瘣や大勢の兵士たちを単騎で一掃する。その後、因縁の信との一騎討ちを繰り広げるが、壮絶な攻防の末に信に討ち取られ死亡する。

##### 李牧軍
慶舎
李牧傘下将軍。慶舎参照。
舜水樹（しゅんすいじゅ）
李牧傘下将軍。李牧軍副官。李牧軍随一の智将。感情が乏しく常に無表情だが、思考を巡らせると一転して雰囲気が変わる。匈奴に縁がある。
鄴編では、秦国軍の動向を探り、わずかな情報から敵の狙いが趙西部の防衛線ではなく別の可能性があるといち早く感付き、李牧に報告する。その後、李牧の命令で橑陽軍総大将となり、山の民を殲滅する為に橑陽城まで撤退する事で犬戎族を嗾けて楊端和と戦い、9日目に追い詰めるも楊端和が自身を囮としている間に別働隊の猿手族によって橑陽を失って撤退。その後、列尾に向かい、敵の退路を塞ぎにかかる。扈輒とともに列尾を死守し北部軍の増援を待つが、李牧の投獄と北部軍不動の知らせを受けて激昂。扈輒の提案を受けて、列尾から撤退する。その後は李牧を救出するために、カイネ達を率いて居所の捜索をしていた。しかし、事態の急変で李牧と太子嘉を守る為に馬南慈や傅抵と共に李牧軍を率いて王都の外で邯鄲軍と交戦し、脱出に成功した李牧と合流すると李牧と共に青歌へ向かう。
始皇十四年の宜安戦では、赤麗の井戸水に毒を仕込むことを李牧に進言し、採用されて留まっていた赤麗の長老達に実行させる。桓騎討死後、撤退する楽華軍を追撃していた。始皇十五年の番吾攻防戦では、趙軍右翼に馬南慈、馬風慈、骨珉伯ととも9万の兵で布陣し、楊端和軍と対峙する。舜水樹としては、橑陽での敗戦の雪辱を晴らすつもりでいた。
馬南慈（ばなんじ）
李牧傘下将軍。李牧軍副官。「雁門の鬼人」の異名を持つ、李牧軍随一の猛将。
鄴編では、朱海平原で趙軍右翼の一角を担い、中盤で堯雲とともに亜光を追い詰めるも、亜花錦の横槍で失敗。終盤で李牧の指示に従って戦略的後退を行い、後に飛信隊らを守っていた段茶軍を無視して、森を突破して王翦軍本陣の側面を突いて傅抵隊と挟撃して王翦を追い詰めるが、救援に駆け付けた王賁と蒙恬に阻まれ、蒙恬に右目を斬られる。跡継ぎ争いによる内乱時では、傅抵と共に邯鄲軍と交戦し李牧を逃がす。その後は李牧に従い、青歌へ向かう。
始皇十四年の宜安戦では、宜司平原戦に参戦。戦い前に李牧に伴侶を作ることを勧めていた。始皇十五年の番吾攻防戦では、趙軍右翼に舜水樹、馬風慈、骨珉伯ととも9万の兵で布陣し、楊端和軍と対峙し、ダントと斬り合っていた。
晋成常（しんせいじょう）
声 - 巻島康一
李牧傘下将軍。常に笑みを絶やさぬ老将。陽気ながら峻烈な言動が目立つ。
合従軍編で李牧軍副将を務める。蕞の戦いの敗北が決定的になると李牧や龐煖を諭して殿軍を引き受け、最期はバジオウに討たれて戦死した。
雷伯（らいはく）
李牧傘下将軍。共伯と共に麾下の兵士達らと同じく、李牧の戦術を徹底的に仕込まれている。
鄴編では、朱海平原決戦十五日目で王翦本軍と対峙するが、共伯軍と田里弥軍と倉央軍との交戦を見て戦術の絡繰りを見抜いた王翦によって戦術を破られ、苦戦を強いられる。退却後、邯鄲に連行される李牧に代わって鄴包囲の指揮を執る。しかし、鄴を完全に秦に奪われたため、扈輒に従って撤退。
共伯（こうはく）
李牧傘下将軍。雷伯と同じく、麾下の兵士らと共に李牧の戦術を徹底的に仕込まれている。
鄴編では、朱海平原決戦十五日目で田里弥・倉央軍と対峙。李牧の戦術を用いて、田里弥と倉央らを翻弄する。その後は本陣に迫ってきた糸凌と一騎打ちするが、討ち取られ死亡する。
カイネ
声 - 優希（第1-2シリーズ）/ 村井美里（第3シリーズ-）
演 - 佐久間由衣
李牧軍三千人将→五千人将。李牧側近の女性剣士。雁門出身で、両親を匈奴に殺害されたことから憎悪していた。当初は李牧の撤退戦術に反発し嫌っていたが、後に心服。
馬陽編では貂と最初正体を隠し友情を築き、合従軍編では李牧軍で参戦し貂と再会、彼女を切れず説得しようとして失敗。鄴編では、三千人将へ昇進し李牧と共に秦軍を迎撃。秦将軍・糸凌に立ち向かうも圧倒され、駆け付けた馬呈に促されて李牧の元へ向かうも鄴を完全に奪取された事で撤退。
戦後は、囚われた李牧の捜索に奔走するも待ち伏せを受けて重傷を負う。李牧が解放された後、李牧と共に刺客や追手から太子嘉を死守する。太子嘉を安全な城へ逃がした後、心身共に疲弊した様子を見せる李牧の背中に思わず抱きついて、何があろうと自分は李牧の傍にいると涙ながらに励まし、李牧の天幕から出た後で自身の行為を赤面しながら恥ずかしがっていた。その後は李牧に従い、青歌へ向かう。
始皇十四年には五千将に昇進しており、宜安戦に参戦する。肥下で桓騎達の奇襲を受け、黒桜の矢を受けて重傷を負い、死を覚悟で李牧を逃がそうとするが李牧は自身を見捨てずに戻って来てしまうも、味方の死力を尽くした奮戦で味方援軍が到着し、九死に一生を得る。戦後、無事に回復する。
始皇十五年の番吾攻防戦では、李牧直属の遊軍として参戦。囮となっている李牧を守りながらともに逃走して李信を中央の戦場から引き離した。
傅抵（ふてい）
声 - 花江夏樹
李牧軍三千人将→李牧傘下将軍。三大天の一角になる野望を抱いている双剣使い。カイネに好意を寄せているが、いつもあしらわれている。
合従軍編では、李牧別働軍で参戦。蕞の戦いでは田有と竜川を倒し、信を一時圧倒するが、すぐに圧倒された上、復活した竜川に城壁から落とされた。「山の民」が現れた際、側面を突いて楊端和を討とうとするが、ランカイに阻まれる。
鄴編でも、李牧と共に秦軍を迎撃。最終局面で田里弥軍と倉央軍を突破し、馬南慈軍と共に王翦軍本陣を挟撃する。王翦の目前まで迫るが、王賁と蒙恬に阻まれる。その後、事態の急変で李牧と太子嘉を逃がす為に舜水樹や馬南慈と共に李牧軍を率いて邯鄲軍と交戦し、脱出に成功した李牧と合流、共に青歌へ向かう。
始皇十四年には将軍に昇進しており、宜安戦に参戦する。肥下戦では、馬風慈とともに先行して肥下に向かっていたが、李牧が桓騎軍の奇襲を受けて窮地に立たされると、馬風慈とともに引き返して李牧の元に急行し、李牧を死守すべく奮闘。味方援軍到来で勝敗が決し、斬り合っていたリン玉に情けでひと思いで斬ることを勧めるが、リン玉は最期まで桓騎の横にいることを選んだため手を引いた。
始皇十五年の番吾攻防戦では、李牧直属の遊軍として参戦。少数の手勢を率いて亜光に斬り掛かったり、囮役となって逃走する李牧を守ったりしていた。
袁環（えんかん）
宜安城の将軍。
始皇十四年の宜安戦では、李牧の下で宜安城から出陣。宜司平原戦の前に李牧に宜安兵達に言葉をかけてほしいと進言する。しかし、宜司平原戦後に手薄になった宜安城が李信達に落とされたことに激怒し、領民の避難先の肥下城に桓騎達が向かったことを知ると、虐殺が行われる恐れから先陣切って急行するも、それが陽動だと気付く。
始皇十五年の番吾攻防戦では、趙軍左翼に7万の兵を率いて布陣し、飛信隊と対峙する。
骨珉伯（こつみんはく）
雁門軍の将軍。
始皇十四年の宜安戦に、馬風慈と共に参戦する。李牧が雁門を離れてから十一年もの間、李牧と共に再び戦えることを待ち望んでおり、李牧からの文を読んだ時には震えて泣いていた。桓騎討死後、撤退する楽華軍を舜水樹とともに追撃していた。
始皇十五年の番吾攻防戦では、趙軍右翼に舜水樹、馬南慈、馬風慈ととも9万の兵で布陣し、楊端和軍と対峙する。
馬風慈（ばふうじ）
李牧軍傘下の五千将で、馬南慈の息子。
始皇十四年の宜安戦に、骨珉伯と共に参戦する。肥下戦では、傅抵とともに先行して肥下に向かっていたが、李牧が桓騎軍の奇襲を受けて窮地に立たされると、傅抵とともに引き返して李牧の元に急行し、李牧を死守すべく奮闘し、味方援軍到来で守り切った。
始皇十五年の番吾攻防戦では、趙軍右翼に舜水樹、馬南慈、骨珉伯ととも9万の兵で布陣し、楊端和軍と対峙する。
魏加（ぎか）
李牧軍将校。「中華十弓」の一人。馬陽編で新時代の幕開けに自らの軌跡を残すことと龐煖を守るため、汚名を覚悟で王騎へ一矢報いた後、激昂した信に討たれ死亡した。

##### 司馬尚（青歌）軍
カン・サロ
青歌軍の将軍で、司馬尚側近衆の筆頭。その強さは、司馬尚を除けば青歌最強の武将と楽彰に評される。ジ・アガとは互いに一匹狼の傭兵だったころに知り合い、やがて義兄弟の誓いを果たすまでになる。
始皇十四年の初頭に、李牧の指示でジ・アガと共に狼孟城に派遣されて、狼孟城城主・公孫布と共に半年間練兵を行って狼孟軍を増強した。そして、秦北東部軍が太原から趙国に侵攻すると狼孟軍大将として崖上から奇襲し、秦北東部軍を率いる将軍・曹波広を一撃で討ち取って勝利した。始皇十五年の番吾攻防戦では、糸凌によって半身も同然のジ・アガを討ち取られてしまうが、討ち取った糸凌を勇者と認めてジ・アガが与えた傷で死なせるべきと判断して、そのままにして楽彰と共に司馬尚軍に合流し、王翦軍本陣を攻撃する。
楽彰（がくしょう）
青歌軍の将軍で、青歌の第二将。
扈輒の戦死後に李牧が復帰すると、上和龍と共に李牧に同行して邯鄲に赴く。始皇十四年の宜安戦では、青歌軍を率いて包囲網を突破しようとする飛信隊・楽華軍両軍を同じ錘型の陣で突撃して動きを止めて、蒙恬に重傷を負わせるが駆け付けた愛閃と飛信隊の加勢によって、李信の攻撃を受け止めた一瞬の隙を愛閃に突かれて、重傷を負う。肥下戦では、窮地の李牧の元へ向かおうとするが、足止めに現れた飛信隊と交戦する。
始皇十五年の番吾攻防戦では、李牧の策略で亜光を誘き出してフーオンと共に挟み撃ちにして追い詰める。青歌軍本隊の猛攻を受けている王翦軍本隊の方へ向かおうとする亜光を背後から斬って致命傷を負わせるも、反撃を受けて左目を斬られる。それでも、カン・サロと共に司馬尚軍に合流し、王翦軍本陣を攻撃する。
ジ・アガ
青歌軍の将軍。あまり賢くないが、楽彰から「青歌一の剛将」と評される程の豪傑。武器は、鎚を使用している。
始皇十四年の対秦北東部軍との戦いでは、狼孟軍副将として秦北東部軍中央に突撃し粉砕し、その後は後軍を食い荒らして、秦北東部軍のうち約十五万を太原に退却させた。始皇十五年の番吾攻防戦では、糸凌と死闘を繰り広げるが、首に刃が食い込む重傷を負ってしまうが、それでも鎚で糸凌の胸部に一撃をくらわせた上で左腕をへし折るが、糸凌に斬られて戦死する。
上和龍（じょうかりゅう）
青歌軍の将軍。楽彰がジ・アガのことを「青歌一の剛将」と評したことに対して、青歌一の剛将は自分であると対抗心をむき出しにした。
始皇十四年の宜安戦では、趙北部軍全軍による包囲網から脱出しようとする飛信隊・楽華軍両軍の突撃を楽彰と共に迎え撃ち、岳雷を討ち取るが蒼兄弟による矢を捌いた一瞬の隙を突かれて李信に斬り倒されて、重傷を負う。その後、桓騎によって包囲された李牧本陣の救援に駆けつけ、ゼノウと対峙する。すでに虫の息のゼノウに致命傷を与えるも、最期はゼノウに頭部を粉砕されて死亡した。
フーオン
青歌軍の五千将を務める青年で、曲刀を使用する。
始皇十四年の宜安戦では、包囲網を突破しようとする楽華軍の陸仙と交戦し、陸仙の右手を切り裂くが愛閃の到着と飛信隊の羌礼の加勢によって、羌礼に斬られて重傷を負う。肥下戦では、窮地の李牧の元へ向かおうとするが、足止めに現れた飛信隊と交戦する。
始皇十五年の番吾攻防戦では、李牧の策略で亜光を誘き出して楽彰と共に挟み撃ちにして重傷を負わせるが、亜光の反撃で負傷する。
雲玄（うんげん）、雲慶（うんけい）
青歌軍の上和龍の副官。
始皇十四年の宜安戦で、上和龍とともに李信に同時に討ち掛かって追い込むも、雲慶が蒼兄弟の矢を受けて戦死。その後、肥下戦で雲玄は桓騎の援軍として駆け付けた那貴一家の前に立ちはだかり、副官の呂敏に致命傷を負わすも、那貴に討たれる。
豪座公（ごうざこう）
青歌軍の上和龍軍副将。
始皇十四年の宜安戦で、上和龍軍後方に配置し、包囲網を破ろうとして限界を迎えていた李信達を待ち構えて討ち取ろうとするが、先に包囲網を突破していた羌瘣が後方から挟撃してきて討ち取られる。

#### その他の趙軍

##### 紀彗（離眼）軍
紀彗（きすい）
声 - 石井康嗣、置鮎龍太郎（青年時代）
離眼城城主→灰城城主。
黒羊編では、知勇兼備の名将として慶舎から副将に抜擢され、黒桜軍と対峙。二日目に押されている中央丘の味方の前に姿を現して鼓舞し、反撃して黒桜軍を後退させる。慶舎の死後金毛を説き伏せて継戦したことで実質的な総大将になる。ところが桓騎の非道な戦略で離眼が狙われ、離眼を見捨てられず黒羊から撤退。その後離眼も放棄し灰城へと流れた。
鄴編で李牧によって馬呈と共に召喚され、朱海平原では趙軍右翼の指揮を担う。初日に楽華隊と麻鉱軍によって窮地に陥るも、李牧が麻鉱を討ち取ったことで形勢が逆転し、一気に麻鉱軍を壊滅させようとするが失敗、その後は、左翼の将となった蒙恬の策によって膠着状態となる。終盤、右翼軍を率いて秦軍中央軍をかすめるように動いて馬呈を回収し、鄴へ向かうも最終的に敗北したため、撤退する。
紀昌（きしょう）
声 - 大塚芳忠
前・離眼城城主。故人。紀彗の父で、馬呈と劉冬の育ての親。戦上手で民思いの名君であったが、唐釣に隙を突かれ、離眼城を落とされ、勅命により城内の人質の助命と引き換えに唐釣の手によって火刑で処刑され、紀彗に後を託した。
馬呈（ばてい）
声 - 三宅健太
紀彗傘下将軍。紀彗の幼馴染で、紀彗軍随一の猛将。「離眼の悲劇」では、味方が「旦虎の戦い」で勝利した一方で、傷病兵として劉冬と共に離眼で療養していたところを唐鈞軍に襲撃され、応戦するも力およばず失陥し、紀昌の前で劉冬と共に深く悔いていた。
黒羊編では、飛信隊と対峙し一時的に撃退するが渕隊の奇襲によって一時後退。最終的に桓騎軍が離眼に向かったことで撤退。始皇十一年の鄴攻防戦では、朱海平原で趙軍右翼の一角を担う。終盤に紀彗からの指示で中央軍へ救援に駆けつけ、カイネの代わりに糸凌と対峙するも決着はつかず、駆け付けた右翼軍に回収されて鄴へ向かうも最終的に敗北したため、撤退する。
劉冬（りゅうとう）
声 - 川原慶久
紀彗傘下将軍。紀彗の幼馴染で紀彗軍随一の智将だが、羌瘣の不意打ちにも冷静に対処し互角に渡り合うほど武勇にも優れている。
黒羊戦では、飛信隊と対峙し一時的に勝利するが深夜に押し入ってきた羌瘣に奇襲を受ける。攻防の末に彼女に重傷を負わせて撃退するも自身も深手を負い、一時戦線を離れるが怪我をおして戦線に復帰し、羌瘣との再戦の末に戦死した。

##### 扈輒軍
扈輒（こちょう）
趙将軍→大将軍。かつて燕国との戦線で猛威を振るった「邯鄲の守護神」の異名を持つ名将。何事においても動じることがなく、夏満曰く「誰よりも"痛み"を抱えている」とのことで、顔に飾りの様な物を刺して痛みを感じて平衡を保っている。悼襄王には気に入られていたが、本人は嫌悪していた。
鄴編で、列尾に赴き王翦軍の補給に来た介億軍と対峙する。その後、騰軍と対峙した時は舜水樹とともに北部軍が到着するまで列尾を死守しようとしたが、増援が来ないことを知ると全ての軍を邯鄲へ撤退させて邯鄲周辺を強固にすることを提案し、列尾から撤退した。
その後は、大将軍兼趙軍総司令として、最前線で秦軍と対峙している。前進を強行する桓騎を討つべく出陣、後に連行された雷土達に凄惨な拷問を施す。岳白を討った飛信隊が迫ると虎白軍を迎撃させるが、その隙を桓騎軍に着かれ本陣を急襲され、桓騎軍に取り囲まれ討死する。首は晒され、総大将の討ち死と敵援軍の虚報で数万の扈輒兵は桓騎軍に降伏し、その後に捕虜全てを処刑された。
岳白（がくはく）
扈輒傘下将軍。扈輒側近「三公」の一人。常に微笑みを浮かべている巨漢。配下に近衛兵団「閃叫」を有する。騎馬兵を吹き飛ばす怪力と奇妙な体術の使い手。
扈輒軍の右翼軍を担当し、影丘で桓騎左翼軍を圧倒し、飛信隊と対峙する。右翼を攻略され、李信と一騎打ちを行うも敗死。
龍白（りゅうはく）
扈輒傘下将軍。扈輒側近「三公」の一人。扈輒軍の左翼軍を担当し、雷土率いる桓騎右翼軍と対峙。乱戦の中、息子の曹還が雷土軍に捕らわれ救出に向かうも、雷土に討たれて戦死。
虎白（こはく）
扈輒傘下将軍。扈輒側近「三公」の一人。若輩な風貌の男。扈輒軍の中央軍を担当し、黒桜・リン玉率いる桓騎中央軍と対峙。両軍を分断し、総崩れとなった黒桜軍の殲滅を図る。しかし、扈輒の討ち死の報せを受けると、すぐに本陣へ向かった。その後、撤退する。始皇十四年の閼与戦では秦軍に特攻して死のうとするも、舜水樹に諌められる。結局、竜布とともに特攻するも自身の部隊だけ生き残り、舜水樹と合流した後、宜安戦に参戦する。
肥下戦で、李牧に最後の特攻を仕掛けた桓騎の前に立ちはだかり、リン玉の片手を斬り落とすが、桓騎に頭を両断されて戦死。
夏満（かまん）
扈輒傘下将軍。各軍戦況を扈輒に報告、本陣の隙を突かれて桓騎軍の急襲を受け、戦死した。
竜布（りゅうふ）
扈輒傘下将軍。龍白の長兄。龍白軍所属で、桓騎右翼軍と対峙。父と曹還を助けるべく駆け付け雷土を捕らえ本陣へ連行し、「龍白公」の名を受け継ぐ。その後、扈輒の討死の報を受け、抵抗するも敗れ逃亡。その後、閼与戦に参戦して桓騎本陣に特攻するも、李信に討たれて死亡する。
曹還（そうかん）
扈輒傘下将軍。龍白の末子。龍白軍所属で、桓騎右翼軍と対峙。雷土軍の捕虜となり、惨殺された。
紀章（きしょう）
扈輒傘下将軍。岳白軍参謀。
影丘では出撃した岳白に代わって、本陣で指揮を執る。岳白が討ち死にした時はすぐに立て直そうとするが、急襲してきた亜花錦に討たれて戦死。

##### 慶舎軍
慶舎（けいしゃ）
声 - 平川大輔
趙将軍。元李牧軍所属。「沈黙の狩人」の異名を持つ。麃公と異なる本能型の武将で、蜘蛛の用に幾重にも策を巡らせ、相手を誘い込み討ち取る知略家であるばかりか、信と打ち合えるほど武力を持つ知勇兼備の名将。元々は戦争孤児であったが、その戦略の才能を李牧に見出された。その軍略の才は凄まじく、李牧との模擬戦では李牧に何度か勝ち、その戦い方故に李牧からは「自分でも実戦で慶舎を討ち取るのは至難の業」と言わしめる程。市松模様の頭飾りに見られるように、同じ市松模様の馬装で統一された直属の配下らの中でも、近衛兵は桓騎兵や飛麃を圧倒するほどの実力を持つ。
合従軍戦では、李牧に替わって趙軍の総指揮を執り、麃公軍と対峙。自身の策で同じ本能型である麃公を逆手にとって罠に嵌めて翻弄した。黒羊編では、総大将として桓騎軍と飛信隊と対峙。初日に奇襲を仕掛けて雷土とゼノウらを追い詰めるも、「火兎」によって逃げられる。三日目には好機にも関わらず何もせずに一日を終えた桓騎に対して苛立ちを覚え、四日目に自ら近衛兵を率いて飛信隊を殲滅に行くも、それを読んでいた桓騎の策により、追い詰められる。しかし、紀彗に助けられ、その後は撤退するが、少数の兵を率いて来た信との一騎討ちに敗れて戦死。
岳嬰（がくえい）
声 - 松本忍
慶舎傘下将軍。気性が荒い猛将。横柄で一匹狼な性格だが、慶舎には心酔していた。
黒羊編では、右翼として雷土軍と戦う。緒戦は奇襲で雷土達を翻弄するが、「火兎」で逃げに徹する敵を追い切れず逃げられる。離眼へ戻ろうとする紀彗達を殺してでも止めようとするが、金毛にその短絡的な考えを叱責される。なお、討たれた慶舎の遺体を見た時は、味方を死傷させるほど怒り狂った。
鄴編では李牧に従軍し、慶舎を討った飛信隊に並々ならぬ憎悪と復讐心を漲らせ、朱海平原で趙軍左翼の一角を担う。九日目に仇討ちのため、自ら信の首を取りに行くが、逆に討たれて死亡した。
金毛（きんもう）
声 - 拝真之介
慶舎傘下将軍。黒羊戦では、中央丘にて摩論軍と対峙し四日目には慶舎の危機を察知すると、救出に向かおうとするも摩論によって止められ、摩論軍との激闘中に慶舎を失う。それによって心が折れかかるが、紀彗の説得で奮い立ち、継戦を懇願する紀彗を総大将に立てる。しかし、その紀彗軍がやむなく離脱してしまい、そこに攻めて来た桓騎軍を防戦しきれず黒羊から撤退。
鄴編では李牧に従軍して朱海平原では趙軍中央軍の一角を担う。終盤に左翼を突破した飛信隊と交戦し善戦するも、援軍に来た亜光軍の前に敗れ李牧軍まで離脱した。その後、飛信隊の要の一人である河了貂を討つために奇襲を仕掛けるも蒼兄弟に阻止され、最期は蒼淡に射られて戦死する。
竹進（ちくしん）
慶舎軍将校。金毛軍所属。鄴編で朱海平原決戦十五日目に飛信隊と交戦し善戦するが、援軍に来た亜光軍の前に敗れる。自暴自棄になり突撃しようとする金毛を窘め離脱させた後、殿を務め奮戦の末に戦死。

##### 趙荘軍
趙荘（ちょうそう）
声 - 津田健次郎
演 - 山本耕史
趙将軍。軍師。馬陽編で龐煖に代わって全軍の指揮を執っている。蒙武軍を壊滅に追い込み、援軍として現れた王騎軍と激突。ここで騰隊に追い詰められ離脱を試みるが、逃げ切れずに騰に討死。間際に自らが大将代理を務めたことに満足し、王騎の死を見届けられなかったことだけが唯一の無念であると残していた。
公孫龍（こうそんりゅう）
声 - 斉藤次郎
趙将軍。「万能の公孫龍」の異名を持つ。隻眼で、左眼を縦断する傷痕が特徴。
馬陽編では、副将を務めた。鄴編では橑陽軍の指揮を任されるが、後に命令で舜水樹と指揮官を交代。九日目で、バジオウに右手を斬り落とされた。右手の損失で戦いから一線を引いたが、李牧が青歌へ向かった後、朝廷に留まって李牧と内通して現状を報告している。
李白（りはく）
声 - 桐本琢也
趙将軍。元扈輒軍所属。「守備の李白」の異名を持つ。嘗ては扈輒の下、対燕国前線で八千の寡兵だけで六倍以上の五万の燕軍を撃退した守戦の達人。
馬陽編では、蒙武軍と対峙。初戦は斜陣で蒙武軍を防いでいたが、次の日に蒙武に突破されて大きな損害を被る。合従軍編では、初日は慶舎の指示で敢えて何もせず、次の日からは堅実な守りで飛信隊を終始翻弄した。鄴を攻略された後、平陽に配置される。
万極（まんごく）
声 - 武藤正史（幼少期：佐藤和太）
演 - 山田裕貴
趙将軍。「特攻の万極」の異名を持つ。長く伸ばした白髪に黒い歯が特徴で吃音の気がある。得物は波打った刃を持つ曲刀。
長平の戦いで父・万顔と兄・万剛とともに従軍し、生き埋めにされたが自力で這い上がった数少ない生存者。この経緯から誰よりも秦国に憎悪しており、その復讐で秦国民の虐殺を繰り返していた。
馬陽編では副将を務め秦領の馬央周辺集落を蹂躙。龐煖夜襲時に同じく夜襲を仕掛け、干央を負傷させ、飛信隊を半壊させた。王騎討死の時は、それを知って激昂し暴走した録嗚未軍の猛攻を受けて大打撃を被る。合従軍編では、長平の戦いで犠牲になった兵士達の遺族や遺児達で構成された軍を指揮する。麃公軍の背後を襲って大打撃を負わせるが飛信隊によって押し止められ、長平の怨念とともに猛威を振るうが、信との一騎討ちの末敗れて致命傷を負った。その後、信からの誓いを聞き、最後は憑き物が落ちた表情で死亡。
渉孟（しょうもう）
声 - 水島裕
趙将軍。「破壊の渉孟」の異名を持つ。頭上で結った辮髪と太めの容姿が特徴。得物は月牙鏟。
鱗坊に危険と言わしめるほどの武力を持つが、それゆえに尊大で傲慢な性格。龐煖を嫌い、自身が軍功で三大天となることを目指している。秦六将のことは実力は認めているものの過去の遺物と見下している。馬陽編では初戦で凄まじい武勇を見せる。その後、秦六将・王騎と相見えた時に一騎討ちを挑むが、直前に格の違いを目の当たりにして討たれた。
馮忌（ふうき）
声 - 浜田賢二 / 我妻正崇（VOMIC++）
演 - 片岡愛之助
趙将軍。「頭脳の馮忌」の異名を持つ。中華に名が知られる智将。長距離戦に強いが、近づかれると弱くなることを自覚しているため、近づかれる前に早期に決着を付けることを好む。馬陽編では趙右軍を指揮し、初戦で秦左軍と当たり壊滅同然にまで追い込んだが、それも全て王騎の狙い通りであったことに気付き、離脱を試みるも干央に阻まれた隙を突かれて信に討たれた。

##### その他の趙将軍
楽乗（がくじょう）
趙大将軍。廉頗と二十年間共に戦い、趙軍第二位大将軍に位置した人物。王命に従い、やむなく廉頗軍と戦い数で圧倒したものの、単騎で切り抜けて来た廉頗に矛を突きつけられ降伏。廉頗からは「腹六分目」と評され、格の差を痛感した。後に、他国に亡命した。
趙括（ちょうかつ）
声 - 高橋英則
趙大将軍。趙奢の息子。故人。長平の戦いで、廉頗の後任として秦軍と戦うも王騎に討たれ死亡した。
昧広（まいこう）
声 - 中島卓也
趙将軍。李牧失脚後の混乱期において突如として秦への進軍を開始するが、出征してきた成蟜軍にあっさり撃退される。実は蒲鶮ら反乱軍と通じており、龍羽率いる反乱軍が壁率いる討伐軍と対峙していた際、討伐軍の側面を強襲しようとしたが、現れた飛信隊に阻まれ圧倒されるとすぐに撤退した。
趙泊（ちょうはく）
趙将軍。趙軍東部長官。燕軍侵攻で李牧の献策と司馬尚の指揮に従い、燕国国境の二城を攻め落とした。
甲鬼央（こうきおう）
趙将軍。水軍大将。
李牧の指示で、黄河を渡って兵糧を送ろうとする青忠の水軍を待ち伏せし、壊滅させる。

### 犬戎族
ロゾ
橑陽城城主兼犬戎族の王。自らの軍を徹底的な恐怖により支配しており、敵を味方もろとも討つ策を奇策でなく通常の策として用いる。将兵の家族はすべて人質とし、わずかでも失敗したり怖気づいた将兵は家族もろとも処刑する残虐な性格。悼襄王のことは侮蔑しているが、李牧のことは評価している。
鄴編では、無断で山民族軍を橑陽までおびき寄せた舜水樹を部下に斬殺させようとしたが、彼との取引に応じて山民族軍と戦う。楊端和を捕える寸前まで追い詰めるも、別動隊に橑陽城を落とされ、フィゴ王・ダントとの一騎討ちで、彼に気を取られた隙を突かれ壁に討たれた。
ゴバ
ロゾの血族で、ブネンとトアクの兄。山民族からは、三兄弟の中で一番のキレ者と評されている。橑陽戦九日目でバジオウと対峙し、己を囮に端和を誘い出すも彼女に全く歯が立たず首を刎ねられ戦死。
ブネン
ロゾの血族で、ゴバの弟でトアクの兄。配下に対し酷薄な傾向の強いロゾとその血族の中でもそれが顕著であり、「恐将」と畏怖されている。橑陽戦九日目で壁軍とメラ族と対峙し、味方のジリ達ごとカタリを討ち取った。後に端和を直接狙うも追いついたキタリと対峙、カタリの仇打ちに燃えるキタリの前に成すすべもなく敗死。
トアク
ロゾの血族で、ゴバとブネンの弟。橑陽戦九日目でフィゴ族と対峙し、ダントに一撃で屠られ死亡した。その首は彼等の手によって晒されることとなった。

### 国民（趙）
紫夏（しか）
声 - 大原さやか
演 - 杏
趙国の闇商で、紫家の頭目を務める女性。故人。
戦争孤児だったが、餓死寸前のところを敵兵から逃走中だった闇商・紫啓に拾われ、育てられた。優れた商才を持ち、家督を継いでから商売を倍の規模に成長させた。養父への恩返しという意識から、自分と似た境遇の政を秦国に帰還させる仕事を受け、道中で政の失われた五感を取り戻させた。帰還の途中、追手の趙兵との戦いで落命した。
江彰（こうしょう）/亜門（あもん）
声 - 草尾毅（江彰）/ 落合弘治（亜門）
演 - 浅利陽介（亜門）
闇商で紫夏の孤児時代からの幼馴染。故人。二人共紫夏に好意を抱いており、江彰は16歳の時に告白しているが断られている。帰還に同行し、趙兵との戦いで落命。
混（こん）
声 - 定岡小百合
黒羊丘の森内に住む村の、村長の老婆。劉冬奇襲後に負傷し、村へたどり着いた羌瘣を治療。しかし、黒羊戦の五日目に桓騎軍の襲撃によって村人ごと虐殺された。

## 魏

### 王族・廷臣（魏）
景湣王（けいびんおう）
第一五代魏王。廉頗から「見た目でしか人を量れぬ」と暴言を受けても激怒することなく、敗戦した廉頗の死罪を回避し追放に留めるなど温和な性格。また、呉鳳明の説得に応じて、先王によって投獄されていた魏火龍の三名を解放するなど、寛容さもある。始皇十二年には、秦に提案された同盟の是非を決める為に、呉鳳明を王都・大梁へ呼び戻した。
安釐王（あんきおう）
第一四代魏王。故人。魏火龍七師の暴走を許した愚王。内乱を起こして生き残った魏火龍三人を処刑せんとしたところを呉慶の諫言で思い留まり、表向きには病死扱いとし、三人を地下牢への幽閉に留めさせた。
月華広（げっかこう）
魏宰相。良識のある老人。始皇十二年に、秦から提案された三年同盟締結の条件の是非を聞く為に呉鳳明を王都に呼び戻すべきと景湣王に進言。呉鳳明が三年同盟を否として、秦国の使者の処刑を進言した際には苦言を呈した。
玻璃（はり）
魏軍師。始皇十二年に、秦から提案された三年同盟締結の条件の是非を聞く為に呉鳳明を王都に呼び戻すまでもないと景湣王に進言し、呉鳳明に三年同盟の条件の具体的な内容を語った。

### 魏軍

#### 魏火龍七師
呉慶（ごけい）
声 - 赤城進（少年時代 - 大原桃子）
演 - 小澤征悦
元は趙に滅ぼされた「甲」という国の王族であり、甲滅亡後、名を変え顔に墨を入れ、放浪中に魏の信陵君の元でその才を見出され、名を取り戻し魏の将軍となった。知略に長けながらも、前線に立つ優れた武力を併せ持ち、秦国六大将軍や趙国三大天と鎬を削った。魏火龍同士の内乱時では唯一どちらにも付かず、生き残りの処刑を阻止し、地下牢への幽閉に留めさせた。
蛇甘平原編で、麃公軍の魏の滎陽へ侵攻した際に先手打って逆に秦の丸城を攻めて陥落させ、秦将軍・黒剛を討ち撃退気運を高めた。戦車隊の力を発揮するために蛇甘平原に陣取り、三つの丘を全て占領し奥の丘に布陣。秦国大将軍・麃公が出撃すると、それに呼応するように地の利がある丘を降りて、自ら出撃。最期は麃公との一騎討ちを繰り広げた末に、討死した。
凱孟（がいもう）
声 - 大塚明夫
殺した武将は百を超えるといわれる剛将。同世代の王騎達と違って、頭が良いとは言えず、自軍が優勢な状況下で大将である自分の位置をわざわざ名乗り出るなど、兵法にそぐわない無茶振舞をすることが多い。戦争とは「強者が弱者を蹂躙する殺戮場」であり甘美な夢などないという持論を持つ現実主義者。かつて王騎や廉頗は自分を恐れて一騎打ちするのを避けたと豪語したが、信に志の低さから「相手にされなかっただけ」と指摘される。
十四年ぶりに地下牢から解放され、防衛に加わった著雍編では飛信隊と激突し、信と壮絶な一騎討ちにおよぶも決着がつかず、霊凰を信に討ち取られたことで立て直しが不可能だと判断した呉鳳明からの撤退命令で、著雍から撤退した。
始皇十七年、秦軍が新鄭への侵攻を始めたことで、韓の救援のために派遣され、洛紫の王賁率いる玉鳳軍と対峙する。
霊凰（れいおう）
声 - 田丸篤志
冷酷無慈悲な軍略家で呉鳳明の師。魏火龍が同士討ちの際には凱孟とともに紫伯に味方し、先王によって表向き病死扱いとされ、地下牢へ幽閉された。
十四年ぶりに地下牢から解放され、著雍戦に参戦。戦争とは領土の奪い合いではなく、武将の殺り合いだと考えている。魏軍本陣からの狼煙で陥落を悟り、少数で離脱してきた呉鳳明と合流した際には形勢逆転の策を示すが、直後に信の襲撃に遭うと呉鳳明に身代わりにされ、討たれて戦死する。
紫伯（しはく）
声 - 田村真
魏国史最強の槍術師と言われる程の達人で、加えて知略にも長けた知勇兼備の名将。紫伯とは、紫家における当主名であり、本名は紫詠。
元々、義父の紫太が囲っていた女性の連れ子であった。直接の血の繋がりが無いことから母親を流行病で亡くすと存在を疎まれて激戦地へ送られる日々を過ごし、これらの経験から槍術を実戦形式によって徹底的に鍛え上げられ、紫太に実子が生まれなかったことから紫伯の名を継ぐ。
それまでの経歴からか全ての物事に興味を持っておらず、妹の紫季歌のみを心の拠り所としていた。その絆は義兄妹としての関係を超え、妻として娶ることを紫太に願い出るほどであった。しかし、嫌っていた紫詠があらゆるものを持っていくことに我慢ならなかった紫太により、遠征中に紫季歌の婚儀を強引に執り行う。この相手が魏火龍・太呂慈であり、その価値観によって不貞を働いたと見なされた紫季歌は斬殺され、激怒した紫詠は紫太を殺害、そのまま太呂慈とその味方に付いた晶仙と馬統の三人を討ち取った。
著雍戦にて、十四年ぶりに解放される。その知略と武勇を持って玉鳳隊を苦戦させ、王賁に重傷を負わせた。しかし、三日目の再戦で、自身の弱点を見抜かれ、王賁に討たれて戦死する。
太呂慈（たいろじ）
声 - 魚建
女性に対して異常に独占欲が強く、二十名もの妻を不貞を働いたとして殺害した異常者。紫太の計略によって、妻となった紫季歌を殺害。火龍の晶仙・馬統を味方につけ紫伯達を迎え撃ったが、紫伯によって討たれた。
馬統（ばとう）/晶仙（しょうせん）
太呂慈に味方したが、紫伯に討たれた。

##### 呉慶軍
宮元（きゅうげん）
声 - 小室正幸
演 - 高橋努
呉慶傘下将軍。呉慶軍副将。戦略家ながらも武勇にも優れる。蛇甘平原戦では秦軍手前の丘に陣取り、地の利と戦車隊を駆使して秦軍に多大な被害を与える。頂上まで突破して来た千人将・縛虎申との一騎討ちで、彼を槍で貫いたところを捉えられて相討ちに倒れ死亡した。
白亀西（はくきさい）
声 - 青木強
呉慶軍副将→魏大将軍。特別何かに秀でている物は無い凡将だが、国民から親しまれている。
蛇甘平原編では、真ん中の丘に陣取っていた。呉慶の元へ駆け付ける途中、王騎に止められ退散。山陽編では、蒙驁率いる秦軍に対し、名目上の魏軍総大将となる。桓騎軍によって本陣陥落時に捕えられるが、総大将としての誇りから命乞いを拒否したため桓騎に惨殺された。
朱鬼（しゅき）
声 - 高橋英則
呉慶傘下将軍。麻鬼と共に「将狩り」の異名で知られていた。麃公を迎え撃とうとしたが、麻鬼が信に討たれて気がそれたことで突破して来た麃公の対応が遅れ、迎撃出来ず討たれた。
麻鬼（まき）
呉慶傘下将軍。朱鬼と共に「将狩り」の異名で知られていた。麃公を迎え撃とうとしたが、単騎で吶喊して来た信と一騎打ちをして圧倒するも、麃公が迫って来る焦りで攻撃が雑になった隙を突かれて、討たれた。
黄離弦（こうりげん）
演 - 田口隆祐
呉慶軍将校。宮元軍所属で「中華十弓」の一人。奇襲してきた縛虎申隊に矢を浴びせて縛虎申を射抜き、さらに接近してきた信の騎馬の頭も射抜くも、死力を尽くした信の騎馬に突破され信に討たれる。

##### 凱孟軍
荀早（じゅんそう）
声 - 新垣樽助
凱孟軍将軍。常に投げやりな口調で話すが、戦術や兵法に精通しており、凱孟軍の頭脳そのものである。凱孟からの信頼は厚く、羌瘣によって人質に囚われても、その人命を尊ばれて、人質交換で河了貂と引き換えに、凱孟の下へ戻った。

#### 魏火龍（新）
呉鳳明（ごほうめい）
声 - 浪川大輔
新・魏火龍。魏軍第一将。呉慶の息子で父譲りの知略と戦略眼を誇り、独自の攻城兵器の開発なども手掛けている。
合従軍では魏軍総大将を務め、函谷関攻めの主攻を担い、「巨大井闌車」や「床弩」を投入するなど函谷関の守備隊を大いに苦しめた。だが、巨大井闌車を桓騎に焼かれ、その後も徹底抗戦を受け、以降は李牧と合わせて彼も意識するようになる。
著雍編では、駆け付けた要衝の防衛を自ら指揮するだけでなく、三人の魏火龍を地下牢から解放して呼び寄せた。秦からの猛攻の三日目に、敵の目論見に気付くも時すでに遅く、側近を影武者に仕立て間一髪で本陣から離脱。その後に合流した霊凰から騰本隊への突入で討ち取り戦況の逆転を試みんとする戦略を明かされるが、直後に信に襲撃されて咄嗟に霊凰を身代わりにして脱出。戦況の立て直しを断念して、著雍から魏軍を撤退させた。
鄴編では、騰が北上して列尾に向かった隙に侵攻し、山陽近くまで攻めた。始皇十二年時点で魏火龍に任命されており、景湣王に秦との同盟締結の是非を聞かれた際には否と答えるが、楚の什虎を譲るという条件を聞き同盟を承諾し什虎に駆け付ける。魏軍本陣で指揮を執るが、什虎軍の予想外の強さに作戦を変更し本陣陥落に貢献。また、別動隊の袁比軍に什虎城を攻めさせて、什虎城を制圧する。

##### 呉鳳明軍
乱美迫（らんびはく）
声 - 木内太郎
呉鳳明傘下将軍。元霊凰軍所属。「狂戦士」の異名を持つ鉄仮面をつけた巨漢。得物は大矛。
著雍編では騰軍を圧倒するも、本陣陥落と霊凰討死にによる敗北によって撤退。始皇十一年の鄴攻略戦の頃には、周鉱と同じく鳳明に付き従っていた。始皇十二年には、什虎攻めにも従軍。録嗚未と共に千斗雲軍を挟撃するが録嗚未諸共、千斗雲を斬ろうとするなど見境が無い。その後、呉鳳明の命令で一時離脱し、蒙武・騰軍を援護するために満羽・項翼軍の側面を攻めて勝利に貢献する。
荀詠（じゅんえい）
呉鳳明傘下将軍。什虎の戦いで秦軍本陣に使者として現れ、蒙毅達に同盟の承諾を伝えた。楚軍と対峙する際、左翼軍に配置され玄右・白麗軍と対峙する。玄右・白麗軍を相手に互角の戦いを繰り広げていたが、馬介が戦死し龍范が魏軍本陣への救援のために前線を離脱したため、実質的な総大将として引き続き交戦する。
龍范（りゅうはん）
呉鳳明傘下将軍。配下に精鋭麾下軍「光華狼」を所有。什虎攻めに従軍。右翼軍に配置し、玄右・白麗軍と対峙する。本陣に迫ろうとする千斗雲軍を迎撃するため側面から奇襲する。戦後、什虎城で改めて秦軍と対面した時は、彼らを挑発する態度を取る。
馬介（ばかい）
呉鳳明傘下将軍。什虎攻めに従軍。最左翼軍に配置し、玄右・白麗軍と対峙し進軍するが、突撃して来た玄右に返り討ちにされ戦死。
魚燕（ぎょえん）
呉鳳明傘下将軍。乱美迫軍副官。目と口元以外を覆った鉄仮面が特徴で、乱美迫に代わって軍の全指揮権を有する。
周鉱（しゅうこう）
呉鳳明軍将校。元霊凰軍所属。呉鳳明が霊凰を身代わりにしたことを責めたが一蹴され、渋々ながら納得。始皇十一年の鄴攻防戦の頃には、乱美迫と同じく鳳明に付き従っていた。

#### 間永軍
間永（かんえい）
魏将軍。輪虎残党軍をまとめ山陽奪還を目指して里井に侵攻するも、河了貂の指揮する飛信隊によって敗れて生け捕られた。
氷鬼（ひょうき）
間永傘下軍師。魏軍師八指の一人。巧みな戦術で飛信隊を翻弄していた。だが、新たに飛信隊に加わった河了貂によって戦況が徐々に変わり、負けずに応戦していたが信を囮にした罠に嵌って楚水の奇襲を受けて間永共々生け捕られた。その後、自分を負かした河了貂が女と知って憤慨していたが、信に一喝されて間永とともに連行される。
道清（どうせい）
間永軍千人将。里井で、飛信隊と交戦を繰り広げていた。飛信隊を殲滅せんと息巻くも、河了貂の策略に圧倒され田有に討たれた。

#### その他の将兵（魏）
風伯（ふうはく）
声 - 高橋英則
魏将軍。守城戦に長けていて、蒙驁軍の侵攻に際しては高狼城東壁を守備し、大量の弓兵を用いる作戦で秦東軍に打撃を与える。だが、玉鳳隊の井蘭車の出現で対応が遅れ、玉鳳隊に城門が開門されて陥落する。
魏良（ぎりょう）
声 - 田尻浩章
魏将軍。山陽編では輪虎の副官を務める。魏兵を軽視しがちだった輪虎に異議を唱え、魏兵の士気を大いに高めた。最終局面において信と輪虎の一騎討ちが縺れ込むと、痺れを切らして乱入を試みるも楚水に討たれた。
蝸牛（がぎゅう）
魏将軍。勝利のために手段を選ばないことで有名な将。景城代官の氷雷に美人で評判だった翡翠との結婚を条件に軍の撤退を持ち掛け、成立させる。しかし守る気などなく、翡翠を確保した上で秦軍を騙し討ちで殲滅しようとするも、事前に看破していた飛信隊に本陣を攻撃され、信に討たれた。
馬朱離（ばしゅり）
魏軍将校。「中華十弓」第一位。「神弓」の異名を持つ名手。射殺した敵将校は百を超えるとされる。現在は引退。

### 国民（魏）
紫太（したい）
声 - ボルケーノ太田
紫家当主。紫詠と紫季歌の義父。故人。金しか取り柄のない好色な凡人。紫詠を嫌い彼を死地に送り続けた。晩年は病に倒れるも義子の紫詠が後継者になることが許せず、紫詠が遠征中に紫季歌を太呂慈に嫁がせ、死亡の遠因を作ったため、激昂した紫詠に惨殺された。
紫季歌（しきか）
声 - 茅野愛衣
紫伯の義妹で恋人。故人。幼少期は義兄の紫詠同様、義父の紫太からは愛されず屋敷では虐められていたが、後に大梁一の美女と評判を得た。義父に、無理やり魏火龍七師・太呂慈と結婚させられ、彼を拒絶したことから殺害された。

## 楚

### 王族・廷臣（楚）
考烈王（こうれつおう）
声 - 高塚正也
第四十三代楚王。気位が高く、激しやすい性格。とにかく面子を気にしている。合従軍編では、開戦の号令を楚軍が掛けることを要望したり、臨武君、汗明が戦死して楚軍が足を引っ張っている状況に怒りをあらわにしていた。始皇九年に崩御した。跡継ぎに恵まれず、崩御前に精神に異常のある王弟より、李園の妹が産んだ春申君の子を自身の子として次の楚王に即位させるよう、春申君と李園の三人で企てた。
春申君（しゅんしんくん）
声 - 内田夕夜
楚宰相。戦国四君の一人。李牧と並ぶ鋭い観察眼を持つ一方、歯に衣着せない荒っぽい言動で部下や他国の将軍などに容赦なく暴言を吐くなど気性は激しい。
合従編では、李牧から合従軍総大将に推挙された。敗戦後、責任を負って朝廷から遠ざけられ、辺境都市「来虎」に左遷された。考烈王と李園と共に自分と李園の妹との子を王の子として王位継承を図っていたが、始皇九年の考烈王の死後に変心。王弟に王位を継がせようと李園に刺客を送ったが、逆に暗殺された。
李園（りえん）
声 - 咲野俊介
春申君食客→楚宰相。考烈王と春申君の王位継承の企てに自身の妹を通じて関わっており、考烈王の死後に考えを翻した春申君を暗殺後に、楚を立て直すために廉頗を通じて媧燐と対談し、媧燐に共に宰相になるように嘆願。媧燐と共に宰相となる。
媧燐（かりん）
楚宰相の一人。媧燐参照。

### 楚軍

#### 大将軍（楚）
項燕（こうえん）
楚大将軍。「楚の虎」の異名を持つ。作中では名前が出たのみで、現時点で未登場。楚漢戦争の覇王項羽の祖父。
汗明（かんめい）
声 - 田中美央
楚大将軍。大柄な体躯と圧倒的な戦いぶりの両面から「楚の巨人」の異名で呼ばれる。直属配下に蒙武並みの巨漢ばかりの精鋭部隊「巨暴大騎兵団」を所有。
初陣から全戦全勝の経歴があり、自らを天の気まぐれによって生み落された超越者と呼び、強者と自負する敵対者を「勘違い」と戒めるべく正面から叩き潰すことを責務としている。かつては人知れず楚に侵攻した秦六将・王齕をも撃退したと語る。秦・燕以外の各国前線地帯では、彼の名は恐怖と共に浸透していた。自らが戦う時は配下が太鼓を鳴り響かせて鼓舞させている。
合従軍編では楚軍総大将を務めると、函谷関戦では蒙武・騰軍を迎撃。秦将軍・蒙武との一騎討ちでは互いの片腕を砕くほどの激戦を繰り広げるが、誤って一騎討ちに割って入ってきた蒙恬に激怒して斬り伏せると、それに激高した蒙武の一撃を受けて致命傷を負い、最後は頭部を粉砕されて討たれた。
媧燐（かりん）
声 - 田中敦子
楚将軍→大将軍兼宰相。汗明と同等の長身を持つ巨躯で美人な女性だが、自身の長身にコンプレックスを抱いている。ドSな性格で、普段はバミュウを甚振って遊んでいる。
合従軍編では、楚国第二軍を担当。春申君に「性格に難あれど優秀」と評価され、二日目から自軍を率いて騰と蒙武らと対峙し、様々な策で翻弄し、函谷関を落とす寸前迄追い詰めた。臨武君や汗明と違い、汗明と蒙武との1対1の一騎討ちの最中に弟の媧偃に一騎討ちに乱入して蒙武を殺すよう指示を出すなど、戦いに手段を選ばない狡猾さを併せ持っており、誇りを重んじる楚将の中では異色の存在。戦後は、楚国第二位の大将軍に昇格。
春申君暗殺後、廉頗からの紹介で春申君を暗殺した李園と面会し、李園からの頼みを受け李園と共に宰相となる。蒙武が什虎城へ侵攻した際、秦の意図が読めず面倒だからと満羽に援軍を派遣して早期終戦を目論む。什虎陥落後、郢へ撤退して来る満羽達を見極めるために対面しに行く。

##### 汗明軍
貝満（べいまん）
声 - 三上哲
汗明傘下将軍。若輩な風貌ながら汗明軍の軍師を務め、三叉槍を手に先陣を切る武勇も兼ね備える。左端の軍の指揮を執る。汗明戦死後、速やかに軍を撤退させた。
剛摩諸（ごうましょ）
声 - 岩崎征実
汗明傘下将軍。汗明軍の軍師を務める。右端の軍の指揮を執る。汗明戦死後、速やかに軍を撤退させた。
仁凹（じんおう）
声 - 中博史
汗明傘下将軍。本陣で指揮を執る老軍師。汗明を眼前で失い、自らがいた本陣も壊滅の憂き目に遭った。

##### 媧燐軍
媧偃（かえん）
媧燐傘下将軍。媧燐の実弟。合従軍編では汗明と蒙武の一騎討ちの際、姉の命で蒙武の背を貫こうとしたが、蒙恬に妨害されて失敗した。
バミュウ
声 - 岩田光央
媧燐傘下将軍。媧燐軍副官。ちゃらちゃらした風貌ながら、常識人。たびたび媧燐によって理不尽な制裁を受けるものの、本人も満更ではない様子である。
項翼（こうよく）
声 - 鈴木達央
媧燐軍千人将→将軍。「楚の雷轟」の異名で呼ばれる若き将。元臨武君軍所属。得物は中国五大宝剣の一振りに数えられる「莫耶刀」。白麗曰く、猪突猛進ゆえに千人将に留め置かれている模様。
合従軍前は楚と秦との国境線で守備し、同じく守備していた秦軍の飛信隊に度々挑発していた。合従軍編で臨武君の死後、白麗と共に媧燐軍に転属。その最中、媧燐から五千人将に任命され、臨武君の仇である騰に真っ向勝負を仕掛けるも、引き分けに終わる。
毐国建国宣言後、白麗と共に秦へ侵攻。しかし、反乱失敗後に媧燐の命令で撤退。春申君暗殺後、白麗と共に媧燐から暗殺の内情を聞かされた後で廉頗との会談に同席を命じられる。始皇十二年には将軍に昇格しており、媧燐の命令で一万五千の兵を率いて什虎に現れる。魏軍襲来による立て直し後、騰軍と対峙し、臨武君の仇討ちを目論むが、蒙武・騰軍の助攻を担った乱美迫に阻まれる。
始皇十四年の桓騎の戦死後、媧燐の命令で秦国南部第四の都市・京布を三万の軍で陥落させた。
白麗（はくれい）
声 - 上村祐翔
媧燐軍千人将→将軍。「中華十弓」第三位。元臨武君軍所属。白翠という姉がおり、臨武君に嫁いでいる。項翼の相棒で、先走りやすい項翼の抑え役。
合従軍編では、初日に臨武君に襲い掛かろうとした騰軍の鱗坊を射殺。騰に押されている臨武君を救おうと騰を狙うも、蒙恬に不意を突かれて負傷する。
毐国建国宣言後、項翼と共に秦へ侵攻し、その後に撤退。春申君の暗殺後には、媧燐と廉頗との会談に同席した。始皇十二年には将軍に昇格しており、項翼と同じく一万五千の兵を率いて什虎に現れる。魏軍襲来による立て直し後、龍范軍と対峙する。味方本陣に突入する騰を狙うが、間一髪で躱される。

#### 廉頗軍
廉頗（れんぱ）
声 - 楠見尚己
旧・趙三大天→魏大将軍→楚将軍。顔中傷だらけの初老の大男。李牧からも「正面から当たれば勝てる人間は一人もいない」と評される。趙の英雄とされる百戦錬磨の名将。
長平の戦いの最中に王命により趙括へ総大将の任を委譲させられた苦い過去を持つ。また、魏の繁陽を攻めていた最中に悼襄王が趙王に即位すると、素行の悪さを度々諌めたことで恨まれていたため、更迭処分される。これを拒否したことで逆賊扱いされるも、楽乗率いる追討軍を返り討ちにし、そのまま魏へ亡命。三年間沈黙を保っていたが、秦の侵攻に対して魏軍を率いることを決意。
山陽編では、自身の立場を考慮して白亀西に総大将を任せているが、実質的に全体の指揮を執っている。途中、本陣を離れて別動隊として動き、王翦の罠に嵌った姜燕を救出。その後、蒙驁軍の本陣がある丘の背後から現れ、対廉頗用の防御網を次々と突破し頂上に辿り着く。蒙驁との一騎打ちでは、蒙驁の臂力に一時圧倒されるも、蒙驁の左腕を斬り落として窮地に追い込んだ。しかし、先に白亀西を討たれた上にその後の戦況の不利を察し、山陽の割譲で和睦に妥協。ただし、魏からは山陽喪失の責任を取らされ、終戦後には部下と共に魏国を追放されると、楚へ亡命。
楚では、考烈王には気に入られ合従軍の楚軍総大将も考えられていたが、信用の関係で固辞していた。春申君暗殺後は、李園を媧燐に面会させた。趙国の扈輒戦死後は、趙国への帰還の許可を望むが、郭開に拒否された。
介子坊（かいしぼう）
声 - 檜山修之
廉頗四天王筆頭。辮髪と大柄な体躯が特徴。得物は長柄斧矛。
変則的な戦い方を苦手とするも、正面からのぶつかり合いでは廉頗に匹敵するほどの力を持つ。配下に巨漢ばかりの精鋭部隊を所有している。
山陽戦序盤は左軍の指揮を執り、桓騎のゲリラ戦法と非道な精神攻撃に翻弄されるも、玄峰によって発見した桓騎軍本陣を襲撃して半壊させた。また、最終局面でも、断崖を騎馬で駆け上って廉頗に加勢し、蒙驁本陣で猛威を振るった。戦後は、廉頗に従い楚に亡命。
姜燕（きょうえん）
声 - 川田紳司
廉頗四天王の一人。「中華十弓」の一人。かつて小国の雄として廉頗と五分に渡り合った。国亡き後廉頗に仕えた。攻め重視の戦い方を得意とする武将で、矢は常人の何倍もの飛距離を誇る。自ら鏑矢を飛ばすことで離れた部隊へ指示を出し、自在に操る。その攻めはかつて廉頗との戦で幾度と無く廉頗を苦しめた。
山陽戦では右軍の指揮を執り、王翦軍と渡り合った。壁の誘い込みの罠を見抜いて逆に罠に嵌めるが、さらにそれを読んでいた王翦の罠に嵌って囲まれる。王翦に降伏と勧誘を勧められるが、これを拒否。王翦の罠を読んで駆け付けた廉頗と合流し、秘かに築いていた天然の要塞に立て籠もる王翦軍を包囲し、その後は対峙したまま戦いを終える。戦後は、廉頗に従い楚に亡命。
輪虎（りんこ）
声 - 櫻井孝宏
廉頗四天王の一人。配下に玉鳳隊をも圧倒する精鋭部隊（通称「輪虎兵」）を持つ。四天王の中で最も危険な存在と言われ、暗殺任務から大軍を率いての突撃まであらゆる役割を果たす廉頗の懐刀。廉頗が関わる大戦では、必ず大局を決定づける働きをする。特に圧倒的な突破力を持ち、かつて王騎の本陣を突破し、王騎に一太刀を浴びせた逸話を持つ。
戦争孤児であり、廉頗に拾われて最初は下人として働かされるが、武術の型を一度見ただけで会得し、自分に絡んできた武術をかじった不良たちを悉く返り討ちにするなど、武の才能を開花させた。そのため、廉頗や戦術を教えてくれた玄峰には並々ならぬ恩義を感じている。得物の曲刀は廉頗から与えられたもの故に新調を促す廉頗の助言を断り、宝のように大切に使っていた。
山陽編では、会戦前に郭備ら千人将八人と秦将軍・羅元を暗殺して蒙驁軍を混乱に陥れる。その際、信と接触し、標的ではなかったため敢えて見逃した。戦いでは中央軍の指揮を執り、初戦で臨時の千人将を狙い、王賁を負傷させた。その後、蒙恬の策略で信と王賁に接近を許すが、二人を同時に相手しても圧倒する実力を見せた。だが、戦いの中で成長した信によって左手の指を斬られ負傷する。最終戦では切り札の戦法「輪動」を駆使し秦将軍・栄備を討ち、信との一騎討ちを繰り広げるが、楚水を斬った隙を突かれ致命傷を負い、戦乱が次の世代へと移りゆくことを感じながら信に討たれ死亡した。戦後、愛剣は廉頗によって信に譲られた。
玄峰（げんぽう）
声 - 後藤哲夫
廉頗四天王の一人。かつて廉頗の師でもあった、大軍略家。傲岸な性格で、口癖は「阿呆」。策を巡らせて、一方的に相手を殺戮する戦いを身上とする。また、武将特有の意地を持っていないため、ある程度戦果を挙げた上で少数でも敵が迫ればあっさり撤退する柔軟さを持つ。
山陽編においては、緒戦は中央軍の第二陣を指揮し、奇策を用いて秦軍に大打撃を与えた。その後、左軍の攻防において、ゲリラ戦法に苦戦する介子坊に代わって指揮を執って桓騎軍本陣の所在を見破ったが、伝令に変装した桓騎達の接近を許し、桓騎に首を刎ねられ戦死。

#### 臨武君軍
臨武君（りんぶくん）
声 - 安元洋貴
楚将軍。「楚の剛将」の異名で呼ばれる猛将。得物は大錘。常人よりも一回り大きな巨漢で、同時に怪力と卓越した武勇を有する。楚南部の異民族・百越を相手に長年戦い、百を超えるほどの勇猛な将を討ち取ってきた戦歴を持つ。白麗の姉、白翠を妻に持つ。
合従軍前は春申君の命令で一時的に項翼と白麗とともに楚と秦との国境線で守備していた。合従軍編では、氾斗平原において騰軍と相対した際、軍長の一人だった同金を瞬殺し、函谷関戦では録嗚未をも圧倒する力を見せる。しかし、騰との一騎討ちで逆に力の差を見せつけられ敗死。遺体は当日夜に火葬される。
項翼/白麗
臨武君軍千人将。媧燐軍参照。

#### 什虎軍
満羽（まんう）
什虎城城主。蒙武並みの巨躯と汗明と同等の武勇を持つ猛将。配下に近衛兵団「迅戈」、精鋭部隊「迅樹」を所有。外套だけ羽織って全裸でいるなどの奇行を起こすが、媧燐から「戦馬鹿」と称されるほどの戦争狂で、敵を木っ端微塵にするほどの熾烈な情け容赦無い戦いをする。
元は楚に吸収された小国「汨」国の大将軍で、忠義に溢れる性格で、大国・楚との戦いで疲弊する汨国の精神的支柱だった。だが、降伏を考える王の袁公・大臣達と徹底抗戦を主張する満羽ら軍部の間に亀裂が生じ始め、遠方にいる最中に王達が勝手に降伏。帰る場所を無くした満羽達はそれでも楚軍と戦い続けたが、倒した敵軍の中にかつての汨国民達がいたことで、汨国民が自分達の敵となったことを知って精神が壊れてしまう。その後最終的に観念した楚から生存を認められた経歴を持つ。そのため、楚への忠誠心は皆無で首都・郢から離れた大重要拠点「什虎」を同じ境遇の千斗雲らとともに根城としている。
蒙武率いる秦軍が什虎に侵攻している知らせを受けて戦争が出来ると歓喜し、自ら兵を率いて出陣する。戦いでは寿胡王の作戦を無視して独断で動いて暴れるため部下に諫められる。魏軍襲来で立て直した後は蒙武軍と対峙。乱美迫軍の助攻を得て突撃してきた蒙武・騰軍を迎撃し、近衛兵団「迅戈」を撃破した蒙武と一騎打ちするが、本陣が陥落したため蒙武に再戦を誓って郢へ撤退した。
千斗雲（せんとうん）
楚軍将軍。得物は大矛。元は楚に吸収された小国「暦」国の大将軍。満羽と同じく奇行を起こしたりしている長身痩躯の大男。満羽以上の戦争狂で、蒙武軍侵攻の知らせを受けた時は感涙するほど歓喜し、魏軍が秦の援軍に来た際は両方と戦えると狂喜した。一方で自身の戦いに邪魔する者は友軍であろうと敵対しようとする程容赦が無い。寿胡王によると満羽と同じような過去の出来事によって心が壊れたとのこと。
什虎防衛のため満羽と共に出陣して左翼軍二万を担う。満羽が出陣して戦っているのを見て、我慢が出来ずに寿胡王の作戦を無視して突撃する。仕切り直した後、録鳴未軍と交戦し、録嗚未と一騎打ちをして余裕を見せ、乱美迫が乱入してもそれを崩さなかった。乱美迫が離脱した後、録嗚未を退けて魏軍本陣へ突撃したが、側面から龍范軍、背後から録嗚未軍に挟まれる。本陣が陥落すると撤退する。
寿胡王（じゅこおう）
楚軍将軍。満羽軍軍師。元は楚に吸収された亡国の王族。満羽や千斗雲と違い冷静沈着な性格。戦いでは作戦の指揮を執り、よく満羽と千斗雲に好き勝手に動かれるが、それでも十分の一ほどしか手の内を見せずに勝利するほどの大軍略家で国内外に「賢者」として名を馳せている。荀子の元で「性悪説」などを学んだ儒学者でもある。
蒙武軍侵攻時に満羽に従い出陣し本陣で作戦の指揮を執り、いつも通りあっけなく戦いが終わると落胆しかけるが、魏軍の援軍襲来で心を躍らせて本気の指揮を執る。しかし、満羽の異変でいつも通りの指揮が取れず、不利を悟って什虎城への撤退を決断したが、本陣まで突破した騰に捕縛される。捕縛された際に、蒙武達に満羽達の過去について教えた。その後、騰に自身の斬首を望んだが、拒絶され秦に連行された。
玄右（げんう）
楚軍将軍。元は楚に吸収された亡国の大将軍。配下に精鋭部隊「黄鋒」を有する。寿胡王と同じく冷静沈着な性格だが、満羽や千斗雲と同等の武力と高い知略を併せ持つ。
蒙武軍侵攻の知らせを受けても一切動揺せず、満羽に従い出陣し右翼軍二万を担う。騰と対峙し、苦戦している録嗚未の救援しに行こうとした騰を阻んでいる。魏軍襲来後は、白麗とともに魏軍と対峙し、魏将軍・馬介を討ち取る。本陣が陥落すると、すぐに撤退を決断する。

## 燕

### 王族・廷臣（燕）
昭王（しょうおう）
第四十代燕王。故人。郭隗の献策を持って、国を滅亡寸前から最盛期まで盛り立てた。
今王喜（こんおうき）
第四十四代燕王。
燕丹（えんたん）
燕太子。人質として趙国にいた頃、同じく人質だった政と顔見知りの間柄。
郭隗（かくかい）
燕家臣。故人。昭王によって亡国の危機を脱した後に国力を回復するために助言を請われ、「先ずは郭隗を厚遇することから始める」ように上奏した（「先ず隗より始めよ」）。その結果、楽毅や劇辛などといった有力者が続々と燕に集まり、燕は強国化した。

### 燕軍

#### 大将軍（燕）
楽毅（がくき）
前・燕大将軍。軍神の異名を持つ。故人。滅亡寸前の燕を復興させ、逆に斉に対し合従軍を作り上げ、滅亡寸前まで追い込んだ伝説的な存在。
劇辛（げきしん）
燕大将軍。かつて楽毅と共に燕を復興させた救国の英雄とされる。
元々は趙人であり、金目当てで燕へ移住。蔡沢に趙に居れば、三大天の一人となっていたと評されていた。若い頃に龐煖と同様に「武神」と称する者達を何人も倒すほどの武勇を持つ。楽毅を超えるべく楽毅の戦術を外聞を気にせず徹底的に見て盗んで学んでいた。趙燕戦争で、侵攻してきた趙軍を迎撃。李牧の策略を見破り本陣にまで迫り、龐煖と一騎打ちするも想像を超える龐煖の力に敵わず「偽者」と言い捨てられて討たれた。
オルド
声 - 木下浩之
燕大将軍。北の五十の山岳族の王であり、合従軍において燕軍の総大将を務めた。闊達で、少々子供っぽい性格。血筋は平地の民のものだが生まれと育ちが山岳地という経歴を持ち、山岳族も感嘆する程の「山読み」という技術を持つ。
合従軍編では王翦軍と当たり、15日目には王翦軍が立て篭もる山岳要塞を攻略するも、その後は王翦の策を終始読みきれなかったことで、合従軍の函谷関突破失敗の敗因を招く。始皇十一年には、秦軍の鄴侵攻の直前に隙を突いて趙東部に侵攻し猛威を振るうも、青歌に侵攻したことで出陣した司馬尚に迎撃され、さらに趙軍が燕に侵攻したのを聞き、それらを迎え撃つために撤退した。

## 韓

### 王族・廷臣（韓）
王安王（おうあんおう）
第十一代韓王。
始皇十七年、新鄭攻略に動き出した秦軍に対し、洛亜完と博王谷に必勝を期して見送った。
張氏（ちょうし）
韓の宰相。中華で賢者と名高い賢臣で、長年に渡って韓軍総司令を務めた名軍師。政の戴冠式に参加した。前漢三傑の一人、張良の血縁者。
始皇十七年、洛亜完達が出陣した後に来訪した南陽の使者の条世からの無血開城の勧告を一蹴する。しかし、英呈平原の韓軍の敗北と博王谷の戦死によって不安に駆られる重臣達の混乱を抑え難くなり、鎮静化のために治安維持軍の夏侯龍に強権を与える。
韓非（かんぴ）
韓の公子で、中華全土に知られる法家の天才学者。吃音である為に口下手だが、『韓非子』を含めた数多くの書物を、後世に書き残している。李斯と共に荀子の下で学問を学んだ法家の大家だが、儒家の勢力が強い韓では王族の立場であっても腫れ物扱いされており、味方は教え子の寧姫など少数である。
始皇十四年の桓騎の戦死後、韓王都で韓非を招聘するための秦使節団の護衛を務める李信の前に一兵卒の姿に変装して話しかけて、李信に人の本質とは何かという質問を行う。その後、韓朝廷の広場で王族の姿で再び李信たちの前に現れて、先ほどの質問の答えを問いただす。そして、李信が「人の本質は火」だと答えて、その理由を聞いて李信の友人である秦王・政に関心を抱き、秦への招聘を承諾する。
総勢百名の供を引き連れて秦に到着後、賓客として秦朝廷に席を設けられて、政と何日も二人きりで中華統一についての問答を行うが、必ず行き詰ってしまい、続いての李斯との法整備の話でものらりくらりと話をそらして、無為な時間が数日続く。そして、李斯の屋敷で偶然姚賈とすれ違ってしまったことで、滞在先の屋敷に帰還後に危険を感じて、念の為に屋敷を「掃除」しておくように命じる。その夜、姚賈からの報告で韓非の屋敷が臨検されると、韓非の部下たちの諜報活動が明らかとなり、李斯の屋敷に軟禁される。そして、李斯と二人きりになると姚賈が多重間者であることを語って、口下手であるが為に儒家の勢力が強い韓での立場が弱く、韓の為に働きたいという想いから韓の情報機関と関わるようになったと李斯に告げる。そして、秦王に聞いた話を報告に行くよう告げると、李斯に歴史に名を残すように励ました。その後、姚賈によって獄に入れられた後、姚賈から渡された毒薬で服毒自殺した。
寧姫（ねいひめ）
韓の公主で、韓非を師と仰いで尊敬している。始皇十四年の桓騎の戦死後、韓王都で韓非を秦国へ招聘しようとする使節団の前に現れて、槍を突き付けながら韓非は秦国へ行かせないと告げて、李信たちに気丈な態度を見せる。その直後、洛亜完が軍勢を率いて仲裁した為に、王宮へ引き返す。そして、韓王宮の広間での李信と韓非の問答の一部始終を見届ける。その翌日、李信たち使節団の前に再度現れて、韓非を大事にするように念を押した後、李信に昨日の問答の答えに感心しながらも、中華統一の為に韓を滅ぼそうとする李信が嫌いだと告げる。そして、秦国へ出発する韓非を見送り、騰に韓非の身を託した。その後、韓非が秦で服毒自殺したという報告を秦の使者から聞いた際には、涙を流して悲しんだ。
始皇十七年、南陽の使者として現れた条世から六大将軍の騰が自分と対話したいと知らされ、英呈平原で両軍がぶつかっている最中に護衛とともに密かに新鄭を出て、戦場近くの森の中で騰と対面。韓非を死なせたことで騰に平手打ちをするが、騰も守れなかったことを謝罪したことでそれを受け入れる。当初は和平交渉と思っていたが、騰から新鄭の無血開城を求められたため、これを断固拒否して徹底抗戦の意志を見せる。だが、騰に強引に連れられて戦場を見下ろせる場所へ赴くと、そこで初めて直で見た戦場の惨状を見て絶句し、騰からこの光景を新鄭で起こさないためにも降服の決断を委ねられる。新鄭に戻る途中、洛亜完軍の使者と遭遇して英呈平原で韓軍が敗北したことを知り、新鄭に戻った後は、敗戦で不安に駆られる王族や貴族達の女性達の元へ訪れて宥めることに奔走する。
夏侯龍（かこうりゅう）
新鄭の治安維持軍長官。国家防衛のためなら過激な手段も厭わない冷酷な男性。
始皇十七年、韓軍の大敗を受けて荒れる新鄭を鎮静化のために張宰相から強権を与えられると、夏侯龍は降服を唱える者を捕らえたり、新鄭から逃げようとする者を処刑して見せしめにしていた。さらに新鄭にいる動ける五歳以上の者達すべてを民兵とする強制徴兵令を発するなど、暴走を始める。
龍安（りゅうあん）
南陽の城主。張宰相から韓の城主たちの中でも最も優秀だと評されている。
始皇十六年の秦の韓侵攻では、朝廷が南陽の放棄を決定した時も朝廷を恨まず他の臣下達に脱出を促し、自らは留まることを決める。南陽の無血開城後も降伏の意志を示したことで騰によって丁重な立場に置かれていたが、南陽の新長官の剛京が赴任すると反乱を未然に防ぐ為に処刑されそうになるが、騰と隆国によって秦朝廷の判断を仰ぐことになった結果、処刑は中止されて、以降は剛京の補佐を務めることになる。
条世（じょうせい）
張宰相から賢人と評されるほどの文官。
始皇十六年の秦の韓侵攻では、龍安とともに南陽に留まった。翌年、秦人の関孫とともに南陽からの使者として朝廷に訪れ、南陽の現状を教えて新鄭の無血開城を促すも、張宰相に一蹴されて関孫とともに投獄される。だが、寧姫に目配せし、何か伝えたいことがあると察した寧姫がその日の夜に尋ねに来て、彼女に騰が会いたがっていることを伝える。

### 韓軍

#### 成恢軍
成恢（せいかい）
声 - 鳥海浩輔
韓大将軍。ドス黒い血管の浮かぶ、醜悪で異様な容貌をしている。様々な毒物を集めて日々研究を重ねた結果、高い即効性と殺傷力を誇る多種の奇毒を扱う。かつては男も色を覚えるほどの美男子であったが、長期間の猛毒研究の悪影響で、前述したような姿に変貌した。
合従軍編では、韓軍総大将を務めた。自慢の毒兵器で張唐軍弱体化に成功するが、桓騎・張唐の混合部隊の奇襲を受け、張唐に討たれて死亡した。
張印（ちょういん）
成恢傘下将軍。成恢後任の韓軍総大将代理。他国の総大将達の前に気圧されており、媧燐に絡まれていた。秦六将復活の際に楚へ使者として訪れるが、媧燐には忘れられていた。

#### 洛亜完軍
洛亜完（らくあかん）
韓軍第一将。上から見通しているかのような戦術眼と騰とも渡り合えるほどの武勇を持つ知勇兼備の将。配下に精鋭の直下兵団「月光」を所有。
二十数年前、韓へ侵略して来た趙・魏を千人将になったばかりの洛亜完と博王谷が敵軍を悉く打ち破って韓を守ったことで、博王谷とともに『凶星』と呼ばれた英傑。
秦六大将軍復活の際、現状で韓の背を支えているのは趙のみのため、楚を味方に付けるべきと王安王に進言する。始皇十四年の桓騎の戦死後、韓王都で韓非を秦国へ招聘しようとする使節団を阻もうとしていた寧姫達を諫めに現れた際、騰を前にしても物怖じしない態度から、李信から「相当やる」と評される。
韓攻略編では、始皇十七年に騰と李信率いる秦軍を迎え撃つべく博王谷とともに十九万の大軍勢を率いて出陣し、英呈平原で騰軍と対峙する。相手が短期決戦を目論んでいることを見抜き、ヨコヨコに李信を討ちに向かわせ、深く突出して来た騰軍を巧みな戦術で各個撃破を仕掛けて苦しめた。だが、殲滅したと思った干央が味方陣を突破して自分の元へ迫り、味方の動揺が生まれた隙に騰や録嗚未も迫って来て劣勢となり、戻って来たヨコヨコから博王谷が李信に討たれたことを聞かされ、ヨコヨコの進言で退却を決断する。翌日、東砂平原で第二戦に臨むも、秦軍の猛攻の末に将軍の沛曇・眉景が共に戦死したことで退却を余儀なくされ、新鄭まで撤退する。
ヨコヨコ
洛亜完の副官。被り物を被った、長身の異民族の男。異様な見かけに反して理知的な言動をする。韓軍で最強の武を誇る豪傑で、凱孟に匹敵するほどの武勇を持つ。
始皇十七年の英呈平原戦では、騰軍と対峙していたが、洛亜完の指示で自身の手勢を率いて飛信隊に急襲し、博王谷達とともに李信を仕留めようとする。しかし、立ちはだかった田有達と蒼兄弟の妨害を受け、その間に博王谷が李信に討たれてしまい、博王谷軍の立て直しは不可能と悟って洛亜完の元へ戻り、退却を進言して自身は殿軍を担う。東砂平原での第二戦も大敗を喫した後は、新鄭へ撤退する。
沛曇（はいどん）/眉景（びけい）
洛亜完軍傘下の将軍。沛曇は守備に長けた達人。
東砂平原戦で、沛曇と眉景は先陣を担ってそれぞれ飛信隊と騰軍と対峙するが、沛曇は羌瘣に、眉景は録嗚未軍の単呂によって討ち取られて戦死する。

#### 博王谷軍
博王谷（はくおうこく）
韓軍第二将。軍人気質の豪将。二十数年前、洛亜完とともに趙・魏からの侵略から韓を守った英傑。
始皇十六年に秦軍が韓へと侵攻してきた際、南陽の防衛を担当していた。しかし、先鋒隊の飛信隊六万とその後続の騰軍十万、更にその後ろに十万の軍が現れたという報告を受けた韓王の命で、南陽に駐屯していた博王谷軍五万と南陽兵二万を合わせた韓軍七万を率いて南陽から撤退し、韓王都・新鄭まで撤退する。
翌年、騰と李信率いる秦軍を迎え撃つべく洛亜完とともに出陣し、英呈平原で飛信隊と対峙する。短期決戦を仕掛けて来た李信を集中的に狙って仕留めようとするが、李信との一騎打ちの末に討ち取られ戦死する。

#### その他の将兵（韓）
馬関（ばかん）
韓軍二千人将。道に迷った韓の兵士が偶然小国・徐国を発見し、韓は徐国に内通している国に偽の情報を流すように脅迫するも、断ったことで馬関が兵を率いて徐国を攻撃して追い込む。しかし、駆け付けた飛信隊の奇襲を受け、馬関は信に討ち取られる。

### 国民（韓）
温形（おんけい）
南陽に駐屯することになった飛信隊が寝泊まりすることになった区画の責任者である、老齢の男性。南陽の無血開城の二十年前に、娘と孫を秦兵に犯された末に腹を裂かれて殺されたという、悲惨な過去を持つ。その恨みは二十年経っても消えず、始皇十六年に飛信隊と温形の区画の住民たちとの食事会を李信の提案で開いた際に、李信が背後を晒した時に短刀で李信を刺し殺そうとするが、李信に即座に手を掴まれて阻止される。そして、自身の悲惨な過去を語った後、李信に秦王はいつか痛みも喜びも共有して生きていく世界を作りたいと聞いて、李信が温形の短刀を持ったままの手を放して、娘と孫（の魂）が今の温形の側にいて頑張って前に進めって応援していると聞くと、短刀を手放して号泣する。以降、温形の区画の住人たちと飛信隊の距離が近づいていくことになる。
始皇十七年には、秦に反感を抱く過激派を止めようとして殴られて歯を二本失うなど、秦軍と南陽の良好な関係を保とうとするなど、心境は変化しており、そのことを知った李信から、戻ったら一緒に飯を食おうと約束して、出発する飛信隊を見送った。
呂仁（ろじん）、呂春（ろしゅん）
南陽にする兄妹。
呂春が南陽に駐屯する騰軍の兵から暴行を受け、それを父親が止めようとして兵に斬殺される。その後、激昂した兄の呂仁がその兵を刺傷する事件を起こす。住民達は龍安に呂仁の助命を求めたが、秦の長官・剛京によって暴行と殺人を犯した兵を斬首し、呂仁は不問にされたことで父の敵は討たれ、騰からは慰謝料が支払われることとなる。

## 斉

### 王族（斉）
王建王（おうけんおう）
声 - 高塚正也
第八代斉王。常に口に蛇を咥えている癖のある人物。あけすけな物言いを好み、戦争を大金を得るための仕事と断言している。蔡沢とは自身が若い時からの関係であり、自身が苦しい時に幾度と無く蔡沢に助けられたことがあり、恩を感じている。昌平君からは王としての力は未知数であり、合従軍を起こせる数少ない人物の1人として警戒をしている。
合従軍編では、動きこそ見せたが蔡沢からの説得と交渉に応えて合従軍への参戦を中止。その後、函谷関から撤退し腹いせで攻めてきた合従軍を迎撃した。後に合従軍への参戦を辞めた本当の理由が秦を滅ぼした後の世が、見るに耐えない汚濁になることを避けるためだと政らに語った。
黒羊戦後の始皇十年、蔡沢の手引きによって極秘で李牧とともに単身咸陽を訪れ、秦王政と会談する。そして、他国を全て滅ぼした後の中華統一後の統治のあり方を問い、返答次第では李牧と共に合従軍を起こして秦を滅すと言うが、政からの「法治国家」という答えに感嘆し、政になら中華統一を任せても構わないと事実上の降伏宣言を告げた。その後対談を見届けた後に亡くなった蔡沢の亡骸に、自身が蔡沢の変わりに結末を見届けると誓った。鄴編では、秘かに昌平君から相場の倍の値で買われた兵糧を黄河を渡って鄴を占拠する王翦軍に届けた。この商談には「秦が倍の値で食料を買うと言うのだから売らぬ手は無い」と重臣と共に良い商談だったと満足している。

### 斉軍
岩茂（がんも）
斉大将軍。
合従軍編で、斉軍の総大将として出陣していたが、王建王が離脱を決定したことで引き返す。
顔聚（がんしゅ）/田赫（でんかく）
斉将軍。
合従軍編で、函谷関から引き返して斉へ攻めて来た合従軍の迎撃を命じられる。
孫臏（そんぴん）
斉将軍。故人。孫子の作者・孫武の子孫。百数十年前の馬陵の戦いで斉軍軍師を務め、魏軍に兵数を見誤らせて待ち伏せして、大敗させる。

## 毐
趙姫（ちょうき）
声 - 坪井木の実
秦太后。政の実母にして、後宮の長。かつて傾国の美女と謳われ、政を産んだ以後も年を取らぬという噂が立つほど若く美しい容姿をしている。かつては「邯鄲の宝石」「美姫」などと呼ばれていた。
かつて呂不韋の許嫁になっていたが、荘襄王の妃として宛がわれたことに絶望し、そのうえ趙国で民衆から侮辱と虐待を受ける日々を送ったことで、全てを憎悪するようになった。太后となってからもその性格は直らず、政への母性や愛情は皆無。
政権争いの助力を政から請われて引き受ける姿勢を見せたが、実際は助けるつもりは無く、後宮勢力を呂氏陣営へ入れるために呂不韋と姦通し、その後は太后との肉体関係を断ち切ろうとした呂不韋が送り込んだ嫪毐との肉欲に溺れる。それ以降、秦の古都「雍」に籠もっていたが、実際は嫪毐との間に2人の子供を儲けていた。そして、著雍編から2か月後に突如朝廷に現れて、随行させていた嫪毐を山陽長官に任ずるよう呂不韋に認めさせた。さらに太原一帯に兵民を集めさせ、太原一帯を「毐国」にすると宣言した。
嫪毐が飾りであっても、趙高の実務能力で毐国を創り上げる算段だったが、国としての体裁を整える前に虎歴に出し抜かれ、中央政府への挙兵に追い込まれる。反乱鎮圧後は、その責任を一身に引き受けた嫪毐の貢献もあって雍に軟禁されながらも助命され、嫪毐との2人の子も政によって密かに逃された。その過程で、政との間の母子の繋がりを取り戻した。始皇十年には幽閉を解かれ、雍から咸陽に帰還した。
嫪毐（ろうあい）
声 - 坂詰貴之
宦官の一人として後宮に入った男性。実は宦官ではなく、呂氏陣営の命で太后の伽を務めることのみを任務にしている巨根絶倫の男。
著雍戦から2か月後、山陽長官に推す趙姫に伴われて朝廷に現れた。その後、趙姫と共に山陽から太原へ移住し、建国に至った。そこでは暴走しがちな廷臣を押しとどめる才覚も無く、ただ毐国造反の旗頭として祭り上げられてしまう。しかし、趙姫が心中に隠している悲哀を見て取った事で、趙姫のために忠誠を尽くし生きることを決意した後は、愚鈍ながらも一角の男としての器量と風格を見せるようになる。
反乱鎮圧後、捕えられて車裂きの刑に処せられ一族もすべて誅殺されたが、取り調べでは反乱をすべて自らの計画として趙姫を庇い通した。最期まで趙姫への愛に殉じて今までの感謝を述べたのち、従容として刑に臨んだ。
趙高（ちょうこう）
声 - 竹内栄治 / 重松千晴（第4シリーズ）
趙姫傘下家臣。後宮に仕える宦官。趙姫に従順だが、彼自身の思惑を垣間見せる時もある。その才能を高く買う趙姫には個人的な秘書官のように重用され、実務面から毐国建国を担った。反乱失敗後は、蜀に流刑された。
虎歴（これき）
声 - 西村知道
毐国家臣。毐国建国に尽力したが、実は楚に派遣されていたスパイ。趙姫と嫪毐の子二人を人質に取り、反乱に追い込んだ。

### 毐国軍
樊於期（はん おき）
声 - 小山剛志
毐国将軍。嫪毐の反乱に参加。咸陽を攻めるもワテギが討死したことで反乱失敗を悟り逃亡、その後で変装して咸陽での息子の処刑を見届けた。以降は消息不明。
樊琉期（はん るき）
声 - 川島得愛
毐国将軍。樊於期の息子。嫪毐の反乱に参加。常に笑みを浮かべているが、弱者を殺すのは軍を持つ者の特権と考える残虐で歪んだ性格で、そのため人望が無い。咸陽を攻めて民を虐殺し、後宮に侵入して向達を狙うも、駆け付けた信に右腕を切断され、さらに部下に見捨てられ捕縛。反乱鎮圧後、咸陽で処刑された。
ワテギ
声 - 辻親八
毐国将軍。異民族・戎籊（じゅうてき）族の王。通称は戎籊公。昌平君の包雷を見抜いた猛将。領土を制圧された過去から、秦国に恨みを持つ。嫪毐の反乱に参加し総指揮を任されるが、昌平君に敗死した。

## 山の民
楊端和（ようたんわ）
声 - 園崎未恵 / 棟方真梨子（PSP）
演 - 長澤まさみ
山民族王兼秦大上造→六大将軍第四将。山民族からは「山界の死王」と呼ばれる美女。得物は双曲剣。女性ながらその武力は山界一とされ、自ら先頭に立って統合していった。
幼少より世界を広げたいと考えており、かつてない国の広がりを求めて、政と強固な盟を結び王都奪還に力を貸した。奪還後も戦に明け暮れ、さらに北の匈奴討伐のため大軍を引き連れて北上中、匈奴軍十万以上が屍となっている光景を目の当たりにし、その事態からそれを成した人物への注意を政に伝えた。
合従軍編ではバンコ族と戦っていたが、窮地の秦国を救うべくそれまでの全ての戦績と犠牲を投げ打って蕞攻防戦に援軍として参戦。その功績で秦の大上造（大将軍）の爵位を貰い、嫪毐処刑後に魏国の衍氏を攻略した。鄴編では、三軍連合軍の一角として参戦。飛信隊と共に列尾を陥とす。さらに橑陽で対峙した犬戎将軍・ゴバを討ち取ると、自らを囮に敵を引き付ける間に橑陽城を陥落させ、犬戎族を配下にした。始皇十三年、六大将軍第四将に任命される。始皇十五年、番吾攻めに参戦し、秦軍左翼を担当。
バジオウ
声 - 新垣樽助
演 - 阿部進之介
楊端和傘下将軍。戦に巻き込まれて滅んだバジ族の生き残り。発見当時は人語すら出来ず獣のような気性だった。楊端和に敗れ一族に加わり、次第に人間性を取り戻して山の民、秦両方の言語を話す有能な戦士に育つ。しかし過去の獣の心は未だに持っており、本人の意思でその獣を解放することができる模様。実は方向音痴。
王都奪還編で信にランカイを倒させる貢献を果たし、シュンメンと共に秦国左丞相・竭を討ち取る。合従軍編では蕞救援に駆け付け、趙将軍・晋成常を討ち取った。鄴編にも参戦し、列尾を陥落させ、橑陽を落とすべく犬戎将軍・ゴバと対峙し、後の逃走戦で死力を尽くして端和を死守した。
タジフ
声 - 高橋英則（第1シリーズ）/ 中島卓也（第3シリーズ-）
演 - 一ノ瀬ワタル
楊端和傘下将軍。自らの面を折った信を戦士として認める。
王都奪還編で、信にランカイを倒させる貢献を果たす。合従軍編では蕞救援に駆け付け、一騎討ちで疲弊し倒れた信を死守した。鄴編では、秦国の言葉を少し覚えたが片言でしかも間違っているため、まだ上手く話せない。その後、橑陽を落とすべくバジオウ指揮の下でゴバと対峙し、後の逃走戦でシュンメンと共に端和とバジオウを救出した。
ランカイ
声 - 高塚正也
演 - 阿見201
元は成蟜子飼いの常識外れの巨体と怪力を持つ巨漢。
幼少期に化猿の子として売られていたところ、成蟜に買われる。その後、彼により「お仕置き」という拷問に近い行為により、恐怖によって支配されていた。反乱鎮圧後は、山の民に引き取られた。合従軍編では山の民と共に救援に駆けつけ、李牧軍相手にその暴威を揮って、信を除く飛信隊の面々を驚愕させていた。
実写映画版では、左慈と入れ替わる形で回廊に現れるも、信たちに敗死。
シュンメン
声 - 青木強（第1シリーズ）/ 白石稔（第3シリーズ-）
鳥牙族族長。王都奪還編で信にランカイを倒させる貢献を果たし、さらにバジオウと共に秦国左丞相・竭を討ち取り、最後に王都奪還後に引き取られたランカイの教育係を担当。合従軍編では蕞救援に駆け付け、趙軍を蹂躙。鄴編では、橑陽戦の犬戎族との戦いで負傷するも九日目に復帰し、バジオウ指揮のもとで犬戎の将軍ゴバと対峙し、後の逃走戦でタジフと共に端和とバジオウを救出した。
ダント
フィゴ族族長。得物は大矛。カプロという鷹をペットにしている。下ネタを好んで使用している。タジフ並の巨漢で周囲から「フィゴ王」と呼ばれ、皆が一目置く猛将。かつては楊端和らと幾度と無く死闘を繰り広げて来たが、今は端和に惚れ込んでおり、彼女が自分に惚れることを狙って楊端和に従軍する。
鄴攻略戦にも山民族軍の一角として参戦。橑陽戦では九日にはトアク軍と対峙し常に先陣に立ち自軍の兵の半数を失うが、犬戎将軍・トアクを瞬殺。その後、端和救出の際にロゾ軍と趙軍に遭遇し、舜水樹にワザと策の全貌を伝えることで、趙軍を戦場から離脱させ、ロゾとの一騎打ちでは自らを囮にして壁を援護し、ロゾ討伐の一助を成した。
エンポ
猿手族族長。壁を走る者と言われる猿手族随一の壁登りの達人。小柄な老人だが、周囲から「エンポじぃ」と呼ばれ一目置く老将。端和を「マンタンワ」と間違えて呼ぶ。端和から橑陽攻略の特命を受け、猿手族を率いて城を一夜で陥落させた。
カタリ
声 - 水中雅章
メラ族前族長。得物は曲剣。妹のキタリと共に端和の側近を務めている。秦国の言葉も話せる有能な青年で、山民族では珍しく温和で礼儀正しく冷静な性格。
橑陽戦では、壁軍と共にブネン軍と対峙するも、ジリ達に纏わりつかれたところを犬戎将軍・ブネンに彼らごと刺されて、致命傷を受けて戦死。
キタリ
声 - 南條愛乃
メラ族族長。得物は二振りの曲剣。カタリの妹で、勇猛な女戦士。兄と違って秦国の言葉は流暢に話せず、血気盛んで毒舌。
橑陽戦では、壁軍と共にブネン軍と対峙。カタリを失い激昂して単騎突貫するも、討死寸前で壁に救われた。復活後に当初は壁に激昂するも役割を思い出し、メラ族族長を継承。その後、ブネン軍を追撃し、ブネンを瞬殺し仇を討った。
始皇十五年の番吾攻めに参戦し、頭佐平原戦で敵軍を抜けて壁達が囚われている番吾へ急行。番吾を到達して城壁を乗り越えて壁達を探し、丁度脱走していた壁達を発見し、救出して番吾を脱出する。

## その他勢力

### 徐
秀（しゅう）
徐国に住む少年。韓国の馬関軍に攻められていたところを脱出し、負傷しながらも偶然通りかかった飛信隊に救援を求めた結果、祖国の窮地を救った。

### 汨
袁公（えんこう）
汨王。満羽が出陣中に、楚国に降伏した。
流邦（るほう）/中歩（ちゅうほ）
汨将軍。故人。楚軍侵攻時に満羽軍で奮戦し戦死。
青多（せいた）
満羽に強く憧憬を抱いていた少年。楚に吸収後、楚国兵士として満羽軍と戦わされた結果、戦死した。

## 刺客

### 蚩尤族
羌象（きょうしょう）
声 - 吉田小百合 / 斎藤千和（第3シリーズ-）
演 - 山本千尋
羌瘣と姉妹同然に生きてきた、蚩尤族の一氏族「羌族」の女性。羌蚩尤候補の中でも群を抜いた強さを持っていた。得物は「白鳳（はくほう）」という名の剣。
蚩尤となって外の世界を見たいという気持ちと、妹同然の存在である羌瘣を殺めたくないという気持ちが葛藤し、“祭”の日に羌瘣を香で眠らせ、一人で挑むが、幽連に謀殺された。
羌礼（きょうれい）
羌族の少女。羌礼参照。
羌識（きょうしき）
羌族の次の代の蚩尤候補。羌礼の姉貴分。非常に寡黙であるが、外の世界に少なからず興味を抱いている。また、男女の営みにも興味はあるようで、それに関する羌礼から羌瘣への問い掛けの際に、さりげなく聞き耳を立てる描写がされていた。
行われた“祭”では羌礼とともに最後まで残り、羌礼と一騎打ちになるが、寸前で羌礼を斬るのを躊躇い止めたことで羌礼に刺されて死亡。死の間際に、羌礼に生き延びてほしかったと告げて息を引き取り、羌礼が羌瘣との戦いの中で羌識の最期の言葉を思い出したことが、羌礼が正気を取り戻すきっかけとなった。
羌明（きょうめい）
声 - 片貝薫、ふじたまみ（青年期）
かつての羌族代表の蚩尤候補。だが“祭”から脱走し、一族から命を狙われ続けた。やがて、外界における里への連絡役として一族に尽くすことで赦されている。既婚者で、子が二人いる。幽族数人を瞬殺するなど、未だ実力も兼ね備えている。
幽連（ゆうれん）
声 - 岡田栄美 / 小山茉美（第3シリーズ-）
幽族の代表にして、先代蚩尤。得物は「赤鶴」という名の剣。“祭”において他の氏族と結託して、羌象を謀殺した。“祭”に勝ち残り蚩尤の座を得たが、その際実妹を殺害しており、それによって巫舞を必要としない圧倒的な戦闘力を会得するが、精神に異常をきたすようになる。当初は魏王から厚遇されたものの、手に負えなくなったことから追放され、趙国の山中に潜むようになった。
飛信隊が国境地帯で復興と防衛に務めているころに、羌瘣を誘い出して追い詰めるも形勢逆転を許し、致命傷を負わされ死亡。

### 朱凶
燕程（えんてい）
朱凶族長。物静かな性格ながら、実力は確か。呂氏陣営の要請で嬴政暗殺を依頼されるも、号馬の乱入によって機を失う。一度捕縛されるも、脱走した。
徐完（じょかん）
声 - 高塚正也 / 岡林史泰（VOMIC）
演 - 深水元基
朱凶の一人。四人の子を持つ。影武者であった漂に致命傷を負わせ、漂および信の足取りから政を追い詰めたが、激昂した信に斬られ敗北。命乞いして信に情けを掛けられたが、政に止めを刺され死亡した。

### その他刺客
ムタ
声 - 赤城進
演 - 橋本じゅん
百越にあるベッサ族の戦士。徐完の後任として政達の暗殺を依頼されるが、信に返り討ちにされる。本人は信にやられた傷で「もうすぐ死ぬ」と言っていたが、実際の生死は不明。その後吹き矢を河了貂に譲り、呂不韋への警戒を促した。嫪毐の情報を探りに来た朱凶の密偵が、彼と同じ装束の人間に吹き矢で殺されている。
実写映画版では、信に返り討ちにされて死亡した。吹き矢は、河了貂にくすねられる。